# Cormeilles-en-Parisis
Pour les articles homonymes, voir Cormeilles et Parisis.
Cormeilles-en-Parisis est une commune française située dans le département du Val-d'Oise, en région Île-de-France et donc dans le Bassin parisien. Ses habitants sont appelés les Cormeillais.

## Géographie

### Description
Malgré sa proximité de Paris, qui est à 17 km, Cormeilles-en-Parisis est une commune plutôt verte, située sur le versant et le pied sud de la butte-témoin de Cormeilles (une des deux buttes du Parisis), alors que Franconville et Sannois sont situées sur le versant et au pied nord de la butte, Argenteuil à son extrémité est et Montigny-lès-Cormeilles à son extrémité ouest.
Sa superficie est de 8,48 km2 et son altitude minimale est de 22 mètres (au bord de la Seine) et son altitude maximale de 170 mètres (de part et d'autre de la route Stratégique).
Son altitude moyenne est de 79 mètres.
Les espaces boisés et espaces verts représentent une superficie de 141 ha soit 1,41 km2 soit 16,6 % de son territoire.

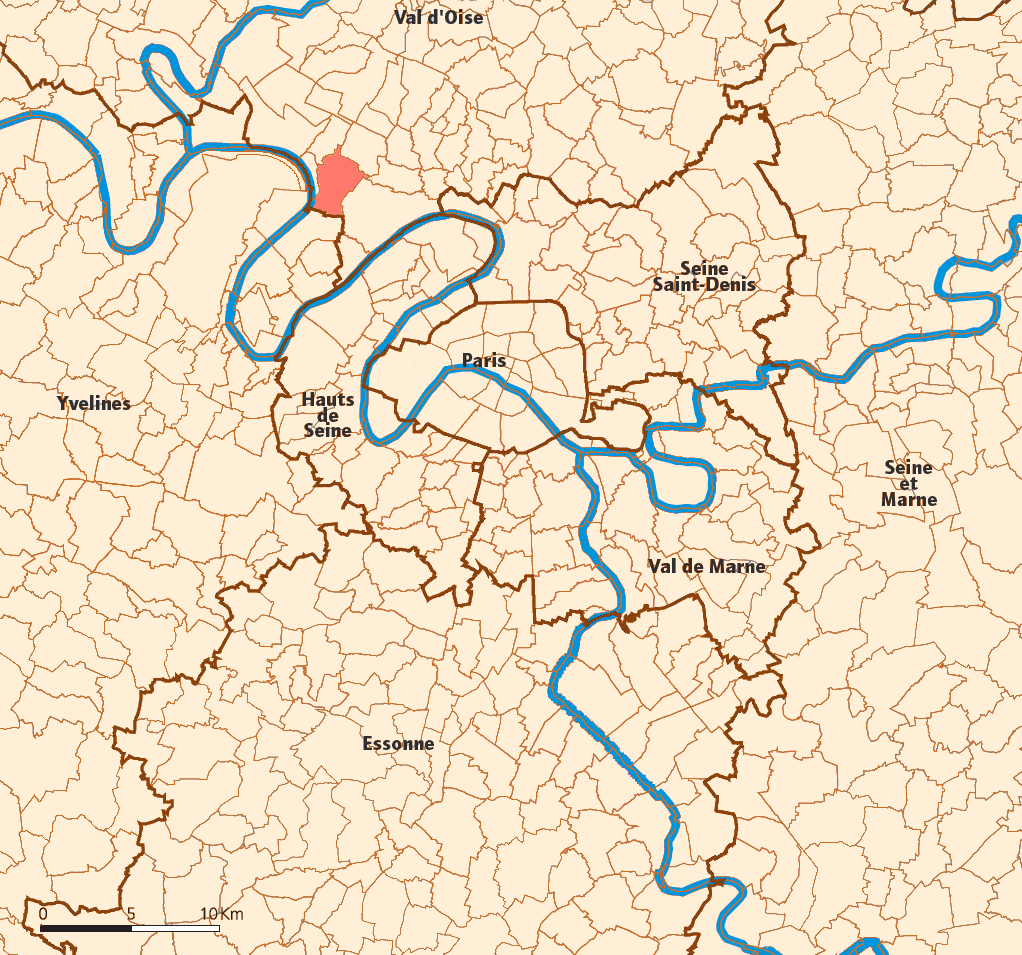
Position dans la grande couronne parisienne.

### Communes limitrophes
Les communes limitrophes sont Argenteuil, La Frette-sur-Seine, Franconville, Montigny-lès-Cormeilles, Sannois, Sartrouville et un petit morceau de Maisons-Laffitte, le champ de courses situé de l'autre côté de la Seine.
| Montigny-lès-Cormeilles              | Franconville          | Sannois    |
| La Frette-sur-Seine                  | Cormeilles-en-Parisis | Argenteuil |
| La Seine et au-delà Maisons-Laffitte | Sartrouville          | Argenteuil |

### Hydrographie
La commune est tangentée au sud-ouest de son territoire sur 900 mètres par l'un des méandres la Seine.

### Climat
Pour des articles plus généraux, voir Climat de l'Île-de-France et Climat du Val-d'Oise.
En 2010, le climat de la commune est de type climat océanique dégradé des plaines du Centre et du Nord, selon une étude du CNRS s'appuyant sur une série de données couvrant la période 1971-2000. En 2020, Météo-France publie une typologie des climats de la France métropolitaine dans laquelle la commune est dans une zone de transition entre le climat océanique et le climat océanique altéré et est dans la région climatique Sud-ouest du bassin Parisien, caractérisée par une faible pluviométrie, notamment au printemps (120 à 150 mm) et un hiver froid (3,5 °C).
Pour la période 1971-2000, la température annuelle moyenne est de 11,5 °C, avec une amplitude thermique annuelle de 14,9 °C. Le cumul annuel moyen de précipitations est de 677 mm, avec 11 jours de précipitations en janvier et 7,7 jours en juillet. Pour la période 1991-2020, la température moyenne annuelle observée sur la station météorologique la plus proche, située sur la commune de Pontoise à 11 km à vol d'oiseau, est de 12,5 °C et le cumul annuel moyen de précipitations est de 666,7 mm,. Pour l'avenir, les paramètres climatiques de la commune estimés pour 2050 selon différents scénarios d'émission de gaz à effet de serre sont consultables sur un site dédié publié par Météo-France en novembre 2022.

## Urbanisme

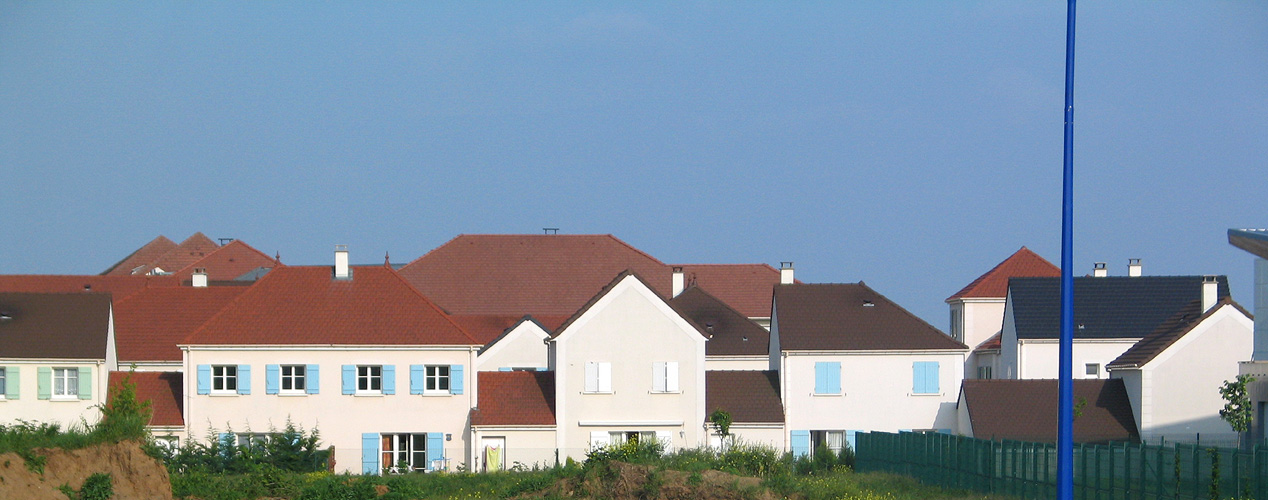
Paysage pavillonnaire du quartier : Les Bois Rochefort.

### Typologie
Au 1er janvier 2024, Cormeilles-en-Parisis est catégorisée grand centre urbain, selon la nouvelle grille communale de densité à sept niveaux définie par l'Insee en 2022.
Elle appartient à l'unité urbaine de Paris, une agglomération inter-départementale regroupant 407 communes, dont elle est une commune de la banlieue,,. Par ailleurs la commune fait partie de l'aire d'attraction de Paris, dont elle est une commune du pôle principal,. Cette aire regroupe 1 929 communes,.

### Occupation des sols

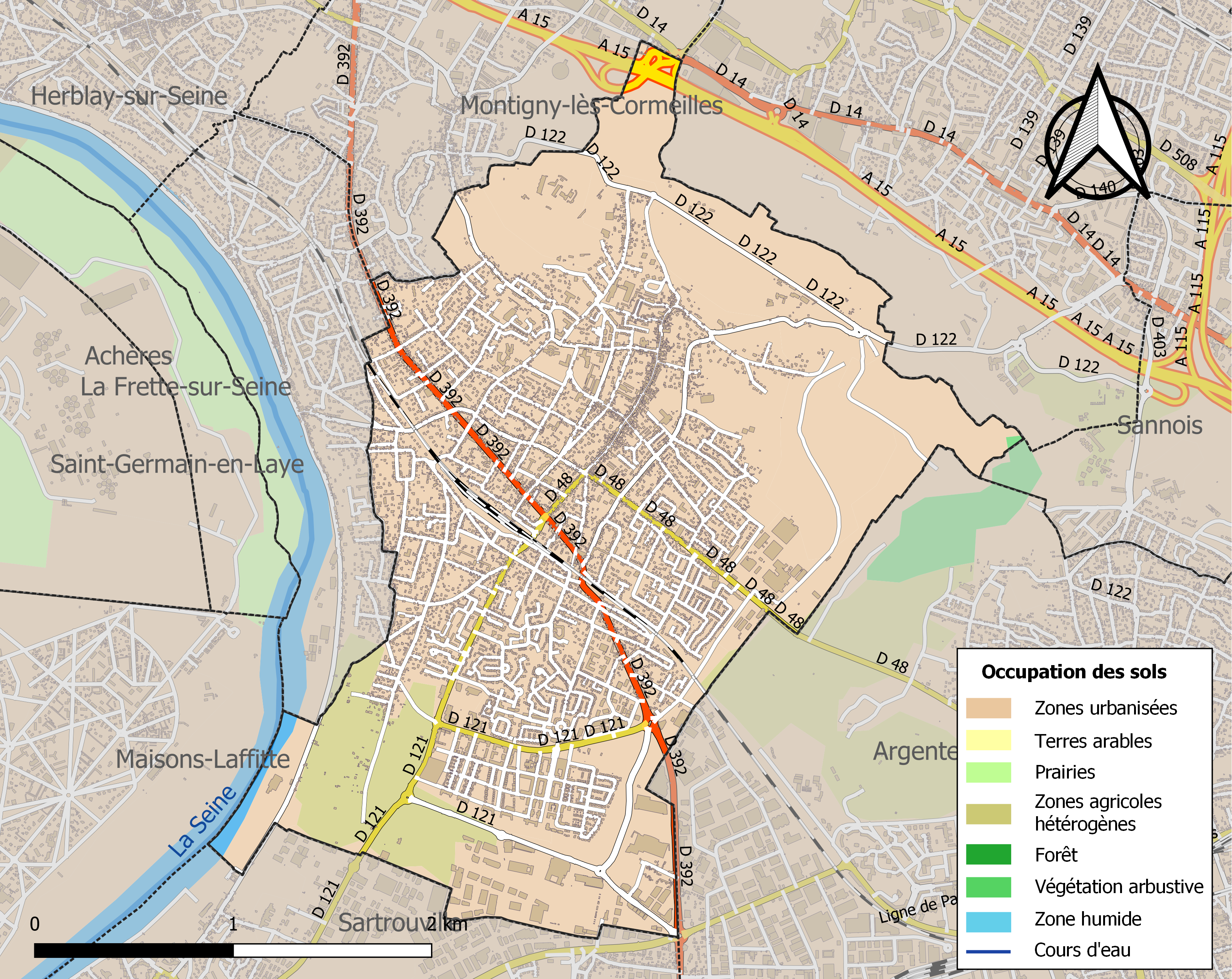
Carte des infrastructures et de l'occupation des sols de la commune en 2018 (CLC).

Selon le PLU et le cadastre de Cormeilles-en-Parisis, eux-mêmes renseignés par la base de données européennes Corine Land Cover (CLC), en 2018 la répartition de l'occupation des sols de la commune est la suivante :
| Espace                                                          | Surface | Pourcentage de la surface du territoire |
| --------------------------------------------------------------- | ------- | --------------------------------------- |
| Zones urbanisées                                                | 465 ha  | 55 %                                    |
| Zones industrielles ou commerciales et réseaux de communication | 97 ha   | 11 %                                    |
| Mines, décharges et chantiers                                   | 80 ha   | 9 %                                     |
| Espaces verts artificialisés, non agricoles                     | 141 ha  | 17 %                                    |
| Zones agricoles hétérogènes                                     | 61 ha   | 7 %                                     |
| Milieux à végétation arbustive et/ou herbacée                   | 0,29 ha | 0,03 %                                  |
| Eaux continentales                                              | 5 ha    | 0,57 %                                  |

### Habitat et logement
En 2019, le nombre total de logements dans la commune était de 10 870, alors qu'il était de 9 606 en 2014 et de 8 910 en 2009.
Parmi ces logements, 92,6 % étaient des résidences principales, 1,7 % des résidences secondaires et 5,7 % des logements vacants. Ces logements étaient pour 53,9 % d'entre eux des maisons individuelles et pour 45,5 % des appartements.
Le tableau ci-dessous présente la typologie des logements à Cormeilles-en-Parisis en 2019 en comparaison avec celle du Val-d'Oise et de la France entière. Une caractéristique marquante du parc de logements est ainsi une proportion de résidences secondaires et logements occasionnels (1,7 %) supérieure à celle du département (1,3 %) et à celle de la France entière (9,7 %). Concernant le statut d'occupation de ces logements, 66,6 % des habitants de la commune sont propriétaires de leur logement (66,3 % en 2014), contre 55,9 % pour le Val-d'Oise et 57,5 pour la France entière.
| Typologie                                               | Cormeilles-en-Parisis | Val-d'Oise | France entière |
| ------------------------------------------------------- | --------------------- | ---------- | -------------- |
| Résidences principales (en %)                           | 92,6                  | 92,6       | 82,1           |
| Résidences secondaires et logements occasionnels (en %) | 1,7                   | 1,3        | 9,7            |
| Logements vacants (en %)                                | 5,7                   | 6          | 8,2            |

### Projets d'aménagement
- Seine Parisii

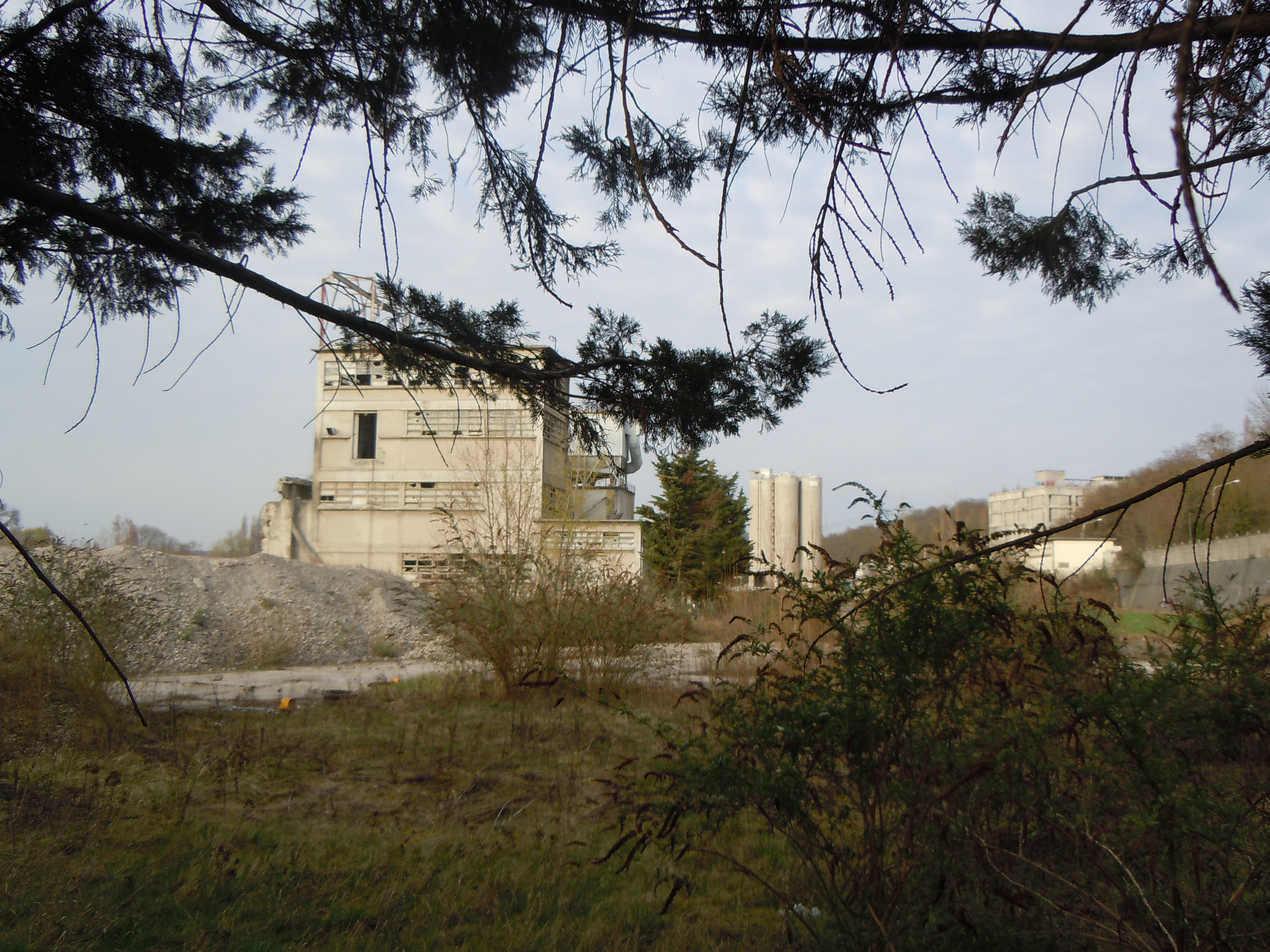
Friche de l'usine Lafarge, en bord de Seine en 2011. La production a été arrêtée dans les années 1990, la démolition commencée en 2004 se poursuit en 2019. Les quatre silos de 42 mètres sont dynamités le 1er février 2020 marquant le point de départ du chantier de Seine Parisii.

Après l'annonce, en 2017, du départ définitif du cimentier Lafarge de son implantation des bords de Seine où il est installé depuis 1970, succédant à la cimenterie Lambert construite en 1929, la ville de Cormeilles-en-Parisis souhaite revaloriser cette friche industrielle de 22 ha dans le cadre d'un projet urbain mixte, pour faire sortir de terre un nouveau quartier appelé Seine Parisii alliant à un port de plaisance de 150 anneaux, 1 200 logements (dont 30 % de logements sociaux), un groupe scolaire de 12 classes, une crèche de 60 berceaux, 1 840 places de parking et 3 000 m2 de commerces et restaurants. En février 2020 la démolition des hauts silos de béton de 42 mètres marque le véritable début des travaux. En 2021 fin des démolitions et évacuation des gravats par des barges et péniches sur la Seine, dépollution du site et excavation préparatoire du bassin de la marina. En 2022 sont réalisés le terrassement et la construction d'une nouvelle route pour désenclaver la zone et la relier à la rue de Saint-Germain juste au sud du giratoire où elle croise le boulevard du Parisis. La commercialisation a commencé en mai 2022. Les premiers habitants attendus initialement pour 2022-2023 le sont ensuite pour 2024 et la fin des travaux prévue pour 2030. Mais depuis 2021, le chantier en cours et ses nuisances motivent la grogne des habitants de La Frette en raison du passage, pourtant interdit, de camions dont les conducteurs sont dirigés par des applications GPS afin d'éviter les embouteillages de la D 392.
- Bois Rochefort Loisirs

Un pôle loisirs et commerces est en cours de construction depuis 2020 au sud de la ville dans le quartier des Bois Rochefort, au sud du boulevard du Parisis. Le projet devrait accueillir un parc de jeux destiné aux jeunes de 7 à 15 ans, un cinéma (trois salles et 299 fauteuils), un bowling, un karting électrique, un escape laser game, un café-théâtre, un grand magasin d'alimentation qui a ouvert en juin 2022 et trois restaurants, dont deux ont ouvert fin 2022,.

### Voies de communication et transports

#### Routes
La ville est desservie par la D 392 (ancienne N 192) créée en tant que route empierrée en 1837, ancien chemin royal allant de Paris à l'abbaye de Maubuisson en passant par un bac sur la Seine et le carrefour de la Grâce de Dieu à Bezons et la Patte d'oie d'Herblay. Cette route a, jusqu'à l'arrivée du chemin de fer à Cormeilles en 1892, marqué la limite sud des constructions du village. Cormeilles est aisément accessible par l'A15 depuis la Patte d'oie d'Herblay (sortie no 5).

#### Chemin de fer
La gare de Cormeilles-en-Parisis, sur la ligne de Paris-Saint-Lazare à Mantes-Station par Conflans-Sainte-Honorine et de Paris-Saint-Lazare à Gisors, est desservie par les trains de la ligne J du Transilien (réseau Paris-Saint-Lazare) qui mettent Cormeilles à 16 minutes (au minimum) de la gare de Paris Saint-Lazare.

La gare SNCF de Cormeilles-en-Parisis en 2011 et 2012
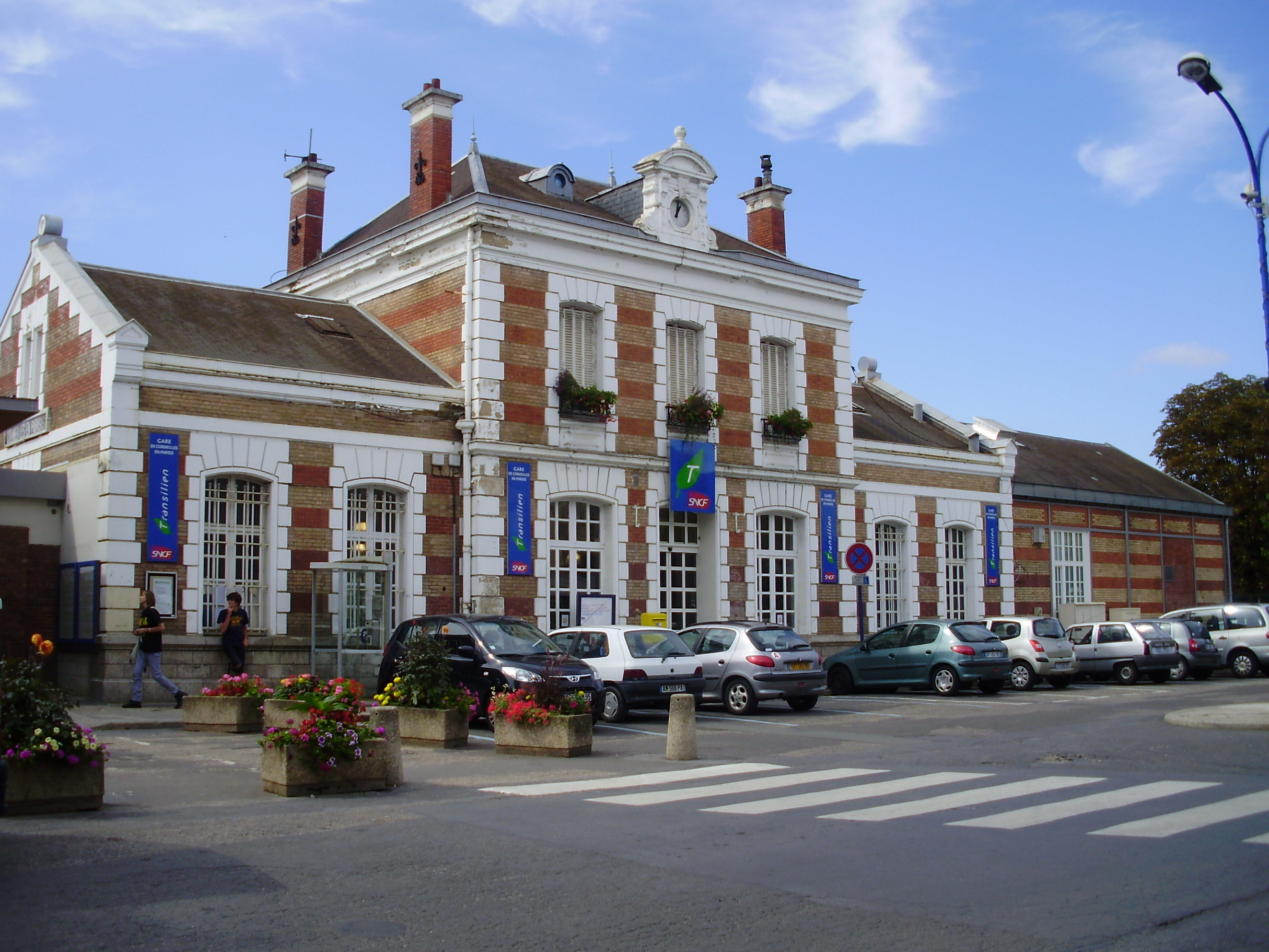
En août 2011 vue vers l'Ouest de la place Pierre-Semart.
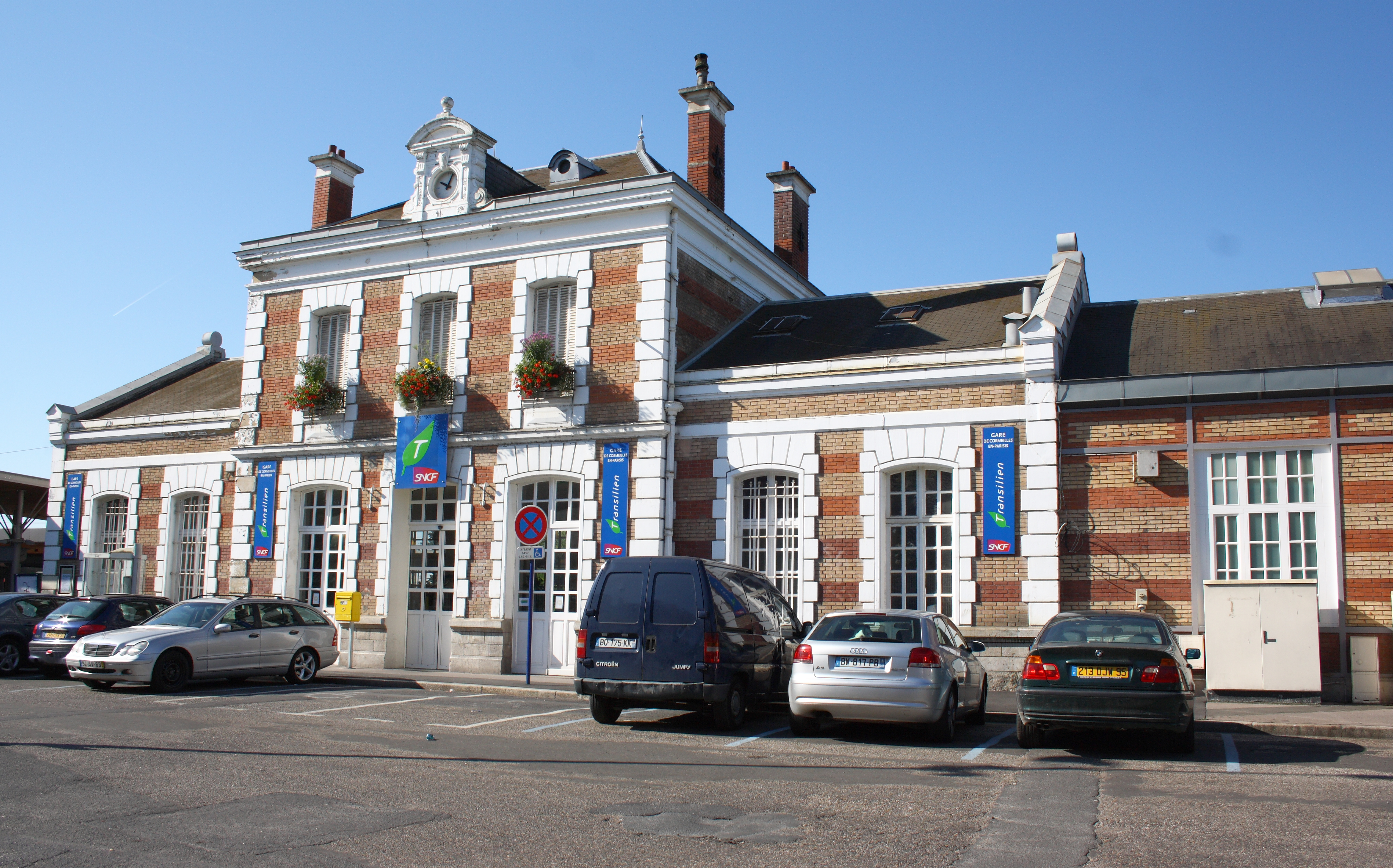
En août 2012 vue vers le Sud de la place Pierre-Semart.
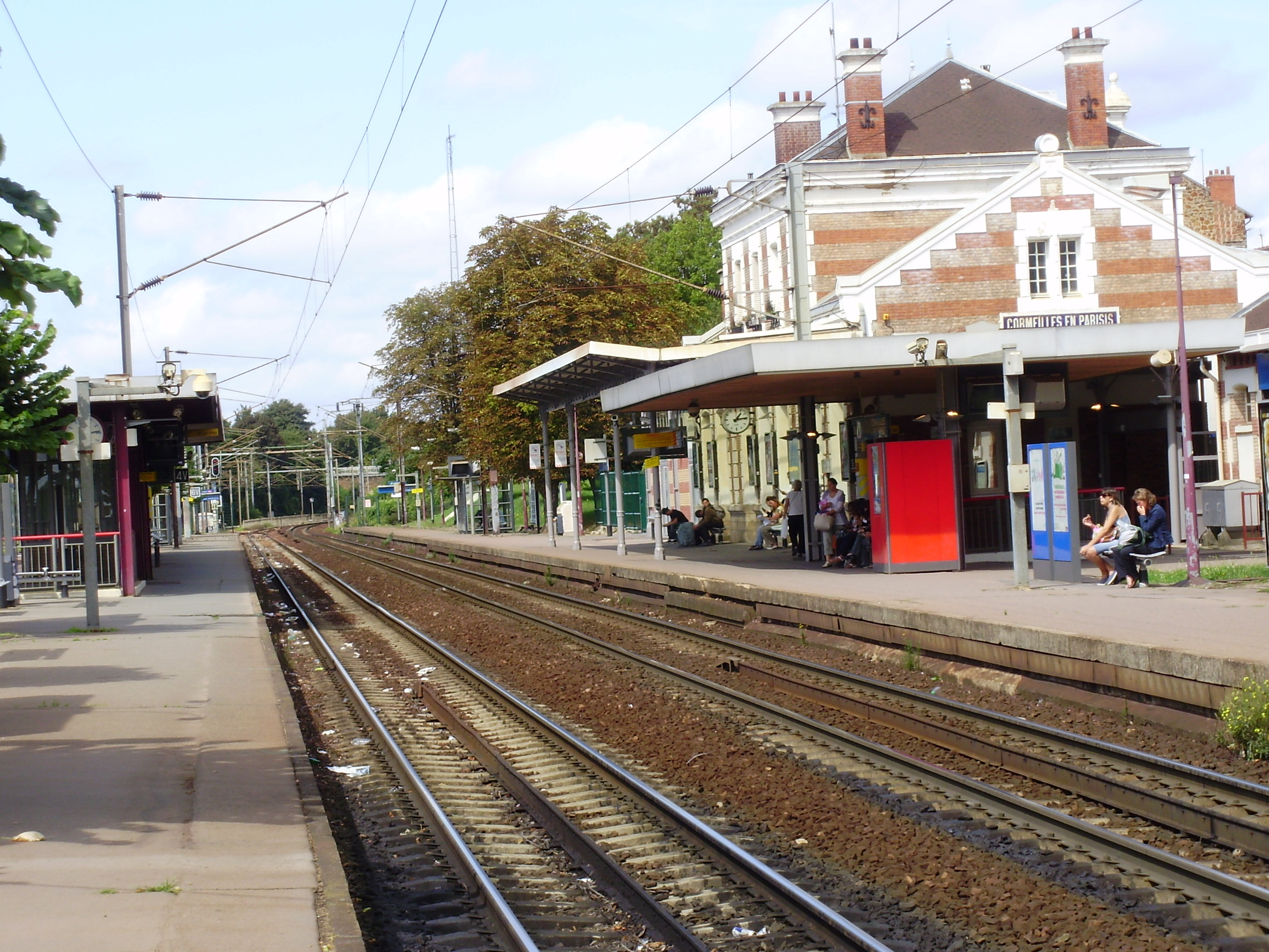
En 2011 vue du quai B en Direction de La Frette et Conflans-Saint-Honorine.
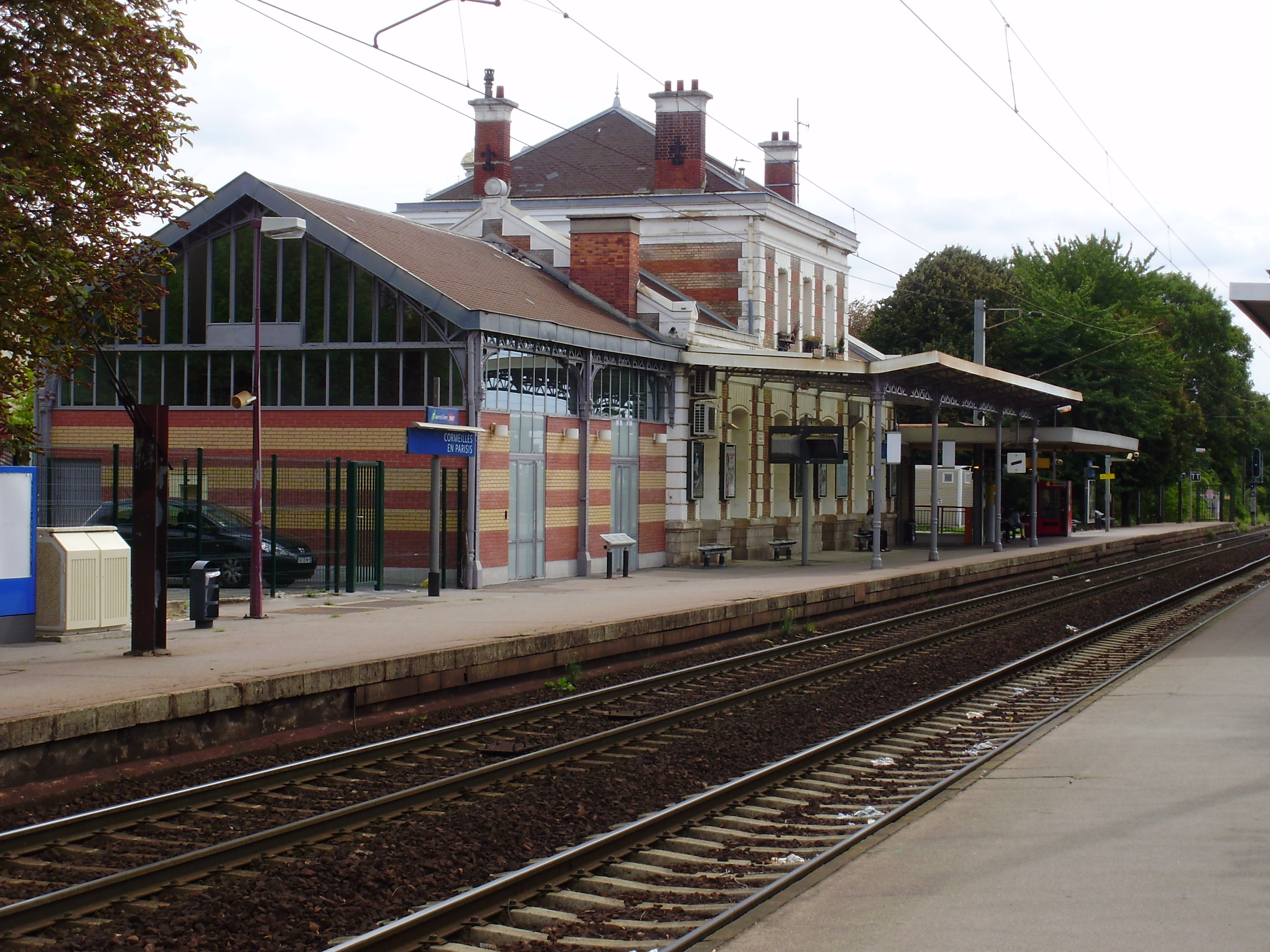
En 2011 vue du quai B en Direction d'Argenteuil
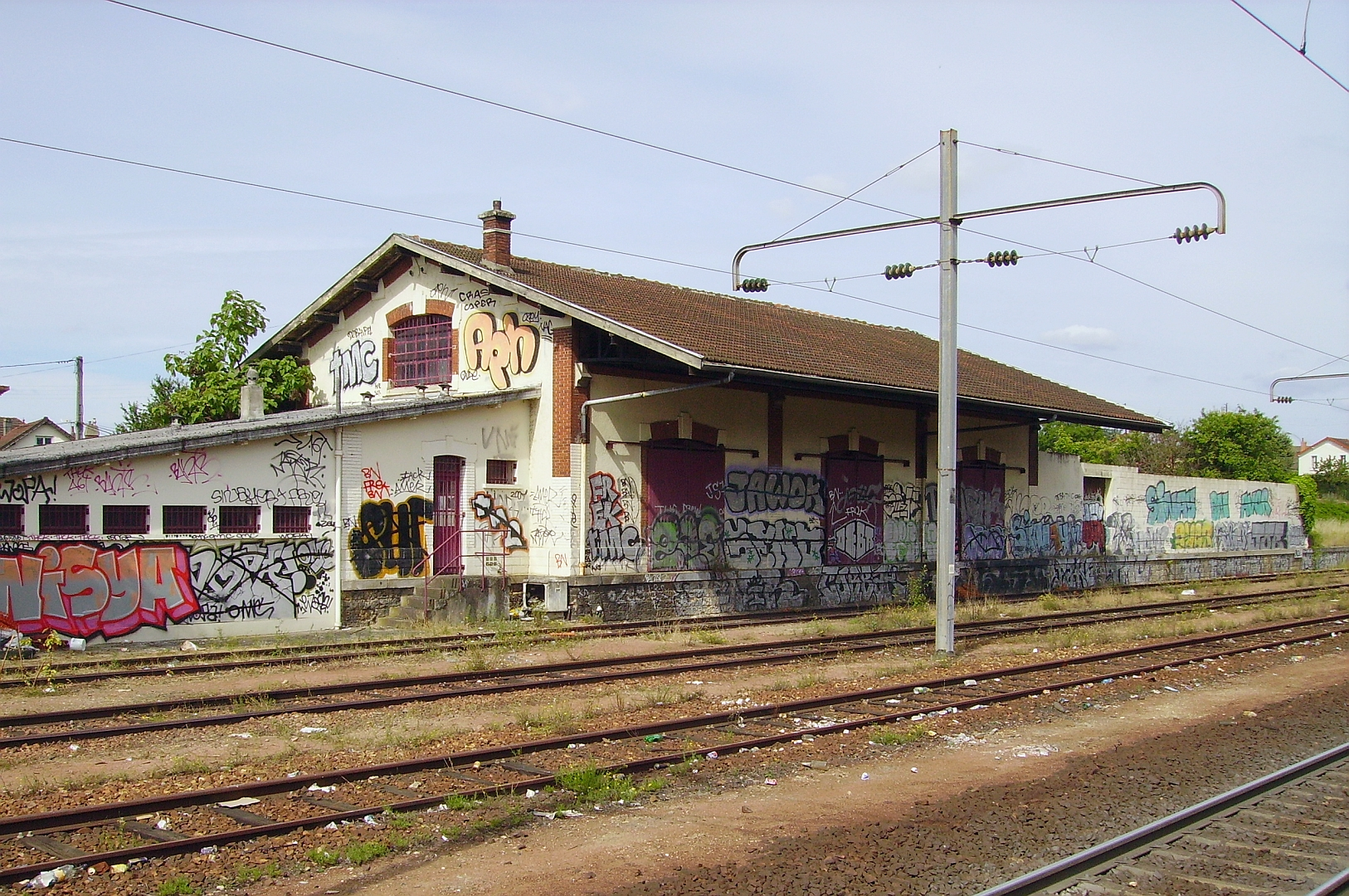
Halle de marchandises SNCF abandonnée en 2011, et démolie en 2019.

### Ouvrages d'art

#### Quatre ponts-rails
Construits à Cormeilles entre 1888 et 1892 par la Compagnie des Chemins de Fer, quatre ponts-rails sont toujours en service en 2023, d'est en ouest ils sont situés :
- au-dessus de la rue des Carouges, entre la rue des Pommiers et l'ancienne voie privée Lambert qui est définitivement fermée au trafic public et rendue inaccessible à cet effet depuis 2022, date de la mise en service du prolongement de la rue des Carouges par une nouvelle route parallèle à la voie privée Lambert et tracée à l'est de celle-ci, à la limite d'Argenteuil, jusqu'au rond-point situé devant l'usine de plâtre, à la jonction de la route d'Argenteuil à Cormeilles et celle de Cormeilles à Argenteuil,
- au-dessus du boulevard Joffre (D392), au niveau des numéros 38-40 ; il a la particularité de franchir la route très en diagonale et non perpendiculairement comme habituellement,
- au-dessus de la rue de Saint-Germain, entre les numéros 7 et 11, juste avant la gare, il est consolidé en 2017[32],[33],
- au-dessus de la rue de la Frette un viaduc pour franchir ce qui est un petit ravin, il est long de 24 mètres avec 3 arches de 7 mètres chacune ; le petit chemin vicinal qui passe alors sous le viaduc est devenu rue de la Frette et permet de relier le nord de Cormeilles au bord de la Seine[34].

#### Deux petits ponts routiers
Ils enjambent le chemin de fer :
- à la fin de la rue des Alluets, après le no 24. Ce pont, non prévu par la Compagnie des Chemins de Fer de l'époque, est réclamé par les habitants et la municipalité pour rétablir la continuité de la rue du Martray et des Alluets vers la Côte Saint-Rémy sans devoir faire tout un détour[34],
- Rue Pierre de Béranger, entre les rues des Jacobins et des Hautes-Ruelles.

#### Autobus
Le réseau de bus Val Parisis dessert la ville ; la mise en service en 2015 d'une gare routière au sud de la gare SNCF avec la réfection et le réaménagement routier alentour et la dotation d'un parc à vélos labellisé Véligo pour un stationnement sécurisé des vélos a transformé ce quartier de la gare en un pôle d'échange multimodal facilitant les déplacements. L'ouverture d'un parking-relais de plus de 300 places rue de Nancy à l'été 2021 s'inscrit dans un programme lancé en 2016 par Île-de-France Mobilités pour encourager les banlieusards à utiliser les transports en commun.

L'ancien réseau des bus du Groupe Lacroix entre 2015 et 2021
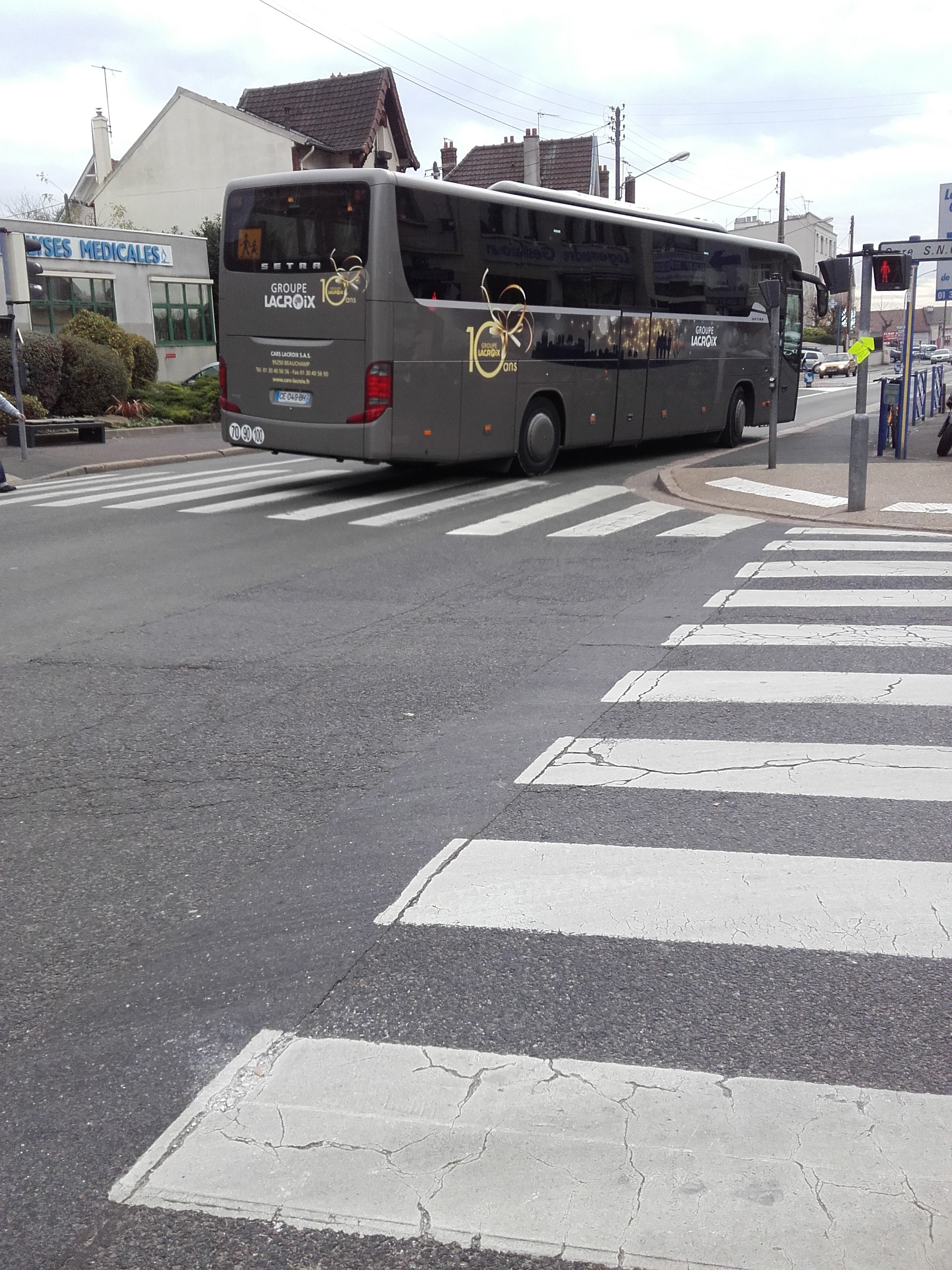
En décembre 2015 face au 1 bd Joffre
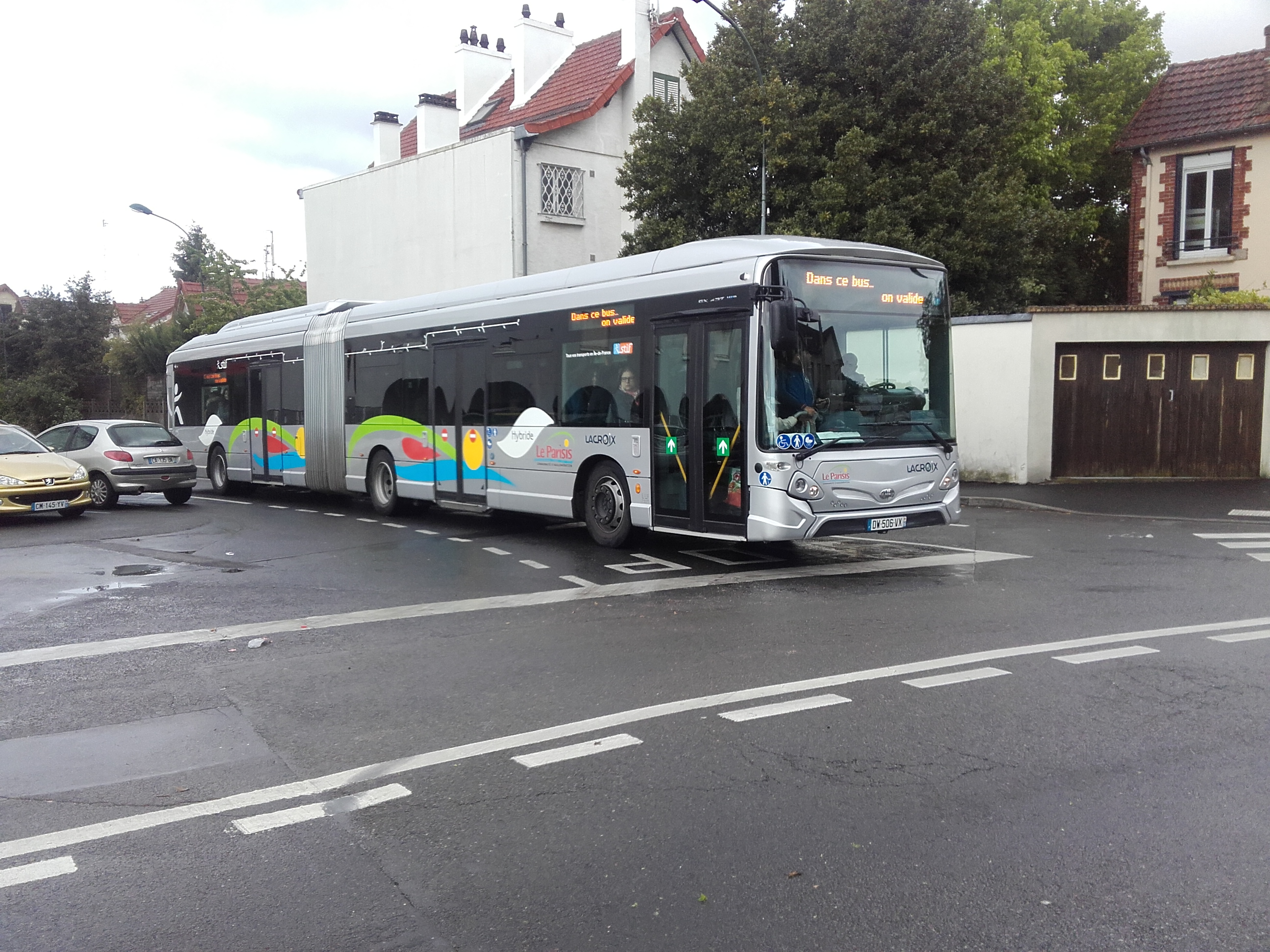
En mai 2016
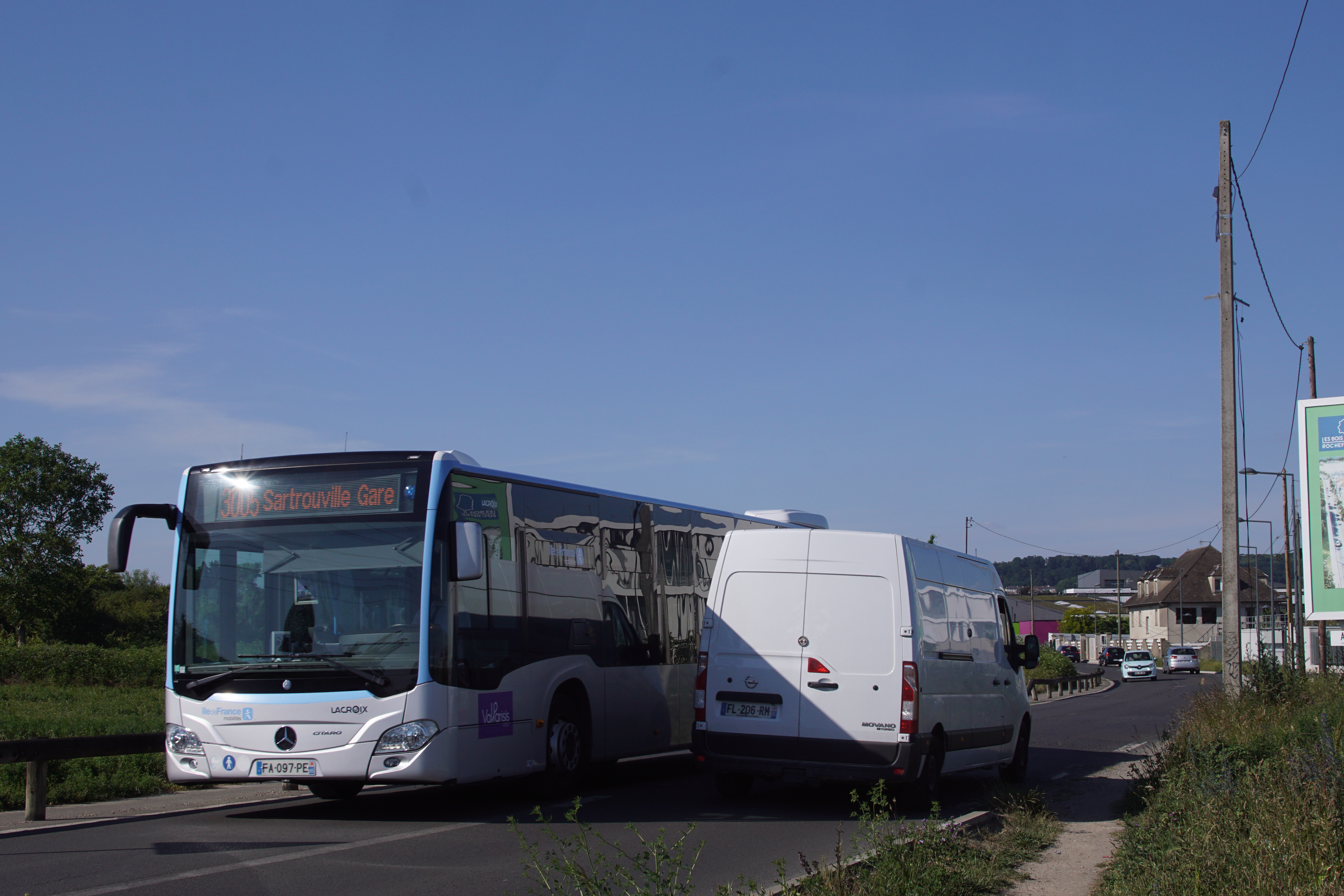
En mai 2020 Ligne 30-05 vers Sartrouville au sud de la rue de Saint-Germain
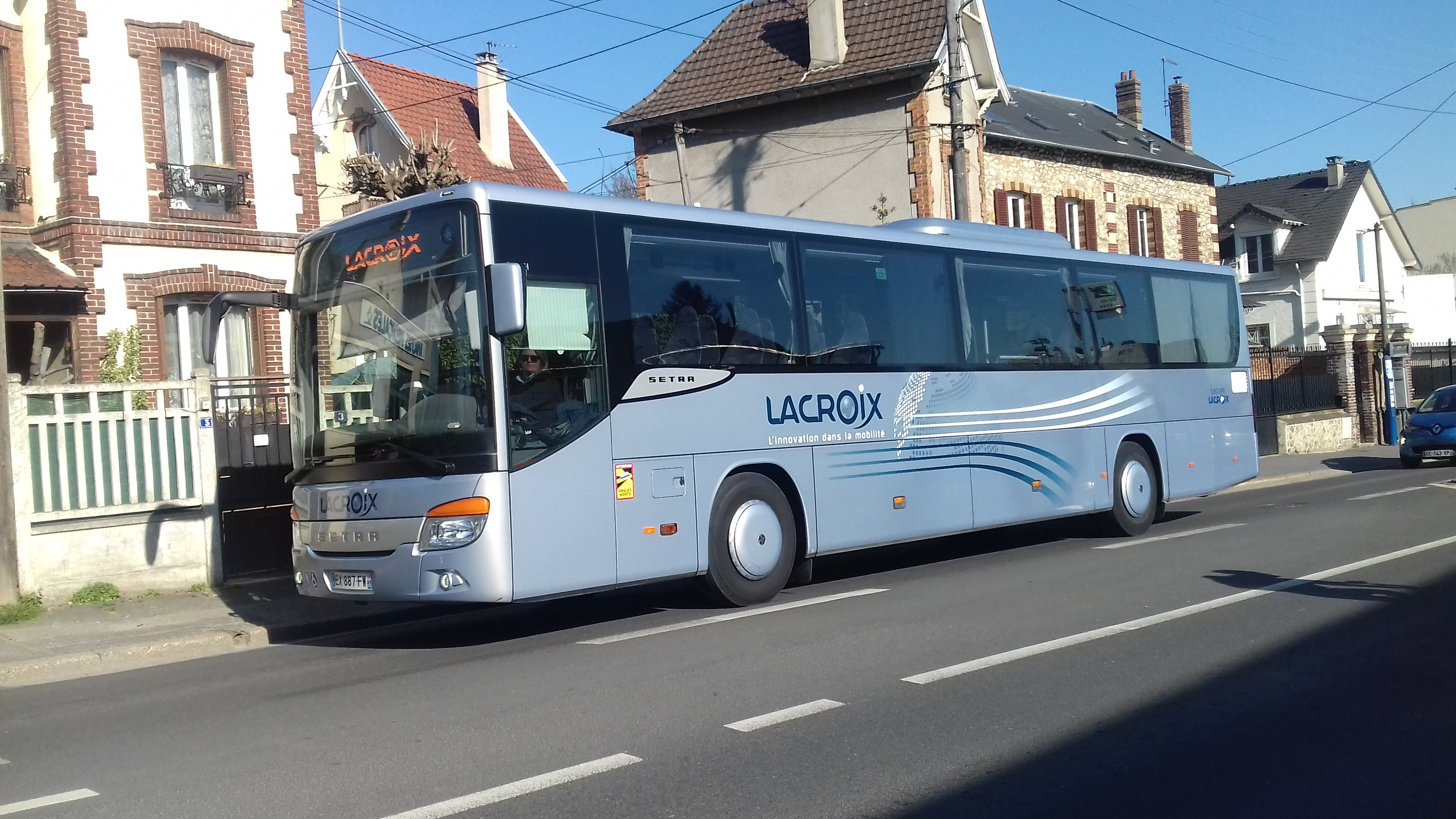
En mars 2021

## Toponymie

### Attestations anciennes
Le nom de la localité est attesté sous les formes :
- Cormoletus en 697[37], dans la charte royale de Childebert III, où ce dernier donne « au monastère d'Argenteuil la forêt royale appelée Cormoletus, sur la rivière Seine, au pays Parisis »[d 1] ;
- Cormeliis en 832[37] dans la charte de l'abbé Hilduin (abbaye de Saint-Denis) qui précise les charges des habitants de différents lieux, dont Cormeliis[d 2], pour fournir la nourriture nécessaire à l'abbaye[38] ;
- Cormeliœ in Parisiaco en 862 dans la charte royale de Charles le Chauve où il approuve une autre transaction entre l'abbé de Saint-Denis, Louis, et les religieux[d 2],[39] ;
- Cormeliarum in Parisiaco en 1233, dans un acte de vente de Rodolphe de Montigny à l'abbaye de Saint-Denis[40],[a 1] ;
- Cormeliae en 1247 dans un acte de vente de Germond de Fontenay à l'abbaye de Saint-Denis[41],[a 2] ;
- Cormellae in parisio en 1250[42] ;
- Cormeilles en Parisy en 1509 dans un contrat de bornage du chemin voisin de la Fosse des Gazons. La fosse des Gasons en 1509 est une mare dans le secteur de l'actuelle rue de la République[d 3],[43] ;
- Cormeille En Parisis en 1753, dans le Livre des Cantons de la Seigneurie de l'Abbaye de St Denis selon J.-B. d'Espingre[44] ;
- Cormeil en Parisis en 1780 sur la carte de Cassini ;

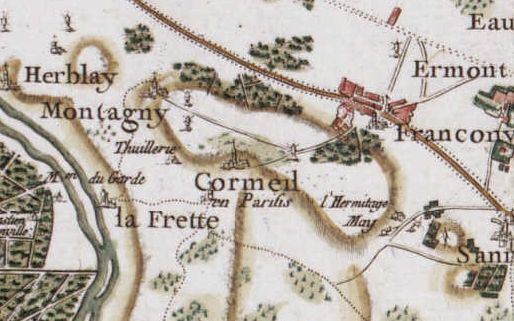
Carte de Cassini vers 1780

- et encore selon H. Cocheris : Cormolium et Cormeil mais à des dates et dans des documents non précisés[45].

### Étymologie
Albert Dauzat se fonde sur la forme la plus ancienne Cormoletus et sur l'existence du mot corme « fruit du cormier » qui passe pour être issu d'un bas latin d'origine gauloise curmi (indéclinable, attesté au Ve siècle) « sorte de cervoise », pour suggérer un *Cormell-etum, doté du double suffixe -ELLU (diminutif) + suffixe gallo-roman *-ETU (-etum) qui est un suffixe collectif servant à désigner un ensemble d'arbres appartenant à la même espèce, d'où le sens global de « petite cormeraie, petite plantation de cormiers ». Il serait devenu Cormeilles par substitution de suffixe. Ernest Nègre lui emboite le pas, mais définit plus précisément une variante *Corm-ul-etum « ensemble de sorbiers » auquel aurait succédé le terme de langue d’oïl cormeille au pluriel, c'est-à-dire « les sorbiers ». Xavier Delamarre qui traite du mot curmi dans son Dictionnaire, précise que ce mot gaulois est attesté en alphabet grec chez Dioscoride pour désigner une « boisson faite d'orge fermenté », cependant, il n'évoque que le Cormeilles (Oise, Curmiliaca IVe siècle) que Dauzat considère comme une formation en -(i)acum précédé de l'anthroponyme Curmillus et se range implicitement derrière cette interprétation, reliant certes le nom de personne au gaulois curmi, mais sans le définir davantage.
Pierre-Yves Lambert n'est pas sûr d’une parenté entre le gaulois curmi « bière » (identifié par exemple dans l'inscription d’Autun : nata uimpi - curmi da « jolie fille, donne de la bière ») et le mot français corme. On retrouve plus certainement la racine curmi dans le mot cervoise « sorte de bière » et ses cognats dans les langues celtiques insulaires. Il existe cependant un cidre de corme appelé cormé.
Le déterminant complémentaire -en-Parisis est utilisé pour le différencier des autres Cormeilles de France, renvoie à la situation géographique de la commune dans le Parisis, sur l'ancien territoire des Parisii.

## Histoire

### Préhistoire et antiquité
Les premières traces d'habitation remontent au néolithique et à la culture rubanée : cinq habitations, distantes les unes des autres d'une trentaine de mètres à l'emplacement de la gare de Cormeilles-en-Parisis, mises en évidence lors de travaux en 1890, avec des artéfacts divers : poteries ou morceaux de poteries, objets en silex (percuteurs, pierres de jet, grattoirs, lames...) et en grès (hache polie, meule, et molettes, etc.). Des restes d'animaux (bœufs, porcs, moutons, chèvres, chevreuils) sont également identifiés. D'autres découvertes de sites suivent dans les années 1960, 1970 puis 2000.
En janvier 2015, sont retrouvés, dans le cadre d'une fouille préventive effectuée par l'Institut national de recherches archéologiques préventives (INRAP) au niveau d'un rond-point de la ZAC des Bois Rochefort, six tombes individuelles datant du néolithique (4 000 ans av. J.-C. voire 6 000 ans av. J.-C.). Outre les ossements des six personnes découverts intacts, des objets dans un état remarquable sont également exhumés tels que des outils en bois de cervidés ou un collier de perles.
Au même endroit de cette importante découverte archéologique, est retrouvé un four datant de l'époque gallo-romaine.

### Moyen Âge
La ville de Cormeilles est mentionnée pour la première fois en 697, dans une charte du roi mérovingien Childebert IV qui offre aux religieuses du monastère d'Argenteuil la forêt royale de Cormoletus (on peut lire aussi Cornioletus) sur la rivière Seine, au pays Parisis.
En 832, le nom de Cormeilles apparaît dans une charte de l'abbaye de Saint-Denis qui exerce son pouvoir en tant que seigneur de la châtellenie de Cormeilles, ce qu'il restera jusqu'à la Révolution française (1789).
L'église de Cormeilles, ou plutôt sa crypte, construite par Suger au XIIe siècle, est considérée par des historiens de l'architecture comme un laboratoire de l'architecture gothique, antérieur à l'édification de la basilique de Saint-Denis. L'église a une haute tour, probablement élevée sur les ruines d'une plus ancienne, car, en 1359, pendant la captivité du roi Jean, Charles, régent, ordonne d'abattre la tour de l'église paroissiale, afin que l'ennemi ne s'y loge pas. Néanmoins, les études récentes de l'archéologue Philippe Bylwès et de l'historien Mathieu Lours, permettent de dater la base du clocher gothique du XIIIe siècle (années 1220-1230) avec une surélévation du XIXe siècle (1863-1865) qui lui donne son aspect actuel. Une meilleure lecture de la charte de 1359 indique la démolition - non pas de la tour (clocher) - mais de la "court de l'église parochiale de Cormeilles", autrement dit des fortifications qui entourent l'édifice.
Cormeilles est à l'époque un village agricole où l'on produit essentiellement du vin (les armes de la ville sont le blé et la vigne). Les vignobles de Cormeilles fournissent en 862 le vin ordinaire des moines de l'abbaye de Saint-Denis. Au XIIIe siècle, les vignerons de Cormeilles, pour ceux qui ne dépendent pas de l'abbaye de Saint-Denis, cultivent leurs vignes dans des clos fermés de murs. Ce système de clos est avantageux s'il est assez grand (au moins 7 à 8 arpents) pour occuper une famille de vigneron, qu'il a sa maison sur le clos et qu'il comporte un pressoir. La toponymie nous a conservé les noms dans des quartiers, des rues ou des sentes de Cormeilles (clos Compans, clos Garnier, clos saint Paul, clos de Médon, clos Gory…). Les vignerons commercialisent leur vin en faisant naviguer les tonneaux par la Seine jusqu'à Rouen, alors l'un des grands marchés vinicoles du monde occidental. On le sait par des documents de contentieux de l'époque entre ces vignerons et le prévôt des marchands de Paris qui entendait leur faire payer des taxes pour cette exportation. On sait que le vignoble médiéval cormeillais est de qualité honorable puisque son vin se vend bien à Paris et à Rouen, et même à la Cour : pendant presque 300 ans, une famille de vignerons cormeillais, les Lizeray-Mouton est Chef du Gobelet du Roi, c'est-à-dire fournisseur officiel de la table du roi, et ce jusqu'à la Révolution.

### Temps modernes

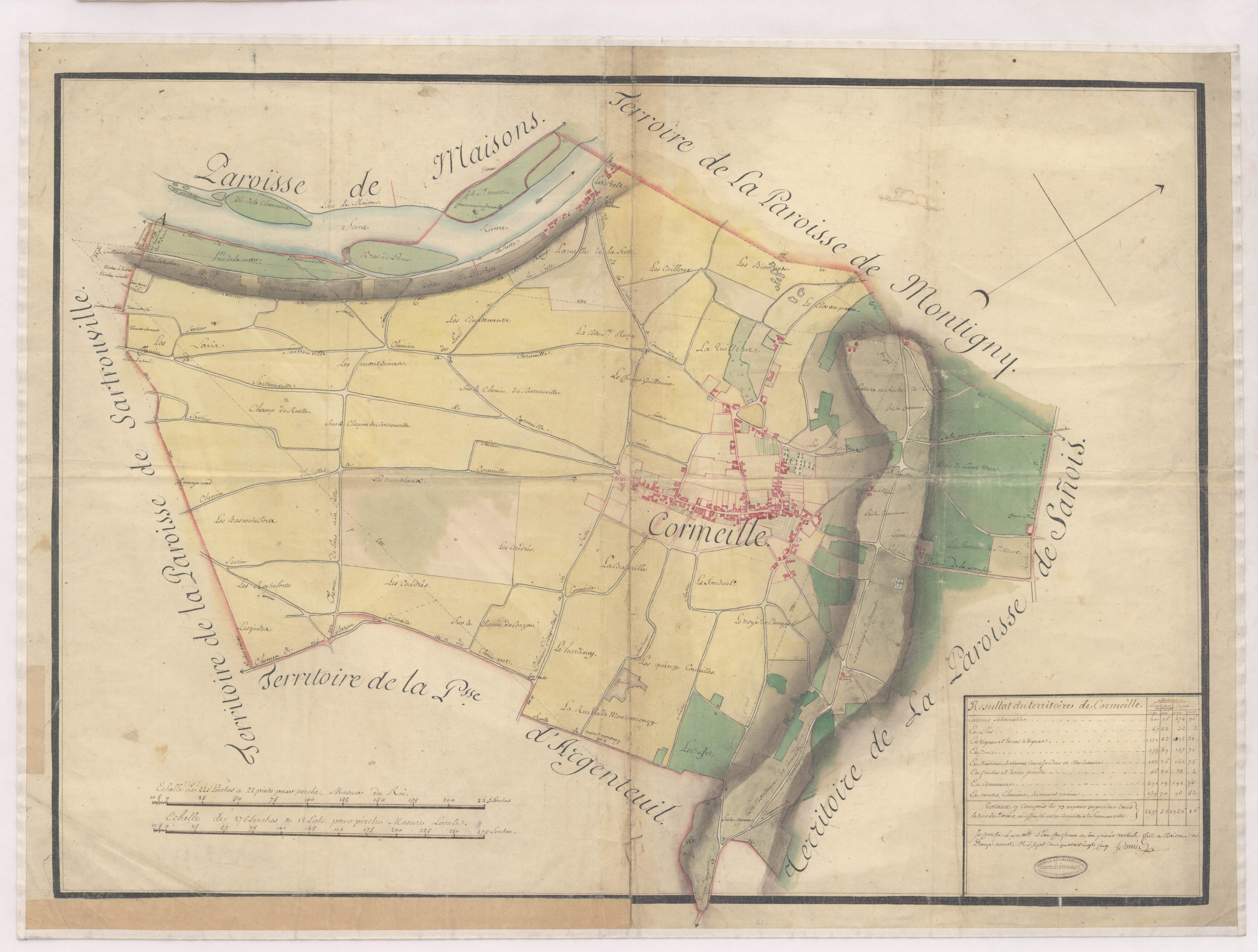
Plan d'intendance de Cormeilles-en-Parisis, 1785. Arpenteur : Antoine Schmid. 79.5 cm x 54 cm. Cadastre de Bertier de Sauvigny. Archives départementales du Val-d'Oise.

### Révolution française et Empire
Pendant les États généraux de 1789, les viticulteurs de la ville réclament que leur production ne soit plus taxée à son entrée dans Paris… eu égard à sa médiocrité. À cette époque, le vignoble de Cormeilles/La Frette couvre 538 ha[réf. nécessaire].
Pour faire face aux disettes qui sévissent à Paris, le vignoble cormeillais est pour bonne part remplacé par des cultures céréalières ou maraîchères[réf. nécessaire].

### Époque contemporaine

#### XIXesiècle
L'étude d'une famille de cultivateurs de Cormeilles- les Lambert - nous renseigne sur les pratiques agricoles à Cormeilles au XIXe siècle. De 1811 à 1825, Pierre Étienne Lambert (1784-1836) et son épouse Marie Louise Sophie Warnet (1789-1863) sont fermiers de Pierre Claude Théodore Cottin (1760-1827), le plus important propriétaire de Cormeilles, qui habite une vaste demeure rue Neuve, Petit Château (actuel lycée professionnel Le Corbusier), où se trouve également la ferme. En 1825, les Lambert s'établissent à leur compte dans de nouveaux bâtiments qu'ils font construire dans la plaine au bord de la nouvelle route royale de Paris à Pontoise (actuel boulevard Joffre ou RD 392), lieu qui prend le nom du "Petit Cormeilles". Leur exploitation agricole occupe de 26 à 29,5 ha répartis sur toute la commune de Cormeilles. Les labours sont majoritaires en superficie (environ 39 %), suivis des luzernes (29 %), des prés (14 %), des arbres fruitiers (11,5 %) et enfin de la vigne (6,5 %), beaucoup moins présente proportionnellement que dans le reste de la commune qui compte 35 % de vigne soit 291 ha de vigne sur 833 ha de superficie totale. Les Lambert font également élevage de volailles et de moutons (98 moutons en 1836). À la deuxième génération, avec Charles Jules Lambert (1814-1869) et son épouse Louise Claire Bast (1823-1903), la polyculture reste la norme. À la mort de Charles Jules Lambert en 1869, la surface cultivée s'étend sur 23,02 ha répartis en 22 parcelles (sur les 726 ha et les 705 parcelles cultivés à Cormeilles). Cette importante exploitation agricole a deux facettes avec d'un côté une ferme de grande culture (céréales, betteraves fourragères, pommes de terre, prairies artificielles, élevage de moutons) et de l'autre une polyculture et élevage destinée à l'autoconsommation (volailles, vache, cochon) et au commerce local (moutons, lapins, volailles, asperges, arbres fruitiers).
La famille Lambert se lance aussi dans la fabrication et commerce du plâtre. Le gisement de gypse de la butte de Cormeilles ainsi que le moyen de transformer le gypse en plâtre sont connus depuis l'époque gallo-romaine. Des petites carrières ouvertes à flanc de coteau est extrait le minéral dont l'exploitation n'a jamais cessé. En 1830, Pierre Étienne Lambert et Marie Louis Sophie Warnet sont autorisés à construire un premier four à plâtre et en 1832 ils acquièrent 461 m2 de terrain pour établir une carrière à ciel ouvert. À la génération suivante, avec Charles Jules Lambert et Louise Claire Bast, l'exploitation de la carrière passe de 0,25 à 3,03 ha en l'espace de 25 ans (entre 1843 et 1869) et sa valeur est multipliée par quatre. Dans cette période, on assiste à un début de mécanisation. La production de matériaux de construction n'est réellement industrialisée qu'à partir de 1882 par Jules Hilaire Lambert (1846-1928) qui construit une première usine à plâtre et diversifie les fabrications - plâtre, chaux et briques - en utilisant toutes les couches géologiques qui entaillent la butte sur près de 100 m de hauteur. Le développement de la carrière bénéficie des besoins en matériaux nécessaires à la reconstruction de Paris (initiée par le baron Haussmann) et l'expansion de la région parisienne. C'est l'époque où le « plâtre de Paris » acquiert une grande renommée.
Parallèlement, on connaît la carrière Émy-les-Prés qui en 1840 est acquise par Jean Louis Gabriel Paulmier, reprise en 1846 par Pierre Hippolyte Pointelet et son épouse Marie Julie Demazy qui la revendent en 1868 à Charles Emile Detolle. Ce dernier y ajoute un four à chaux en 1875, avant de céder l'ensemble (4,79 ha) à Eugène et Jacques Pascal.
La Guerre franco-allemande de 1870 est un véritable calvaire pour les habitants de Cormeilles-en-Parisis ; en effet dès le 19 septembre 1870, la ville tombe aux mains des uhlans prussiens qui s'adonnent à deux reprises au pillage (le 22 septembre et 4 octobre 1870) et vont procéder à des réquisitions, dont le montant total est estimé de 115 à 150 000 francs. Dans la nuit du 10 au 11 octobre 1870, les Prussiens découvrent les archives communales, dont ils jettent une partie dans un puits. Secrètement, un conseiller municipal descend dans le puits et put sauver la plus grande partie des archives de la commune, mais ne peut récupérer un registre de délibérations du conseil municipal (1848-1853). Après-guerre, la ville reçoit pour réparation de ses dommages une somme de 123 445 francs de la part de l'État, à répartir entre tous les Cormeillais ayant subi des préjudices.
Le réseau ferré français se construit, permettant le transport de vins venus du Sud : le vin d'Île-de-France perd peu à peu de son importance (alors qu'il fut de loin le premier vignoble du territoire) et ne survit pas à l'arrivée, à la fin du XIXe siècle, du phylloxéra. C'est est fini de l'histoire du vin sur la butte de Cormeilles.
Entre 1874 et 1877 est construit le fort de Cormeilles, conçu par le général Séré de Rivières afin de contribuer à défendre Paris
Le chemin de fer atteint Cormeilles en 1892, entraînant un relatif décentrage de la ville avec l'installation de commerces dans l'avenue de la Gare qui devient plus tard l'avenue Foch et au nord du croisement avec l'avenue Carnot, l'avenue du Général-Leclerc. En cette fin du XIXe et début du XXe siècle, du fait de cette arrivée du chemin de fer, la ville se développe fortement. De nombreuses familles bourgeoises s'installent à proximité de la gare dans cette campagne devenue si proche de Paris. Elles commandent à des architectes locaux de belles villas imprégnées du goût de l'époque pour l'éclectisme et l'Art nouveau.

### XXesiècle
En 1902, Jules Hilaire Lambert et ses trois fils Charles (1876-1964), Léon (1877-1952) et Fernand (1879-1972) fondent la société Lambert et ses Fils. En 1908, elle devient Lambert Frères & Cie, société industrielle de premier plan dont le nom restera longtemps associé à Cormeilles. Fabriquant du plâtre mais aussi des briques, de la chaux, du ciment, etc. la carrière Lambert devient l'une des plus grandes carrières à ciel ouvert d'Europe, avec un front de taille de 100 m de hauteur et 1 kilomètre de longueur.

La carrière au début du XXe siècle
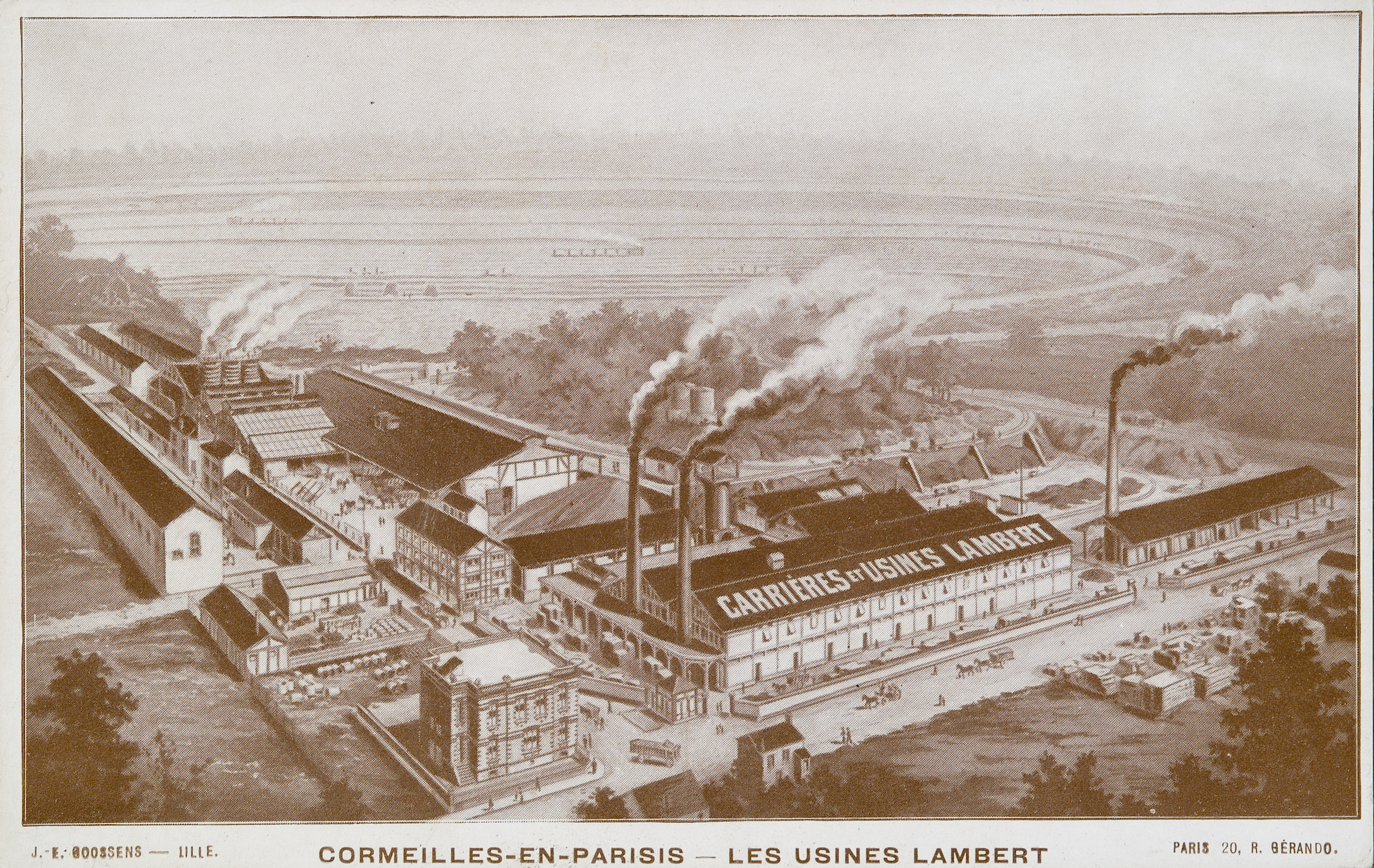
Vers 1908.
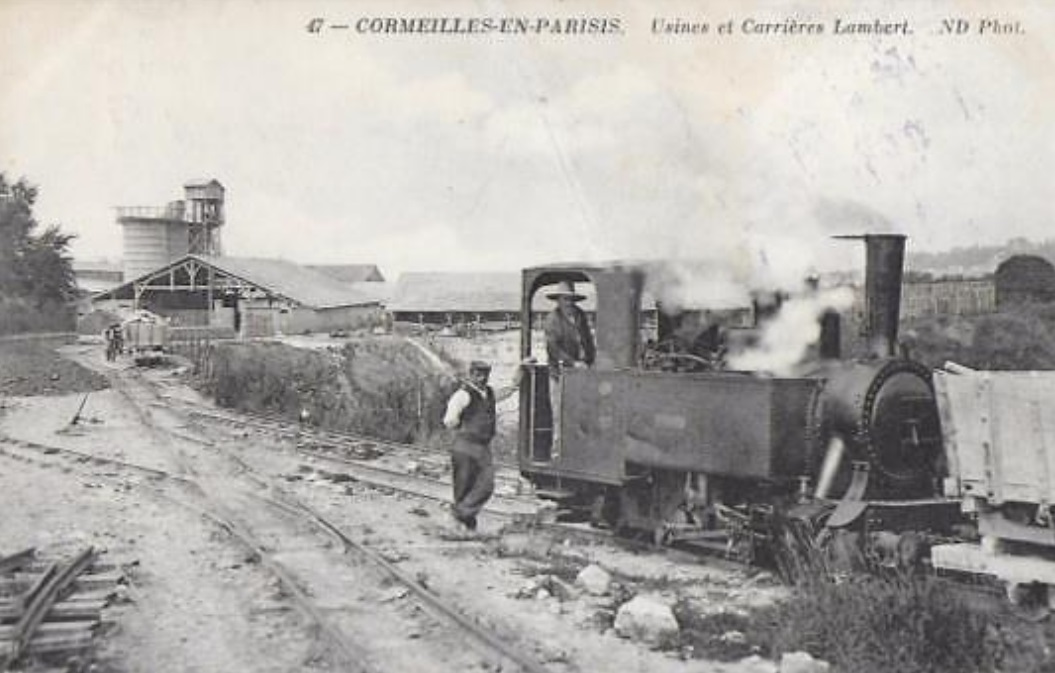
Locomotive Decauville sur voie de 70 cm, utilisée de 1897 à 1913.
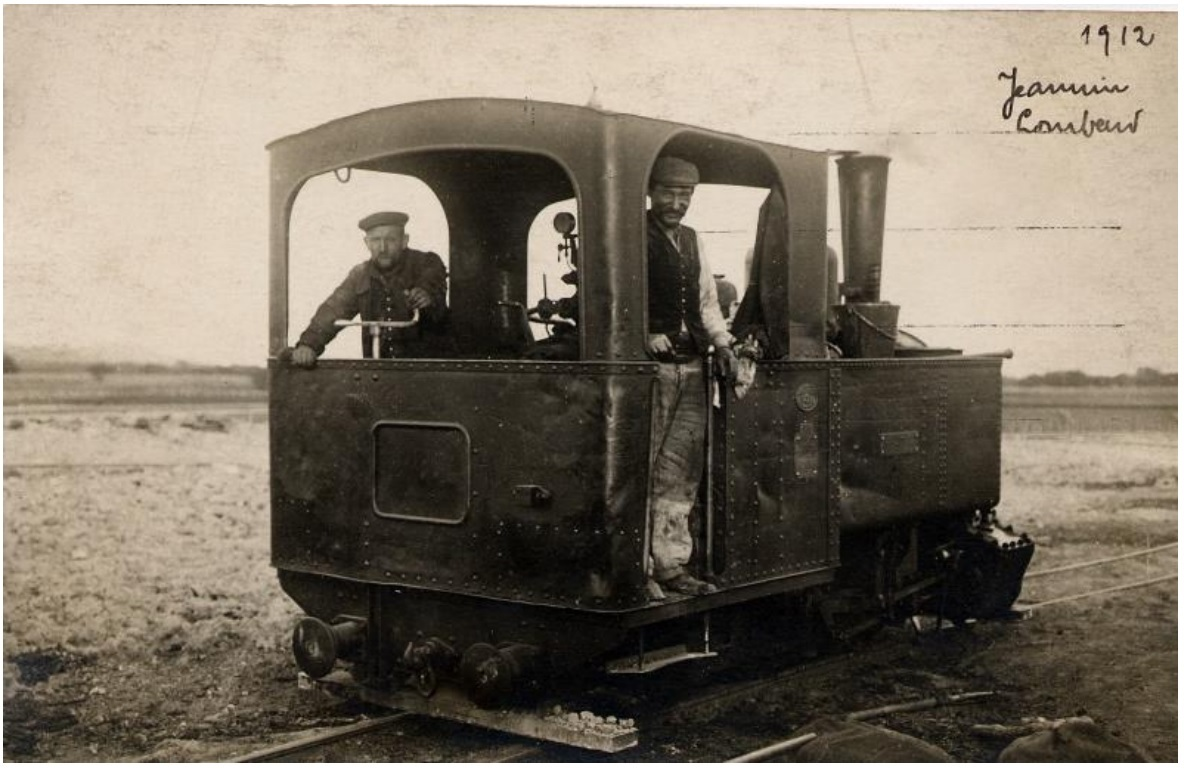
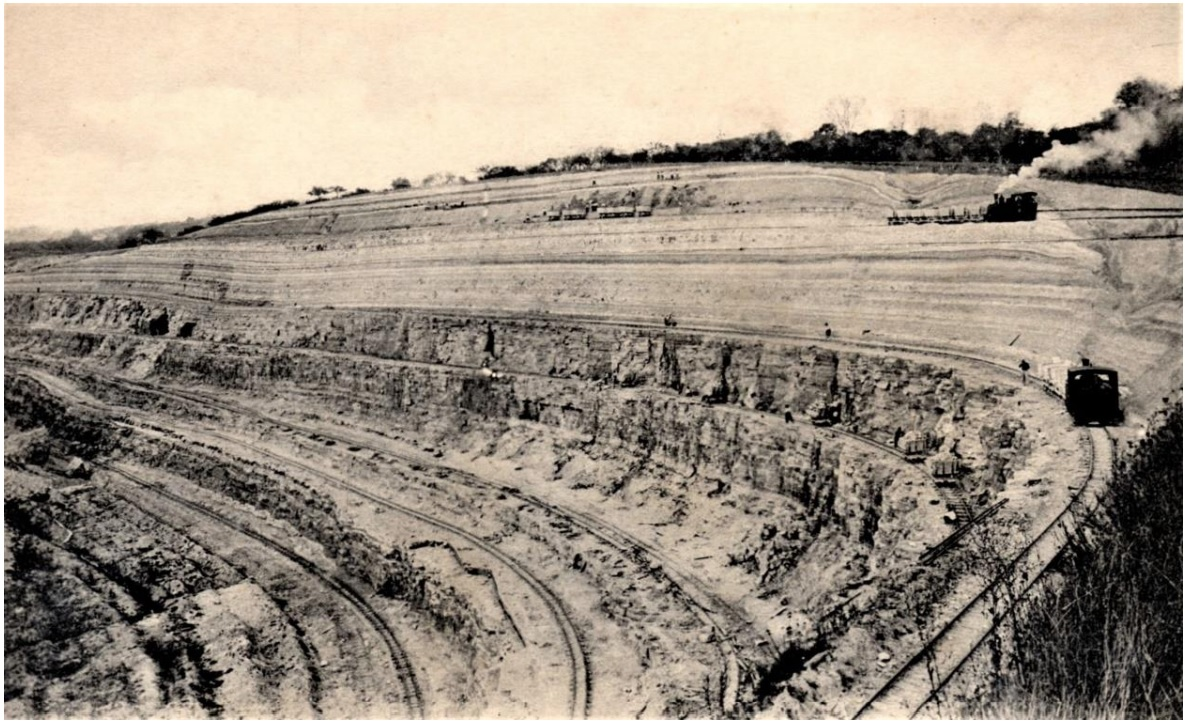
Fronts de taille étagés, dans les années 1910.
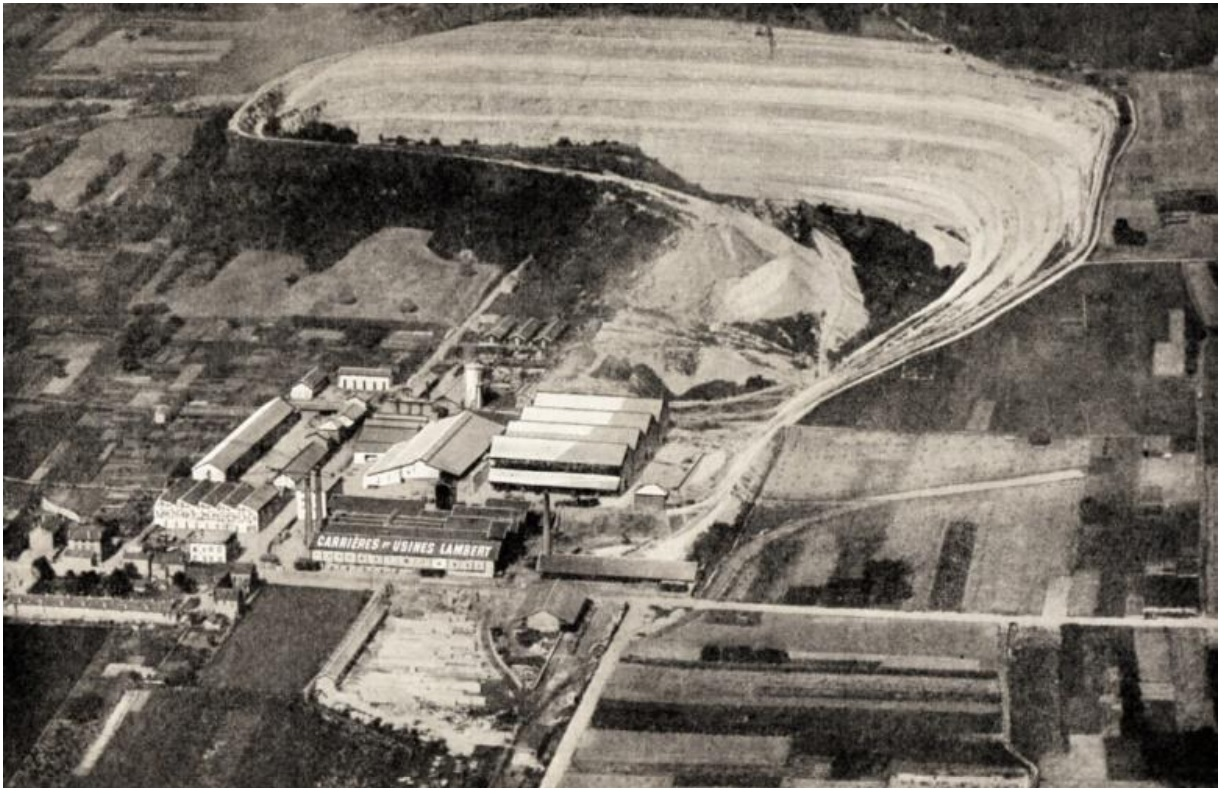
Les carrières en 1922.

Première Guerre mondiale

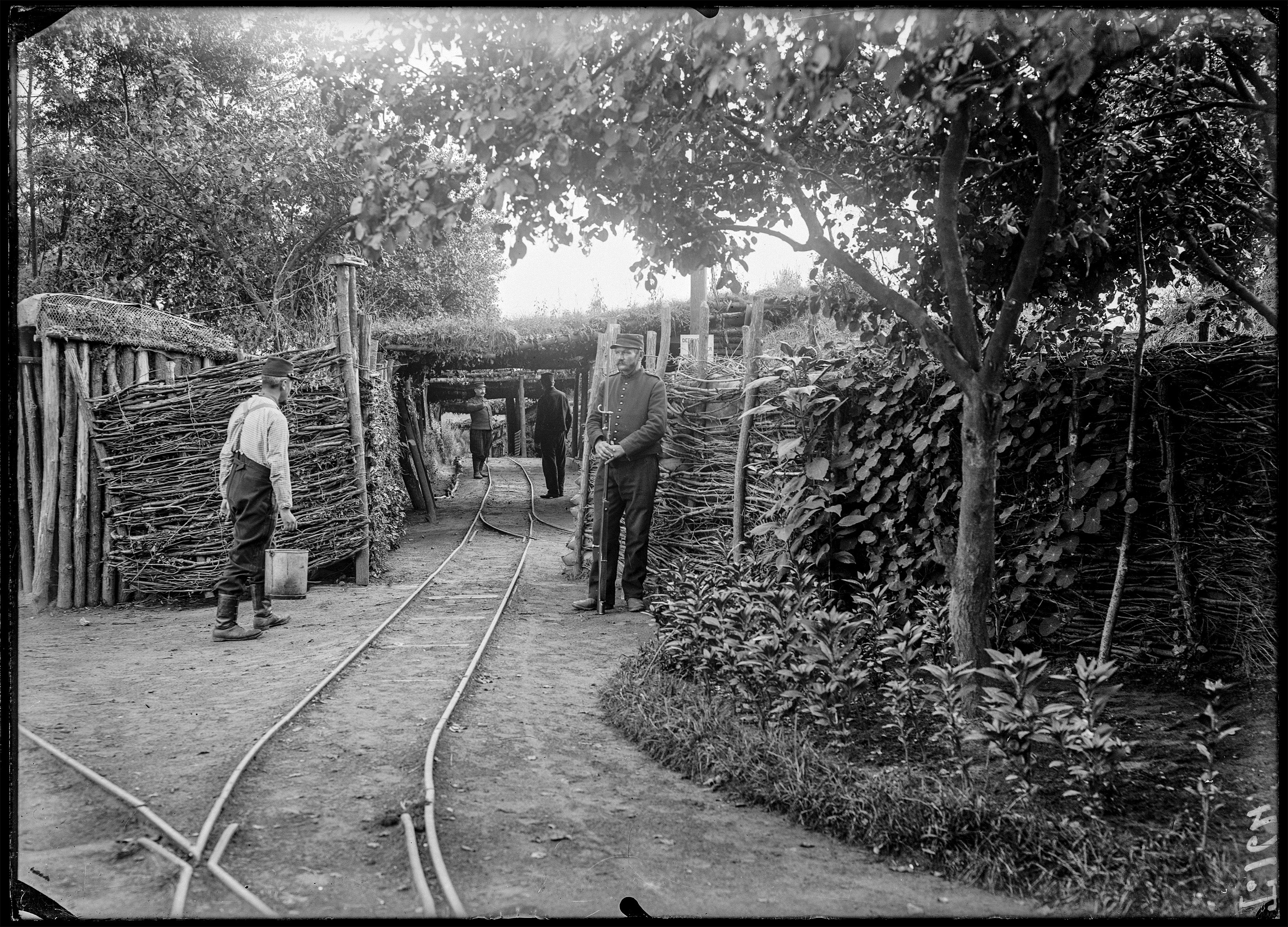
Entrée de la batterie no 113 en août 1915.

Pendant la Première Guerre mondiale, le fort de Cormeilles est un poste avancé de la défense anti-aérienne de Paris.
L'entre deux guerres
Aux lendemains de la Première Guerre mondiale, la société Lambert devient un acteur majeur de l'industrie des matériaux de construction en France,. Elle complète son domaine industriel avec l'inauguration en 1931, d'une usine géante pour la cuisson, l'ensacquetage et le chargement en vrac en bord de la Seine.
Au cours des années 1930 et ensuite, une importante main d'œuvre exogène est importée : Bretons, Chinois, Polonais, Serbes, Tchèques, Portugais, Maghrébins. Cette immigration précoce et diverse fait encore aujourd'hui partie de la personnalité de la ville. Elle est aussi la raison de la présence de plusieurs tombes chinoises et d'autres nationalités dans le cimetière des Moussets.
Désaffectée, la carrière Émy-les-Prés exploitée au XIXe siècle, et les anciens fours à chaux serviront dans les années 1920 et 1930 d'école de chasse pour les clients de l'armurerie parisienne Mainwaring. À la fin des années 1960, les terrains, devenus propriétés de la société Lambert Frères & Cie sont repris par la commune et aménagés pour y construire la salle des fêtes Émy-les-Prés (1969) et la piscine municipale (1972).
Seconde Guerre mondiale
Sous l'Occupation, les forces allemandes stockent dans le fort des munitions, notamment pour les torpilles sous-marines. Après la Libération de la France, le fort devient prison militaire, puis centre d'accueil pour les harkis algériens et leurs familles et même logement pour du personnel du ministère de la Justice.
La cimenterie est acquise par la société des Ciments Lafarge en 1970 avant que le site désaffecté soit vendu en 2019 pour le projet d'urbanisme Seine Parisii.
De l'Après-guerre à nos jours

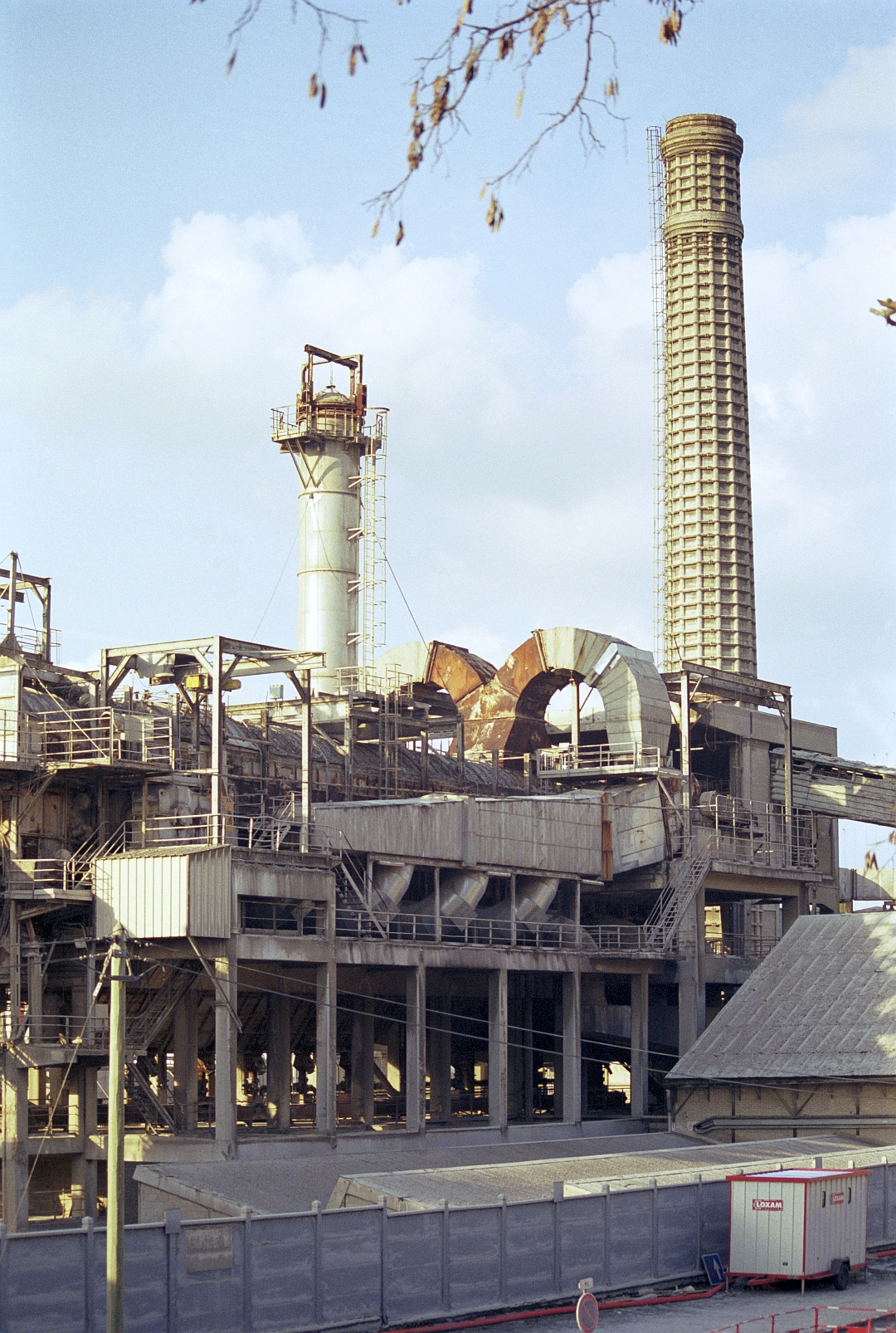
Le four rotatif de la cimenterie en 2001.

Au début des années 1980, l'exploitation de la carrière est appelée à cesser et le site manque, de justesse, de devenir une décharge de produits industriels et dangereux. Une mobilisation des citoyens, habitants et associations permet aux pouvoirs publics (élus locaux et ministères) de prendre conscience du danger et fait échouer ce projet. Depuis 1987, la carrière s'est agrandie vers le nord, et les parties ouest et est de 100 hectares sont peu à peu remblayées et reboisées à l'état naturel. En 1990, la société Plâtres Lambert et avec elle la carrière et la plâtrière de Cormeilles entre dans le giron de la société British Plaster Board (BPB) qui possède déjà en France la société Placoplatre. BPB est à son tour absorbée par le groupe Saint-Gobain en 2005.
Le fort sert de centre d'entraînement commando inter-armée jusqu'en 1997.
Encore plus qu'ailleurs les prix de l'immobilier à Cormeilles s'envolent, faisant perdre peu à peu ses quartiers populaires à la ville (notamment le quartier des ouvriers de la carrière, démoli en 1994 et remplacé par des lotissements pavillonnaires) et, paradoxalement, une partie de son cachet.

## Politique et administration

### Rattachements administratifs et électoraux
Cormeilles-en-Parisis est incluse dans l'arrondissement d'Argenteuil qui est donc sa sous-préfecture.
Avant 1964, la commune fait partie du département de Seine-et-Oise.
Avant mars 2015 et depuis sa création en 1964, Cormeilles-en-Parisis forme avec la commune de Montigny-lès-Cormeilles le canton de Cormeilles-en-Parisis. Dans le cadre du redécoupage cantonal de 2014 en France, la commune est intégrée dans le canton de Franconville constitué des communes de Franconville et de Cormeilles-en-Parisis.
La commune fait partie de la 3e circonscription électorale du Val-d'Oise pour les élections législatives.

### Intercommunalité
À sa création fin 2005, Cormeilles-en-Parisis fait partie de la communauté de communes du Parisis qui devient, en 2011, la communauté d'agglomération Le Parisis (CALP).
Dans le cadre de la mise en œuvre de la loi MAPAM du 27 janvier 2014, qui prévoit la généralisation de l'intercommunalité à l'ensemble des communes et la création d'intercommunalités de taille importante, la CALP fusionne avec la communauté d'agglomération Val-et-Forêt voisine pour former, le 1er janvier 2016, la communauté d'agglomération Val Parisis, dont la commune est désormais membre.

### Tendances politiques et résultats
Lors du premier tour des élections municipales de 2014 dans le Val-d'Oise, la liste UMP-UDI menée par le maire sortant Yannick Boëdec remporte la majorité absolue des suffrages exprimés, avec 6 766 voix (78,27 %, 32 conseillers municipaux élus dont 8 communautaires), devançant très largement les listes menées respectivement par : 
- Anita Bernier (PS), 1 305 voix, 15,09 %, 2 conseillers municipaux élus) ;
- Alain Quiot (FG), 573 voix, 6,62 %, 1 conseiller municipal élu).
Lors de ce scrutin, 42,43 % des électeurs se sont abstenus.

Lors du premier tour des élections municipales de 2020 dans le Val-d'Oise, la liste DVD menée par le maire sortant Yannick Boëdec obtient la majorité absolue des suffrages exprimés, avec 4 498 voix (74,39 %, 31 conseillers municipaux élus dont 7 communautaires), devançant très largement les listes menées respectivement par : 
- Laurent Jallu (UG, 782 voix, 12,93 %, 2 conseillers municipaux élus) ;
- M. Carlos Soares De Sousa Coelho (DIV, 766 voix, 12,66 %, 2 conseillers municipaux élus).
Lors de ce scrutin marqué par la pandémie de Covid-19 en France, 62,14 % des électeurs se sont abstenus.

### Liste des maires
| Période   | Période                    | Identité                           | Étiquette | Qualité |
| --------- | -------------------------- | ---------------------------------- | --------- | --- |
| 1789      | 1793                       | Jean-Martin Viez,                  |           | |
| 1793      | 1795                       | M. Darbon                          |           | |
| 1795      | 1795                       | Philippe Leclerc puis M. Antheaume |           | |
| 1795      | 1800                       | M. Antheaume                       |           | |
| 1800      | 1813                       | A. Rolland                         |           | |
| 1813      | 1827                       | M. Larüaz                          |           | |
| 1827      | 1830                       | M. Avit                            |           | |
| 1830      | 1843                       | Pierre Marie Foulon                |           | Chirurgien |
| 1843      | 1847                       | Charles Courtin                    |           | Régisseur général et directeur général des hôpitaux militaires |
| 1847      | 1848                       | André Delavallée                   |           | |
| 1848      | 1852                       | Pierre Marie Le Foyer              |           | |
| 1852      | 1857                       | François Delaplace                 |           | |
| 1857      | 1858                       | M. Violette                        |           | |
| 1858      | 1860                       | M. Happey                          |           | |
| 1860      | 1865                       | M. Seguin                          |           | |
| 1865      | 1866                       | L. Martin                          |           | |
| 1866      | 1891                       | M. Montalant                       |           | |
| 1891      | 1892                       | M. Charpentier                     |           | |
| 1892      | 1899                       | Louis Gonse                        |           | Historien de l'art |
| 1899      | 1900                       | Émile Delorme                      |           | Instituteur - Rédacteur à l'Académie de Paris (en 1907) |
| 1900      | 1919                       | Louis Gonse                        |           | Historien de l'art |
| 1919      | 1929                       | Charles Dufour                     |           | Instituteur |
| 1929      | 1934                       | Paul Bloch                         |           | |
| 1934      | 1945                       | Charles Bruot                      |           | |
| 1945      | 1947                       | René Duclaud                       | PCF       | Cheminot |
| 1947      | 1953                       | Paul Carrat                        |           | |
| mai 1953  | mars 1965                  | Gérard Vérité                      |           | |
| mars 1965 | juin 1995                  | Jean Ferrier                       | DVD       | |
| juin 1995 | mars 2008                  | Lucienne Malovry                   | RPR → UMP | Analyste Suppléante du député Francis Delattre (1993-1997) Sénatrice du Val-d'Oise (2004 → 2011) |
| mars 2008 | En cours (au 4 avril 2025) | Yannick Boëdec                     | UMP → LR  | Ancien responsable logistique à la Cité des Sciences Conseiller départemental de Franconville délégué aux transports et aux infrastructures (2015 →2021) 6ème Vice-président du Conseil départemental de Franconville délégué aux Routes et aux Finances et à l'Administration générale(2021 → ) Président de la CA du Parisis (2014 → 2015) Président de la CA Val Parisis (2016 → 2020 et réélu 2020 → ) Réélu pour le mandat municipal 2020-2026, |

### Jumelages
- Damiette (Algérie) (Algérie) depuis 1956 jusqu'à 1962 : Cormeilles est jumelée à cette ville d'Algérie, renommée Aïn d'Hab en 1962 et devenue un quartier de l'est de Médéa[81].
- Ware (Hertfordshire) (Angleterre) depuis 2001[82],[83].
- Baião (Portugal) depuis le 9 septembre 2018[83].

## Équipements et services publics

### Enseignement
Tous les établissements scolaires de la commune dépendent de l'Académie de Versailles et de la Direction des services départementaux de l'Éducation nationale qui se trouve à Osny. La circonscription de l'Inspection de l'Éducation nationale du 1er degré (niveau élémentaire) est celle de Franconville et Cormeilles qui comporte 34 écoles et se trouve à Franconville.
Ces établissements sont cités par niveau d'enseignement et, dans chaque niveau, par ordre chronologique de construction et donc de mise en service. À chacune des deux écoles maternelles isolées et chacun des sept groupes scolaires, sont liés des CLAE fonctionnant matin et soir des jours scolaires. L'Accueil de Loisirs de la Côte Saint-Avoie situé sur la route Stratégique face à l'entrée nord du Parc départemental Schlumberger assure la prise en charge des enfants de maternelle et d'élémentaire durant les vacances scolaires.
- Écoles maternelles (8 et une 9e en construction en 2024)
  - Thibault-Chabrand : 1913 puis déplacée en 1934 et reconstruite en 1993. En 1870 est construite la mairie-école de Cormeilles, où filles et garçons de l'école élémentaire se répartissent entre la mairie (dans l'actuelle ancienne mairie, dans la salle des mariages) pour les filles et un bâtiment connexe pour les garçons. La construction de l'école de garçons en 1913, libère les classes qu'ils occupent ; ce qui permet alors d'ouvrir la première école maternelle de Cormeilles, à l'emplacement de l'actuelle place Charles-de-Gaulle. Le bâtiment n'est plus visible aujourd'hui, car il est démoli en 1983 au moment de l'extension de la mairie. Lors de l'ouverture de la maternelle Jules-Ferry, en 1934, l'école maternelle de la mairie est alors "provisoirement" installée dans une maison bourgeoise au 13 de la rue Thibault-Chabrand, achetée peu avant par la mairie. Le "provisoire" dure presque 60 ans et voit la construction de plusieurs bâtiments préfabriqués dans le fond de la propriété pour y ajouter des classes. La nouvelle école maternelle Thibault-Chabrand, mise en service en 1993, est construite en face de l'ancienne au 8 rue Thibault-Chabrand et comporte huit classes ; son architecture tient compte de la pente importante du terrain sur laquelle elle est construite, avec ses cours de récréations sur plusieurs niveaux[90].
  - Jules-Ferry : 1932. Dès sa conception, l'école maternelle Jules-Ferry est intégrée au groupe scolaire élémentaire du même nom. Se reporter au paragraphe correspondant ci-dessous.
  - Alsace-Lorraine : 1959. L'école maternelle est incluse dès sa conception dans le groupe scolaire du même nom. Se reporter au paragraphe correspondant ci-dessous.
  - Val-d'Or: 1970. Comme Alsace-Lorraine, l'école maternelle du Val-d'Or, petite école de quatre classes dans la rue du même nom, bénéficie d'une architecture modulaire semi-industrialisée, mise en œuvre dans de nombreuses communes à cette époque. Elle est singularisée en 1972 par l'installation au-dessus de la porte d'entrée de l'œuvre d'une artiste, Marthe Schwenck, sculptrice et épouse de Jean-Marie Baumel, "Oiseau donnant la becquée à une nichée d'oisillons". Le nom de Val d'Or tient peut-être à la nature géologique de la terre de ce quartier : du loess éolien, de couleur jaune-brun[91].
  - Champs-Guillaume : 1985. Les premières maisons du quartier neuf des Champs-Guillaume sont construites en 1979. À la rentrée de 1983 les enfants de maternelle du quartier sont provisoirement accueillis au Beffroi des associations. La construction d'un groupe scolaire commence par la livraison de l'école maternelle qui est mise en service à la rentrée de 1985. Son architecture, contrairement à celles du Val-d'Or et d'Alsace-Lorraine, est pensée pour se fondre dans ce quartier essentiellement pavillonnaire, en forme de maisons associées[92].
  - Noyer-de-l'Image : 2000. L'école maternelle est incluse dès sa conception dans le groupe scolaire du même nom. Se reporter au paragraphe correspondant ci-dessous.
  - Saint-Exupéry : 2007. L'école maternelle est incluse dès sa conception dans le groupe scolaire du même nom. Se reporter au paragraphe correspondant ci-dessous.
  - Jules-Verne : 2017. L'école maternelle est incluse dès sa conception dans le groupe scolaire du même nom. Se reporter au paragraphe correspondant ci-dessous.̈
- Écoles élémentaires et groupes scolaires maternelle-élémentaire (8 et un 9e en construction en 2024) :
  - Maurice-Berteaux, ce groupe scolaire comporte deux écoles Maurice-Berteaux no 2 : 1909 et Maurice-Berteaux no 1 : 1913. C'est pendant le mandat du maire Louis Gonse qu'est construit le premier groupe scolaire de Cormeilles, sur un terrain cédé à la commune par l'hospice Thibault-Chabrand. L'école de filles est ouverte en 1909, celle de garçons en 1913 ; est alors aussi réalisé le percement d'une nouvelle rue pour y accéder, entre la rue Thibault-Chabrand et la rue Froidure, aujourd'hui rue Pierre-Brossolette. Ultérieurement, les écoles et la rue prendront le nom de Maurice-Berteaux (L'école de filles est aujourd'hui Maurice-Berteaux 2, celle de garçons, Maurice-Berteaux 1). Après la Première Guerre mondiale, une plaque en céramique polychrome est apposée sur la façade de l'école à la mémoire des instituteurs de Seine-et-Oise morts pendant le conflit[93]. La pression démographique pousse la commune, à partir de 1926, à transformer en classes les préaux du rez-de-chaussée, tandis qu'un nouveau préau est construit entre les deux écoles en 1932, servant aussi de cantine scolaire. Puis en 1958, un nouveau bâtiment de trois classes est ajouté dans la cour des garçons le long du marché. Dans les années 1960, une salle d'activités polyvalentes est aménagée, qui est utilisée par la suite par le CLAE (Centre de loisir associé à l'école). La mixité scolaire s'impose en 1976[94], mais les deux écoles restent distinctes avec chacune leur directeur ou directrice. En 2022, l'école comporte en tout 20 classes, 14 à Maurice-Berteaux no 1 et 6 à Maurice-Berteaux no 2, pour respectivement 375 et 180 élèves[95].
  - Jules-Ferry : 1932. Progressivement l'école Maurice-Berteaux sature, car de nombreuses familles s'installent dans le quartier de la carrière et près de la gare. C'est la raison de l'emplacement de ce premier groupe scolaire de la commune, après de houleux débats aux conseils municipaux. Moderne et confortable, au regard des critères de l'époque, son architecture et son aspect extérieur reflètent bien les tendances esthétiques des années 1930 (parement de briques et décors de mosaïques)[96].
  - Alsace-Lorraine : 1959. En 1935 déjà il est question de construire une nouvelle école entre les boulevards d'Alsace et de Lorraine, tant les classes de Maurice-Berteaux et de Jules-Ferry sont surchargées. Mais la construction en est ajournée en 1940 avec l'entrée dans la Seconde Guerre mondiale. En 1957 il y a 2 000 enfants à scolariser à Cormeilles. Comme partout en Seine-et-Oise, les besoins de constructions sont urgents et massifs. Alsace-Lorraine fait partie d'un programme de constructions groupées, selon le même modèle architectural simplifié et standardisé de vingt écoles dans le département. Son esthétique controversée entraîne alors de vives critiques lui reprochant son aspect de "caserne". Elle comporte, à son inauguration en 1959, trois classes de maternelle, douze classes élémentaires, une cantine et des équipements sportifs (gymnase et plateau extérieur). En 1968, cinq ans après la construction de la "Cité Rose" (la résidence de la rue Raoul-Dautry et de la place Edouard-Imbs) de EDF à proximité, elle est agrandie[97].
  - Champs-Guillaume : 1990. La construction de l'école primaire est achevée cinq ans après l'ouverture de la maternelle. Elle comprend cinq classes, une bibliothèque, une salle d'informatique, une salle polyvalente, le bureau de la direction et celui de la psychologue scolaire, un cabinet médical, une salle de réunion, une cantine, un préau et deux logements de fonction. Son architecture est en complète harmonie avec celle de l'école maternelle[92].
  - Noyer-de-l'Image : 2000. L'histoire de ce groupe scolaire de 12 classes, comportant 5 classes de maternelle et 7 d'élémentaire, est intiment liée à l'évolution industrielle et démographique de la ville. Jusqu'à la fin du XIXe siècle cette partie de Cormeilles est une zone agricole. Le développement très rapide à cette époque de la carrière de gypse toute proche et des usines à plâtre nécessite de trouver une solution pour le logement des très nombreux ouvriers. L'entreprise Lambert rachète ces terres agricoles et y construit un quartier ouvrier au début du XXe siècle, le quartier de la Carrière. La modernisation des usines au cours du XXe siècle réduit les besoins de main-d'œuvre. En 1994 la cité ouvrière, vétuste, est détruite pour laisser place progressivement à un quartier pavillonnaire qui prend le nom d'un lieu-dit tout proche, qui ferait référence à la présence d'un noyer sur lequel auraient été fixées des images votives. Sur le plan architectural, les briques de parement rappellent la présence ancienne de tuileries autour de la carrière. L'école s'ouvre sur un parvis, proche des commerces avoisinants et d'une crèche[98].
  - Saint-Exupéry : 2007. Le groupe scolaire comportant 12 classes, 4 en maternelle et 8 en élémentaire, est implanté dans un nouveau quartier au sud de Cormeilles, le quartier des Arts, dont les premières constructions remontent à 2003. C'est auparavant une zone agricole encore exploitée jusqu'au début du XXIe siècle, car la municipalité résiste plus de 30 ans à la pression de l'État voulant un aménagement urbain de ce secteur très dense, aux confins d'Argenteuil et de Sartrouville. Le projet de la ZAC des Bois Rochefort naît d'une coopération à la fin des années 1990 entre la commune et l'Agence foncière et technique de la région parisienne, devenue Grand Paris Aménagement. Le groupe scolaire, couplé à une crèche, comme tout le bâti de ce quartier, répond aux normes de la Charte de qualité environnementale[99]. Le nom de l'école renvoie bien sûr à l'écrivain Antoine de Saint-Exupéry, également donné à la rue où elle se trouve. La municipalité a partagé les noms des rues de ce nouveau quartier entre ceux d'écrivains et ceux de personnalités en relation avec l'art de la photographie, à laquelle la ville est attachée par la naissance de Jacques Daguerre, l'un des inventeurs de la photographie.
  - Jules-Verne : 2017. Ses bâtiments de plain-pied aux couleurs vives, disposés en angle au carrefour giratoire de la rue de Saint-Germain et de l'avenue Louis-Hayet (Rond-Point des Écrivains) rendent cette école remarquable dans le nouveau quartier des Bois Rochefort. Dix ans après l'ouverture de l'école Saint-Exupéry, l'essor du quartier qui urbanise une ancienne plaine maraîchère nécessite l'ouverture d'un nouveau groupe scolaire. Son nom est choisi selon un sondage auprès des résidents du quartier. Sa construction répond à toutes les normes environnementales édictées et son architecture moderne est pensée pour donner aux élèves et aux enseignants les structures les plus fonctionnelles et les plus confortables. L'école comporte 4 classes de maternelles et 8 d'élémentaires, pour respectivement, 115 et 179 élèves en 2022, des locaux pédagogiques annexes, deux salles de restauration, deux cours de récréation et un plateau multisports[100].
  - Futur groupe scolaire du nouveau quartier de Seine Parisii. La première pierre est posée le 6 mars 2024 par Marie-Christine Cavecchi, présidente du conseil départemental du Val-d'Oise en présence de Yannick Boëdec, maire de Cormeilles-en-Parisis[101].
- Collèges (4) :
  - Jacques-Daguerre : 1972.
  - Louis-Hayet : 2003.
  - Louise-Weiss : 2019. Le collège Louise-Weiss est le 111e collège du département, le 3e collège à Cormeilles. Il est implanté sur la ZAC des Bois Rochefort, sur un terrain de 1,2 ha. Il est prévu pour accueillir à terme 700 élèves[102].
  - Saint-Charles (collège privé catholique).
- Lycées (2) :
  - Le Corbusier : 1945. D'abord collège d'enseignement technique(CET) comme centre de formation professionnelle des métiers du bâtiment, il devient en 1967, lycée d'enseignement professionnel. Entièrement rénové entre 2003 et 2006, il est labellisé en 2006 "Lycée des métiers du bâtiment"[103]. Son internat de 69 lits est labellisé "d'excellence" en 2021[104].
  - Lycée Philippe-Kieffer : 2022. Lycée d'enseignement général, il est prévu pour accueillir à terme des classes de BTS et des CPGE[105]. Il se situe au sud de la commune, dans le quartier des Battiers Ouest, au croisement des rues de Saint-Germain et Riera-et-Christy[106]. Six classes ouvrent leurs portes pour des élèves de seconde à la rentrée scolaire des vacances de Toussaint en novembre 2022. Il est prévu que 300 nouveaux élèves soient accueillis à la rentrée de septembre 2023[107],[108],[109].
- Établissements privés (2)
  - École et collège Saint-Charles : cet établissement privé catholique sous contrat avec l'État accueille en 2017 au niveau élémentaire 2 classes de maternelle et 5 de primaire pour un total de moins de 200 élèves, et en 2019 au collège 3 classes par niveau avec 360 élèves au total. En 1936 le propriétaire d'une maison bourgeoise entourée d'un grand parc entre la Grande-Rue (devenue Gabriel-Péri) et la rue Daguerre, M. Charles, fait des dons et legs pour que s'y installe une école catholique. Pendant la Seconde Guerre mondiale c'est un internat de garçons. En 1959, un premier contrat est signé avec l'État, puis en 1979 un nouveau contrat pour le niveau élémentaire. Entre-temps en 1971 l'établissement devient mixte. L'augmentation de l'effectif scolaire a conduit à la construction de plusieurs nouveaux bâtiments au fil des années[110].
  - 'École maternelle Montessori Esprit d'éveil, privée hors contrat : 2014[111]. Elle se trouve sur la route Stratégique dans les locaux de l'accueil de loisirs de la Côte Saint-Avoie[112].

### Équipements culturels
- Le théâtre du Cormier (inauguration : janvier 2006) au 123 rue de Saint-Germain[113] où le service culturel de la mairie organise une programmation annuelle. La salle de théâtre sert également de cinéma.
- La médiathèque L'Eclipse au 3 avenue de la Libération. C'est une médiathèque intercommunale. Ouverte le 22 décembre 2018[114],[115].
- Les Studios240 (en référence au code postal de la ville : 95240) situé au 94 rue de Saint-Germain, face à la place Jean-Ferrier, et au Théâtre du Cormier ouvre début mai 2019 et est inauguré en juin 2019. Il comporte un auditorium de 126 places, 2 studios de danse, 7 salles de musique et 2 studios d'enregistrement, le tout sur 2 650 m2. Cette nouvelle structure est un outil de qualité pour enseigner la musique et la danse et pour stimuler la création artistique dans ces domaines[116],[117],[118]. Avant lui, l'École de musique de Cormeilles, était logée de façon très exiguë pour une ville de plus de 20 000 habitants, dans un tout petit pavillon en meulière des années 1920-1930 au 25 avenue de la Libération[119]. Et l'école de danse Virginie-Delcourt, dispersée jusqu'alors dans différents lieux de la ville, peut ici regrouper presque toutes ses activités[118].
- La galerie d'exposition Lamazière, à l'angle de la rue Thibault Chabrand et de l'avenue Maurice Berteaux, ouverte après la rénovation du "Château Lamazière" en 2014, elle offre une surface de 100 m2 consacrée à la mise en valeur de l'art contemporain. Elle est particulièrement appréciée par les artistes qui y exposent et par les visiteurs qui profitent de son confort.
- Les Musées Réunis (2012 - 2021) au 31 rue Thibault-Chabrand, ancienne maison de la Fondation Chabrand-Thibault, est ouverte au public en 2012 sur 340 m2 et deux niveaux, et réunit le musée du Plâtre[120] et le musée du Vieux-Cormeilles[121] autour d'un fil rouge commun : les ressources du territoire de Cormeilles, sol et sous-sol, et est complété par des extensions thématiques avec les arts et métiers du plâtre, le fonds d'atelier du sculpteur Boulogne (1926-1992), Daguerre et les origines de la photographie, une salle d'école reconstituée. Après la décision de la mairie de Cormeilles de créer un autre projet culturel entièrement municipal, le musée est définitivement fermé au public le 31 décembre 2021 et l'association des Musées Réunis est dissoute au début de 2022[122],[123]. L'association du Vieux Cormeilles rejoint un nouveau local au 85 rue Gabriel-Péri à Cormeilles, tandis que le musée du Plâtre évacue ses collections en attente d'une relocalisation en un autre lieu d'Île-de-France ; depuis 2022 le secrétariat et la bibliothèque sont à Deuil-la-Barre, au 9 rue du Château. Il réussit à organiser en 2024 une exposition au Musée Michel Bourlet de cette ville[124].

### Équipements sportifs

#### Infrastructures
La ville dispose de plusieurs infrastructures sportives :
- Le stade Gaston-Frémont, construit en 1919, il porte le nom d'un journaliste sportif qui préside à une époque l'Amical Club Sportif Cormeillais, l'ACSC créé en 1909, qui existe toujours en 2023. Le stade a deux entrées, une sur la route Stratégique entre à l'ouest la rue de la Côte-aux-Loups et à l'est la rue Paul-Bloch et une autre 2 rue du Stade. Sur 49 843 m2 il comporte des courts de tennis d'extérieur en terre battue et des courts couverts, un mur de tennis, trois terrains de football, une aire de lancer de poids, des terrains de basket-ball, un stade d'athlétisme, un cosec construit, lui, en 1976[126],[127].
- Le gymnase Émy-les-Prés, construit en 1969, accueille à ses débuts des réunions de boxe et de catch ; il est situé en face du collège Daguerre, entre le 30 et le 40 rue Émy-les-Prés. La piscine municipale est édifiée juste derrière en 1973 ; cette dernière ferme en 2015 puis est démolie[127] ; ce gymnase est aménagé pour servir également de salle des fêtes (spectacles, expositions…) avec des salles pour des réunions d'associations ; il est entouré d'une esplanade présentant d'autres infrastructures sportives ouvertes en libre accès ;
- Le gymnase Alsace-Lorraine, au 57 boulevard de Lorraine, il jouxte le groupe scolaire Alsace-Lorraine ;
- La salle René-Berthieu, au 34 rue Jules-Ferry[128] jouxtant l'école Jules Ferry ;
- Le terrain de sport Daguerre, situé sur l'emprise du collège éponyme, se situe rue Émy-les-Prés, derrière un petit jardin public face à la salle des fêtes ;
- Le complexe sportif Léo-Tavarez, au 129 rue de Saint-Germain ; inauguré en 2001 il jouxte le collège Louis-Hayet et fait face de l'autre côté de l'avenue Louis-Hayet au groupe scolaire Jules-Verne ;
- Le centre sportif Gilles-Boutantin : après deux ans de travaux, ce nouveau complexe sportif est inauguré le 1er juillet 2023 ; son nom honore un bénévole cormeillais très investi durant 30 ans dans le milieu associatif sportif de la ville. Il est situé à l'extrémité sud de la rue de Saint-Germain, au coin sud-ouest du carrefour avec la rue Riera-et-Christy, face au nouveau lycée. Sur 5 000 m2, il dispose d'une salle de compétition avec tribune de 500 places, d'un dojo, d'un espace de fitness et de musculation, d'une salle de boxe, d'un local d'entraînement et de huit vestiaires. Ce complexe est édifié dans le respect des dernières normes en matière d'isolation thermique et phonique. Sa mise en service date de septembre 2023[129] ;
- Le Centre aquatique des Océanides : inauguré au printemps 2015, il est aboutissement d'un projet intercommunal de 10 ans, situé au sud de la ville rue Jean-Baptiste-Carpeaux, derrière le théâtre du Cormier ; édifié selon les normes HQE il dispose d'un espace aquatique de 505 m2, dont un bassin sportif de 300 m2 avec 5 couloirs de 25 m, un bassin d'apprentissage et ludique de 100 m2, une pataugeoire, un espace détente (jacuzzi, sauna, hammam) et propose plusieurs activités aquatiques sportives ainsi que des animations familiales et ludiques[130] ;
- Trois city-parcs ou city-stades (street-basket, street workout), l'un derrière le gymnase Émy-les-Prés, à l'emplacement de l'ancienne piscine municipale, un autre entre le bas du chemin des Épinettes et la fin de la rue du Clos-Garnier et un autre aux Champs-Guillaume, au niveau de la fin du square Guillaume-Apollinaire ;
- Un local de cyclotourisme, au 13 rue des Plâtrières ;
- Une salle de yoga, au coin nord-est du carrefour de la route d'Argenteuil avec la rue de la République, c'est le bâtiment des anciens bains-douches du personnel des usines Lambert ;
- Une salle polyvalente, square Guillaume-Apollinaire ;
- Des salles d'escrime et de boxe, rue René-Couzinet dans la zone artisanale des Champs Guillaume ;
- Deux terrains de pétanque, un sur l'esplanade Émy-les-Prés après le terrain de football, l'autre au coin sud-ouest du carrefour du boulevard Clemenceau avec la rue Foch ;
- Un terrain de football, en libre accès sur l'aire Émy-les-Prés.

#### Label Terre de jeux 2024
La communauté d'agglomération et dix villes du Val Parisis, dont Cormeilles, sont labellisées Terre de Jeux 2024. Ce qui signifie que des équipements sportifs intercommunaux et communaux vont servir de centres d'entrainement pour les délégations étrangères et de bases arrière lors des Jeux olympiques Paris 2024. De nombreuses animations sont organisées pendant cette période de préparation des jeux, par exemple une olympiade scolaire fin juin 2023, des journées du patrimoine de septembre 2023 consacrées au sport et le passage de la flamme olympique le 19 juillet 2024 par cinq villes de l'agglomération, dont Cormeilles-en-Parisis.

### Établissements de santé et structures médico-sociales

#### Clinique du Parisis
Implantée de longue date à Cormeilles, au 15 avenue de la Libération, la Clinique du Parisis, du groupe Ramsay Santé, ferme définitivement à l'été 2020. Sa maternité longtemps réputée, en particulier pour le traitement de la stérilité, attire de toute la région de nombreuses femmes venues y consulter les spécialistes et accoucher, ce qui explique le grand nombre de personnes ayant dans leur NIR 95176, qui est le code Insee de Cormeilles-en-Parisis.

Après diverses péripéties quant à son devenir, et plusieurs ventes et reventes, le promoteur Bécarré, entreprise parisienne familiale de 30 salariés, la rachète à La Mutuelle Générale en octobre 2021 pour la réhabiliter en 39 logements du T1 au T5. Il est prévu au rez-de-chaussée de la résidence,dénommée Heka, un pôle médical de plus de 300 m2. Les travaux sont en cours au printemps 2022 et la livraison est programmée pour le 4e trimestre 2024,

#### Centre médical du Parisis
C'est une maison médicale pluridisciplinaire ouverte au printemps 2021 au sud de la ville dans le quartier des Bois Rochefort, située au 173 rue de Saint-Germain ; son bâtiment regroupe sur deux niveaux et 1 000 m2 une vingtaine de cabinets médicaux : cardiologue, pneumologue, chirurgien-orthopédiste, ostéopathes, gastro-entérologue, sages-femmes, podologue, ORL, pédopsychiatre ainsi qu'un centre de radiologie conventionnelle, un centre de kinésithérapie et balnéothérapie avec un bassin de 40 m2,.

#### Centre de santé de la Fondation Chabrand-Thibault
Au 48 avenue Aristide-Briand, ce centre médical ouvre en 2016, constitué de quatre médecins généralistes et de deux chirurgiens-dentistes. Faute de trouver son équilibre financier, son directeur, M. Christophe Markiewicz en a annoncé début juillet 2023, la fermeture définitive pour décembre 2023. Cette fermeture laisse sans solution médicale une patientèle de 4 250 personnes.

#### Maison médicale Aristide Briand
À la suite de la préemption en 2021 par la municipalité lors de la vente du pavillon ayant servi d'unité d'autodialyse au 26 bis rue Aristide Briand et à la suite des travaux de rénovation et de transformation entrepris par la ville, un cabinet médical est ouvert où s'installent trois médecins et un interne en médecine générale le 6 mai 2024.

#### Médecins libéraux, généralistes et spécialistes
Ils sont installés seuls ou en groupe, mono ou pluridisciplinaire, répartis sur le territoire de la commune ; en 2023 les généralistes sont une petite vingtaine et les spécialistes une douzaine.

#### Téléconsultation médicale
Une cabine de téléconsultation médicale Medadom est installée dans le hall de la mairie. Elle permet de consulter un médecin à distance, sans rendez-vous, aux jours et horaires d'ouverture de la mairie.

#### Soins dentaires
En 2023, quatre cabinets de deux chirurgiens-dentistes, un cabinet de cinq chirurgiens-dentistes et deux chirurgiens-dentistes installés seuls, répartis dans la ville, prennent en charge les soins dentaires d'enfants et d'adultes, certains étant spécialisés en orthodontie.

#### Soins paramédicaux
- Soins infirmiers

En 2023, une petite vingtaine d'infirmiers et infirmières libérales ont leurs cabinets, seuls ou en groupe, à Cormeilles, répartis sur le territoire. Pour la plupart, ils et elles assurent la majeure partie de leurs soins à domicile, mais organisent aussi des permanences dans leurs locaux,.
- Kinésithérapie

En 2023, une bonne quinzaine de kinésithérapeutes exercent, seuls ou en groupe, dans des cabinets répartis dans la commune. Très peu se déplacent à domicile.
- Orthophonie

En 2023 on compte trois cabinets d'orthophonie à Cormeilles, dont un avec deux praticiens.
- Psychologie

En 2023, sept psychologues sont installés à Cormeilles.

#### Unité d'autodialyse
Ce centre situé dans un pavillon au 26 bis rue Aristide-Briand, qui ne se distingue pas de ceux qui l'entourent, ouvre le 5 avril 2004, dépendant de l'administration de la clinique du Parisis (15 rue de la Libération). Il propose une prise en charge adaptée aux patients atteints d'insuffisance rénale chronique nécessitant une dialyse régulière. Cette unité fermant avec la clinique, elle est transférée en 2018 à la Clinique Claude Bernard d'Ermont et le pavillon est mis en vente. La municipalité exerce son droit de préemption en décembre 2021, pour réaménager les locaux en cabinets médicaux permettant l'installation de généralistes. Les travaux débutent à l'automne 2023. L'ouverture est prévue avec quatre ou cinq généralistes début 2024.

#### Centre médico-psychologique
Situé au 10 route d'Argenteuil, le CMP la Gravida prend en charge des adultes en difficulté psychologique ou nécessitant des soins psychiatriques. Il dépend administrativement du Centre hospitalier Victor-Dupouy d'Argenteuil.

#### Pharmacies et laboratoire de biologie médicale
Après la fermeture en 2022 de la pharmacie de la rue Gallieni, il y a à Cormeilles, en 2023, sept pharmacies réparties sur le territoire, et un laboratoire de biologie médicale au 1 boulevard Joffre, près de la gare.

#### Prise en charge des seniors
- Fondation Chabrand-Thibault, Ehpad, crèche et centre médical.

Créé au XIXe siècle par la générosité d'un riche propriétaire parisien, Jean-Victor Thibault, qui fait don en 1868 à la commune de sa maison de campagne pour être transformée en hospice pour les vieillards de la commune et de toute sa propriété sur laquelle il fait construire à ses frais le bâtiment de la mairie-école en 1869, l'hospice devenu maison de retraite, longtemps tenue par des religieuses, puis Ehpad privé à but non lucratif, se situe au 48 rue Aristide Briand et comporte 109 lits et 10 d'accueil de jour. Elle a la particularité d'accueillir une crèche et des animaux de ferme (volailles et chèvres). Elle comporte entre l'été 2016 et décembre 2023 un centre de santé ouvert à toute la population.
- La Châtaigneraie, Ehpad

Située dans le haut de Cormeilles, au 1 rue de Franconville, l'Ehpad La Châtaigneraie est une structure privée commerciale dépendant du groupe Maisons de famille, qui gère une petite vingtaine d'établissements en France, mais plus de 180 en Europe avec ceux d'Espagne (Amavir), d'Allemagne (DoreaFamilie) et d'Italie (La Villa), et dispose à Cormeilles de 65 places pour accueillir des personnes âgées dépendantes,.
- La Résidence Zemgor, Ehpad

Au début des années 1950, une maison de retraite pour les émigrés russes et leurs descendants (accueillant par la suite toute personne âgée) est fondée par le Comité Zemgor rue du Martray. Il achète une vaste propriété appartenant à des religieuses bénédictines qui ont fondé là en 1924 un nouveau monastère et qui, à la fin des années 1940, sont allées s'installer au monastère Sainte-Françoise-Romaine. Une partie du monastère de 1924 existe toujours en 2023 dans les locaux de la Résidence Zemgor, en particulier ceux dévolus à l'accueil de jour (Le Sorbier) et à l'extrémité du domaine l'ancienne chapelle catholique des sœurs bénédictines qui est transformée dès les années 1950 en chapelle Saint-Nicolas selon le rite orthodoxe russe. L'autel est séparé de l'enceinte réservée aux fidèles par une iconostase, constituée d'icônes envoyées de Russie. À l'extérieur se trouvent 4 cloches fondues spécialement pour la chapelle de Cormeilles. Agrandie plusieurs fois, et ouverte à tout public, la résidence compte, au début des années 2020, 208 lits d'hébergement permanent et 12 places d'accueil de jour thérapeutique. Depuis 2008, la résidence médicalisée est gérée par la Société philanthropique sous le nom d'Ehpad Résidence Zemgor.
Cette maison de retraite, russe à l'origine, explique la présence, au cimetière des Moussets, de nombreuses tombes orthodoxes russes.
- La maison de l'entraide

Également gérée par la Société philanthropique et en lien avec la Résidence Zemgor et son accueil de jour Le Sorbier, elle est située au 81 rue de Saint-Germain, dans les locaux de l'ancienne gendarmerie ; c'est une plateforme de répit, un lieu d'accueil convivial, dédié aux aidants des personnes souffrant de maladie d'Alzheimer ou d'une maladie neurodégénérative pour écouter ces aidants et leur proposer des solutions de répit afin de maintenir une vie de famille à domicile le plus longtemps et le plus sereinement possible avec ces patients.
- La Villa Beausoleil, résidence services pour personnes âgées et Ehpad

Le plus récent des établissements de Cormeilles recevant des personnes âgées, est une structure privée commerciale du groupe Villa-Beausoleil Steva de 80 lits pour personnes âgées autonomes, neuve et inaugurée en 2019, située au 41 rue Aristide-Briand.
L'Ehpad est situé au même endroit, mais avec un accès rue Léopold Mourier ; il résulte de la transformation de la Fondation Léopold Mourier par le groupe Villa-Beausoleil Steva en un Ehpad de grand standing de 76 lits dont 28 pour personnes atteintes de maladie de type Alzheimer.
- Espace Henri Cazalis

Dépendant du Centre Communal d'Action Sociale (CCAS), il est situé 11 rue du Fort. C'est un espace de convivialité pour les retraités habitant Cormeilles. Ils peuvent y partager leur déjeuner du lundi au vendredi à faible coût ; la cuisine est faite sur place et servie chaleureusement. Les retraités s'y retrouvent aussi pour des goûters, des départs en sorties. Le but est de briser l'isolement des retraités qui vivent autonomes chez eux. Ce service propose aussi le portage de repas à domicile, pour les retraités vivants chez eux, mais qui ne sont plus en mesure de se déplacer.

#### Petite enfance
Il y a cinq crèches à Cormeilles :
- Les Oisillons, au 1 bis avenue Maurice-Berteaux, derrière la mairie, qui a la particularité de se trouver au sein de l'Ehpad Chabrand-Thibault ;
- Pain d'épice, au 23 rue du Noyer-de-l'Image ;
- Les P'tits doudous, au 5 rue du Général-Sarrail ;
- Chocolat-Vanille, au 57 bis boulevard de Lorraine ;
- Les Petits princes, au 4 rue Saint-Exupéry.

Autres
- Les Petits Pas, au 15 Impasse de Reims, est un Relais petite enfance pour parents et assistantes maternelles[172].
- L'Envol est un lieu d'accueil enfants-parents (LAEP) dans les locaux de la mairie, au 3 avenue Maurice-Berteaux, qui offre un dispositif de soutien à la parentalité avec le soutien de la CAF et du Conseil départemental[173].
- Le Centre de PMI longtemps établi au 1 avenue du Général-Leclerc, entre la perception et le Monument aux morts, s'installe [en quelle année ?] au 2 place Niepce, au coin des rues Jules-Verne et des Frères-Lumière dans le nouveau quartier des Bois Rochefort[174].

#### Prise en charge des personnes en grande difficulté et, ou, handicapées
- « La Résidence Adoma », ouverte en 1967 au 19 route d'Argenteuil, acteur de l'insertion par le logement, offre un mode d'hébergement des 130 logements sociaux pour tous publics en difficulté[175].
- « La Montagne Vivra » est une association humanitaire[176], à l'histoire singulière puisque née de luttes professionnelles et syndicales en 1981[177], située au 18 rue Thibault-Chabrand et qui fonctionne en direction collégiale pour assurer l'insertion sociale de personnes ou familles en difficulté. Elle comporte plusieurs pôles : le Service d'accueil d'urgence, l'Atelier de pédagogie personnalisé, le Dispositif interactif de remobilisation et l'Espace[178].
- « La montagne aux 7 sources » est une organisation médico-sociale dont la plupart des locaux sont situés sur la route Stratégique, qui a été créée en 1985 et qui comporte plusieurs pôles :
- Un ESAT « La Montagne »

Cet ESAT a une double finalité : il offre aux personnes handicapées une activité à caractère professionnel et des soutiens médico-sociaux. Il offre 93 places à des personnes présentant pour l'essentiel des troubles de la sphère autistique, de la personnalité et, ou, du comportement, associés ou non à des déficiences intellectuelles. Elle dépend de l'Association HAARP (Handicap Autisme Association Réunie du Parisis), née en 2010 de la fusion de « Sésame Autisme La Montagne du Parisis » et de l'« APEI du Parisis », qui fédère plusieurs établissements aux buts et valeurs similaires dans le Val d'Oise. Il propose six ateliers : horticulture, centre équestre, menuiserie, restauration, reliure d'art/saisie informatique et théâtre.
- Un foyer d'accueil médicalisé (F.A.M.)

Il dispose sur place (dans le "Château ") de 28 chambres individuelles de résidents adultes de plus de 20 ans présentant des troubles envahissant du développement, d'un foyer de vie dans le quartier des Bois Rochefort accueillant et encadrant 9 personnes handicapées en semi-autonomie et 17 places en accueil de jour sur place de 9 à 17 h pour des personnes autistes. De nombreuses activités sont communes aux trois services : sportives, culturelles, culinaires, artistiques, corporelles…
- Un SAVS « La Montagne »

Créé en 1986, le Service d'accompagnement à la vie sociale (SAVS) « La Montagne » a pour objectif de permettre à des personnes handicapées de vivre de façon autonome dans la ville. Financé par le Conseil départemental du Val-d'Oise, il est agréé pour 36 adultes. Il apporte un accompagnement adapté favorisant le maintien ou la restauration des liens familiaux, sociaux, scolaires, universitaires ou professionnels des personnes handicapées et facilite leur accès à l'ensemble des services offerts par la collectivité. Il est situé au pied de la colline, côté Franconville, au 10 rue de Paris.

### Justice, sécurité, secours et défense

#### Police
Il y a deux commissariats de police à Cormeilles-en-Parisis :
- Celui de la Police nationale, au 22 rue des Frères-Lumière dans le nouveau quartier des Bois-Rochefort ;
- Celui de la Police municipale, longtemps installé sur le côté droit du rez-de-chaussée de la mairie, il déménage en 2022 lors du remaniement du pôle de la gare dans des locaux neufs, au 6 place Clarissa-Jean-Philippe.

Val Parisis est à l'initiative de l'installation de nombreuses caméras de vidéosurveillance sur les communes de son territoire.

#### Justice
Depuis le 1er janvier 2020 les juridictions compétentes pour Cormeilles-en-Parisis sont :
- Tribunal de proximité et Tribunal paritaire des baux ruraux : Sannois ;
- Tribunal judiciaire, Tribunal de commerce et Tribunal pour enfants : Cité judiciaire de Pontoise ;
- Cour criminelle, Cour d'assises : Pontoise ;
- Tribunal administratif : Cergy ;
- Conseil de prud'hommes : Argenteuil ;
- Cour d'Appel : Versailles.

Pour toute information sur le droit et la justice, les Cormeillais peuvent s'adresser à la Maison de la justice et du droit, à Argenteuil.

#### Secours
- Pompiers

C'est sous le mandat du maire M. Foulon qu'est créée en 1841 la compagnie des sapeurs-pompiers. Un bâtiment de « Pompes Incendie » situé au 9 rue Émélie est utilisé jusqu'à la construction de la nouvelle caserne, rue de la République ; ces locaux servent ensuite à abriter les activités de diverses associations de la commune au fil des années.

La caserne actuelle des sapeurs-pompiers se trouve au 50 rue de la République. Elle dépend du SDIS 95.
- Les secours associatifs :
  - Croix rouge : une antenne de l'Unité Locale des Bords de Seine de la Croix-Rouge tient des permanences au 41 bis rue de Paris[187] ;
  - Protection civile du Val d'Oise[188] ;
  - À l'Épi : épicerie sociale qui fournit à très bas coût des produits alimentaires et d'hygiène aux personnes et familles cormeillaises en situation de précarité qui lui sont adressées par les services sociaux ; ouverte depuis février 2000, après une installation rue de Paris, elle est située au 1 avenue du Général-Leclerc,dans les anciens locaux de la PMI, juste derrière le Monument aux morts[189],[190] ;
  - Secours catholique : une équipe cormeillaise tient une permanence au sous-sol de l'église du Christ-Roi, au 40 rue de Saint-Germain[191].

### Cimetières et services funéraires

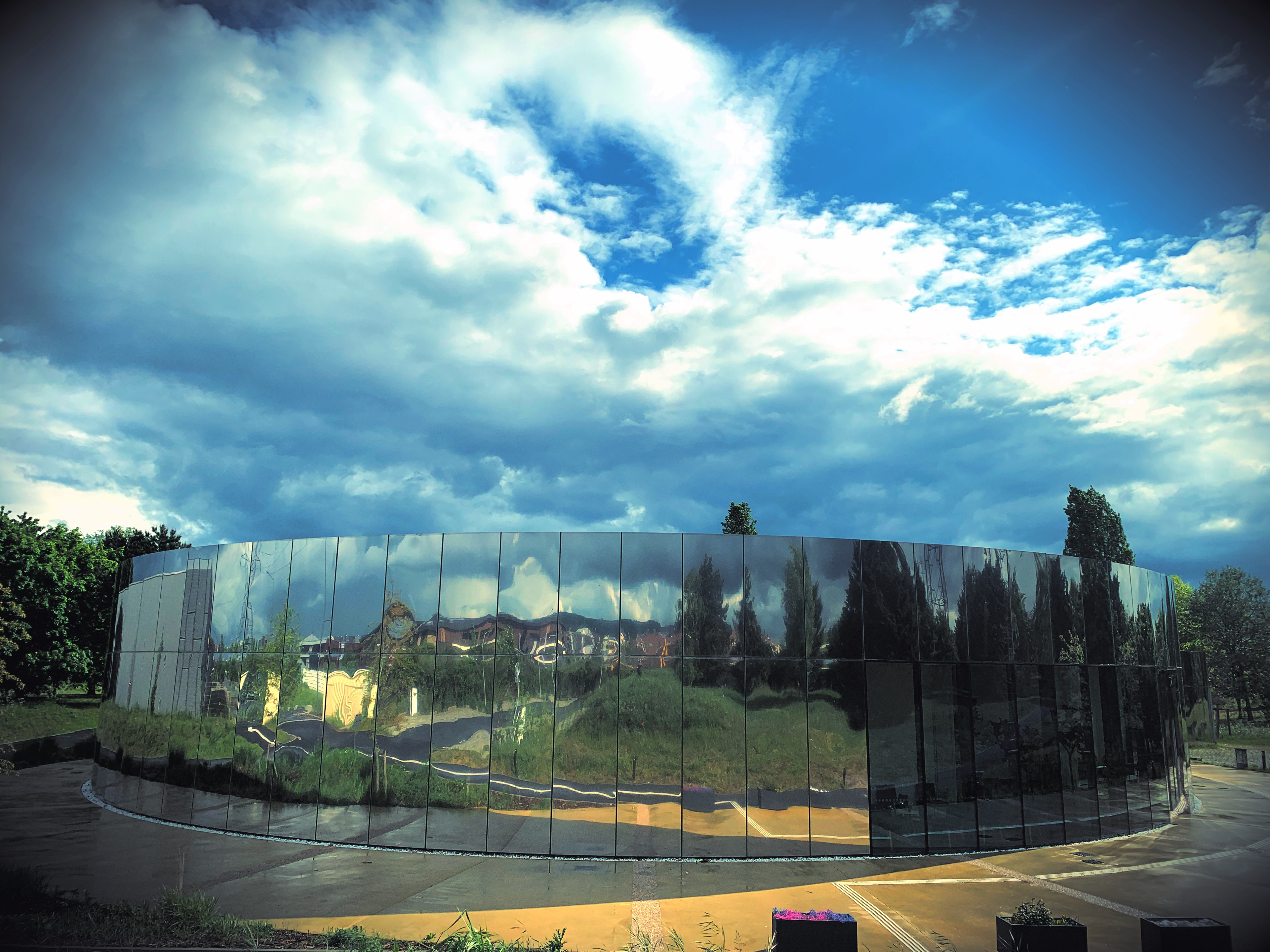
Le crématorium de Cormeilles-en-Parisis

#### Trois cimetières
- Dans l'histoire de Cormeilles des cimetières ont été implantés à différents endroits :
  - Des tombes du Néolithique moyen (4500 à 3300 av.J.-C.) ont été mises au jour en 2013 lors de fouilles préalables à l'aménagement de la coulée verte des Bois Rochefort[192] ;
  - Une nécropole antique, datant des IIe siècle à IVe siècle av. J.-C. est découverte à l'intersection du boulevard du Parisis et de l'allée du 7è art[193] ;
  - De 1847 à 2002 différentes campagnes de fouilles archéologiques, faites à l'occasion de travaux de voirie ou de constructions diverses, ont mis au jour une nécropole mérovingienne du VIIe siècle dans le quartier du Martray, ce mot lui-même signifiant « cimetière », puis par la suite « place publique des exécutions capitales », dans le bas de l'actuelle rue du Fort et les terrains situés à l'ouest, au niveau du carrefour Léopold Mourier et en haut de la rue du Martray[194] ;
  - Au XVIIe siècle un cimetière jouxte l'église Saint-Martin, il est fermé en 1874 au profit du cimetière de Saint-Avoie, c'est aujourd'hui le square Daguerre.

De nos jours trois cimetières sont ouverts :   
- Le cimetière de la côte Saint-Avoie, au 38 rue Paul-Bloch et qui a une autre entrée rue Guy Patin[195] est le plus ancien de ceux actuellement en activité, il est ouvert en 1874[196] ;
- Le cimetière des Moussets, au carrefour de la rue de Franconville et de la route Stratégique D 122, date de 1935[197],[198] ;
- Le cimetière du parc des Bois Rochefort, le plus récent, inauguré en 1990, tout au sud de la ville, à la limite de Sartrouville, au 175 rue de Saint-Germain est un cimetière paysagé[199],[200].

#### Services funéraires
- Le crématorium qui a ouvert en novembre 2020, se trouve au 27 rue Georges Méliès, derrière le cimetière des Bois Rochefort[201], on y accède non par la rue de Saint-Germain, mais par le boulevard du Parisis,
- Une agence de services funéraires généraux est ouverte au 43 boulevard Clemenceau.

## Population et société

### Démographie
L'évolution du nombre d'habitants est connue à travers les recensements de la population effectués dans la commune depuis 1793. Pour les communes de plus de 10 000 habitants les recensements ont lieu chaque année à la suite d'une enquête par sondage auprès d'un échantillon d'adresses représentant 8 % de leurs logements, contrairement aux autres communes qui ont un recensement réel tous les cinq ans,.

En 2022, la commune comptait 27 086 habitants, en évolution de +13,22 % par rapport à 2016 (Val-d'Oise : +4 %, France hors Mayotte : +2,11 %).
| 1793  | 1800  | 1806  | 1821  | 1831  | 1836  | 1841  | 1846  | 1851  |
| ----- | ----- | ----- | ----- | ----- | ----- | ----- | ----- | ----- |
| 1 550 | 1 330 | 1 336 | 1 280 | 1 194 | 1 255 | 1 219 | 1 242 | 1 258 |

| 1856  | 1861  | 1866  | 1872  | 1876  | 1881  | 1886  | 1891  | 1896  |
| ----- | ----- | ----- | ----- | ----- | ----- | ----- | ----- | ----- |
| 1 275 | 1 432 | 1 560 | 1 548 | 2 070 | 1 934 | 1 836 | 1 907 | 2 285 |

| 1901  | 1906  | 1911  | 1921  | 1926  | 1931  | 1936  | 1946  | 1954   |
| ----- | ----- | ----- | ----- | ----- | ----- | ----- | ----- | ------ |
| 2 654 | 2 827 | 3 240 | 4 536 | 6 169 | 7 943 | 8 460 | 8 494 | 10 638 |

| 1962   | 1968   | 1975   | 1982   | 1990   | 1999   | 2006   | 2011   | 2016   |
| ------ | ------ | ------ | ------ | ------ | ------ | ------ | ------ | ------ |
| 11 486 | 13 829 | 14 063 | 14 484 | 17 417 | 19 643 | 21 503 | 23 497 | 23 924 |

| 2021   | 2022   | - | - | - | - | - | - | - |
| ------ | ------ | - | - | - | - | - | - | - |
| 26 741 | 27 086 | - | - | - | - | - | - | - |

| Hommes | Classe d’âge | Femmes |
| ------ | ------------ | ------ |
| 0,5    | 90 ou +      | 1,7    |
| 5,1    | 75-89 ans    | 7,2    |
| 12,1   | 60-74 ans    | 12,4   |
| 21,7   | 45-59 ans    | 19,3   |
| 20,7   | 30-44 ans    | 21,9   |
| 17,5   | 15-29 ans    | 17,9   |
| 22,4   | 0-14 ans     | 19,6   |

| Hommes | Classe d’âge | Femmes |
| ------ | ------------ | ------ |
| 0,4    | 90 ou +      | 1,1    |
| 4,5    | 75-89 ans    | 6      |
| 12,7   | 60-74 ans    | 13,6   |
| 19,2   | 45-59 ans    | 19     |
| 20,8   | 30-44 ans    | 21,1   |
| 19,6   | 15-29 ans    | 18,5   |
| 22,8   | 0-14 ans     | 20,7   |

### La vie associative
La commune compte plus de 110 associations actives sur son territoire.
Outre les associations sportives utilisant les structures mises à leur disposition (voir le chapitre qui leur est consacré) et très majoritairement réunies au sein de l'Amical club sportif cormeillais (ACSC), les autres associations embrassent un grand nombre d'activités extrêmement variées, des jeux de société aux anciens combattants, de l'action caritative à l'apprentissage de langues étrangères, du scoutisme à la danse, de la couture à la réparation d'objets cassés, du jardinage et l'art floral à l'improvisation théâtrale, de la philosophie à la connaissance et la protection du patrimoine local, de l'informatique aux donneurs de sang, de l'aéromodélisme aux arts plastiques, de la musique aux parents d'élèves, il y en a pour tous les goûts et tous les âges. La liste exhaustive des associations actives et le moyen de les contacter se trouvent sur le site internet de la mairie de Cormeilles-en-Parisis.
La municipalité soutient ces associations en mettant à leur disposition divers lieux associatifs :
- Salle Émy-les-Prés, et le cyberespace (entre le 30 et le 40) rue Émy-les-Prés,
- Salle des Pierres Vives, 29 rue du Noyer-de-l'Image,
- Salle de la Savoie, rond-point du 8-Mai,
- Beffroi des associations, 49 rue des Champs-Guillaume,
- Salle polyvalente des Champs Guillaume, square Guillaume-Apollinaire,
- Ancien bâtiment des bains-douches municipaux qui a longtemps servi de bibliothèque, au 20 rue Pierre-Brossolette,
- Bâtiment du CLAE Maurice-Berteaux, entre les deux écoles au 1 avenue Maurice-Berteaux,
- Salle Dullin, bâtiment des anciennes « Pompes Incendie », située au 9 avenue Émélie.

### Manifestations culturelles et festivités
Dans l'ordre chronologique annuel habituel approximatif :
- Brocante de Printemps (dernier dimanche de mars)[réf. nécessaire] ;
- Festival du dessin animé, organisé au printemps par la municipalité au théâtre du Cormier[209] ;
- Salon de la Carte postale (au printemps généralement) depuis le début des années 1980[210] ;
- Salon des Beaux-Arts (vacances de printemps) dans la salle Émy-les-Prés ; l'édition 2022 est la 64e édition[211] ;
- Brocante militaire au fort de Cormeilles, un dimanche de juin de chaque année[212] ;
- Salon des associations, généralement le premier ou deuxième samedi de septembre[213] ;
- Foulées cormeillaises est une course à pied organisée chaque année en septembre par l'ACSC Athlétisme[214] ;
- Virades de l'espoir, en septembre, créées en 1985 et organisées depuis 2018 à Cormeilles au profit de la recherche contre la mucoviscidose[215] ;
- Son et lumière La montagne aux sept sources (mi-septembre) : ce spectacle, organisé au profit des handicapés accueillis par l'association dans la décennie 1990, mobilise alors 150 bénévoles cormeillais et des alentours et la presque totalité des handicapés du centre[216] ;
- Journées européennes du patrimoine, le deuxième ou troisième week-end de septembre, créées en France en 1983 rencontrent toujours un franc succès à Cormeilles, par l'action conjuguée de la municipalité et des associations. En 2023, par exemple, l'accent est mis, dans l'optique « Terre de jeux »[217], label obtenu par la ville de Cormeilles, sur le patrimoine du sport[218],[219],[220] ;
- Brocante d'Automne de La montagne aux sept sources (premier dimanche d'octobre) depuis 1987[221] ;
- Semaine bleue, la première semaine d'octobre, regroupe des animations, activités, sorties diverses pour et par les seniors en relation avec le CCAS, les associations, les établissements pour personnes âgées afin d'informer et sensibiliser l'opinion sur la contribution des personnes âgés à la vie économique, sociale et culturelle[222],[223] ;
- Salon d'art, d'artisanat et de gastronomie (début novembre) dans la salle Émy-les-Prés[224] ;
- Concert de la Sainte-Cécile (3e samedi du mois de novembre) parfois organisé à l'église, parfois à la salle Émy-les-Prés[225] ;
- Bourse Photo-Ciné (3e dimanche du mois de novembre). On y trouve du matériel photo et cinéma d'occasion et de collection, des affiches, des photos, des livres et des documents. Organisée par la municipalité, c'est une manifestation bien naturelle dans la ville qui a vu naître Daguerre. Initiée en 1987, c'est le rendez-vous des amateurs et professionnels de photographie et de cinéma[226].

## Économie

### Entreprises
Fin 2018, il y a à Cormeilles (hors particuliers employeurs) 476 établissements employeurs donnant du travail à 4 960 salariés qui se répartissent ainsi : 2 entreprises dans l'agriculture avec 8 employés, 32 établissements industriels avec 329 emplois, 78 entreprises de construction et 462 emplois, 316 entreprises de commerce, transports ou services divers comportant 2 336 salariés, dont plus de la moitié dans le commerce et la réparation automobile, 48 établissements d'administration publique, d'enseignement, de santé ou d'action sociale employant 1 825 personnes.

#### La carrière
L'un des grands (et historiques) pôles économiques est la carrière de Cormeilles, tout à l'est de la ville sur la route d'Argenteuil et empiétant même un peu sur cette autre commune. Elle est exploitée par Placoplatre, filiale de Saint-Gobain. Seul le gypse est valorisé et est transformé en plâtre. Compte tenu de la pureté exceptionnelle de son gypse, l'usine de Cormeilles produit des plâtres d'une excellence rare, recherchée pour les moulages artistiques et industriels ; ils représentent 60 % des exportations françaises de plâtre. L'usine Placoplatre de Cormeilles produit également des carreaux de plâtre.

Face à l'épuisement des ressources exploitées à ciel ouvert et à l'impossibilité de déplacer encore un peu plus la carrière du fait de l'urbanisation, Placoplatre obtient en 2017 l'autorisation d'exploiter le gypse en souterrain pour 30 ans sous la butte de Cormeilles.
La carrière est destinée à redevenir, après remblaiement avec les matériaux de découverture du site lui-même (marnes et sables) et avec des apports extérieurs de terres issues des chantiers de terrassement de toute l'Île-de-France, constructions privées et travaux du Grand Paris, un espace vert naturel de 120 à 130 ha, ce qu'il était avant l'exploitation de la carrière au milieu du XIXe siècle, et qui devrait être définitivement aménagé à l'horizon 2030 au cœur même de la Région parisienne.

#### Une petite zone artisanale
Juste au sud de la voie ferrée, située dans le polygone formé par la RD 392, la rue Charles Fourrier, la rue de Chatou et la cité Michelin, elle comporte quatre ou cinq PME réparties au milieu de pavillons.

#### Zone artisanale des Champs-Guillaume
Dans le sud de Cormeilles, à l'est du quartier des Champs Guillaume, dans le triangle formé par la RD 392 (boulevard Joffre) et la RD 121 (avenue Louis-Hayet), une zone artisanale regroupe de nombreuses PME et TPE (dont un centre de tri de la Poste jusqu'en 2022).

#### Zone artisanale des Bois Rochefort
Elle comporte plusieurs pôles :
- au sud, à la limite de Sartrouville, entre la RD 392 (boulevard Joffre) et le boulevard des Bois Rochefort, au nord du boulevard du Parisis, ouvre en 2016 un important centre commercial, Les Allées de Cormeilles;
- au sein des zones d'habitation, place des Arts et au long de la rue des Frères-Lumière une quinzaine de commerces et services de proximité ;
- et tout au sud de la zone, de part et d'autre du boulevard du Parisis, y sont intégrées des entreprises installées là depuis longtemps dans le quartier des Bruyères, du Bas des Indes et des Coudrées (Poste électrique de Cormeilles), mais où sont aussi créées nombre de nouvelles entreprises, PME et TPE.

#### Marché alimentaire couvert

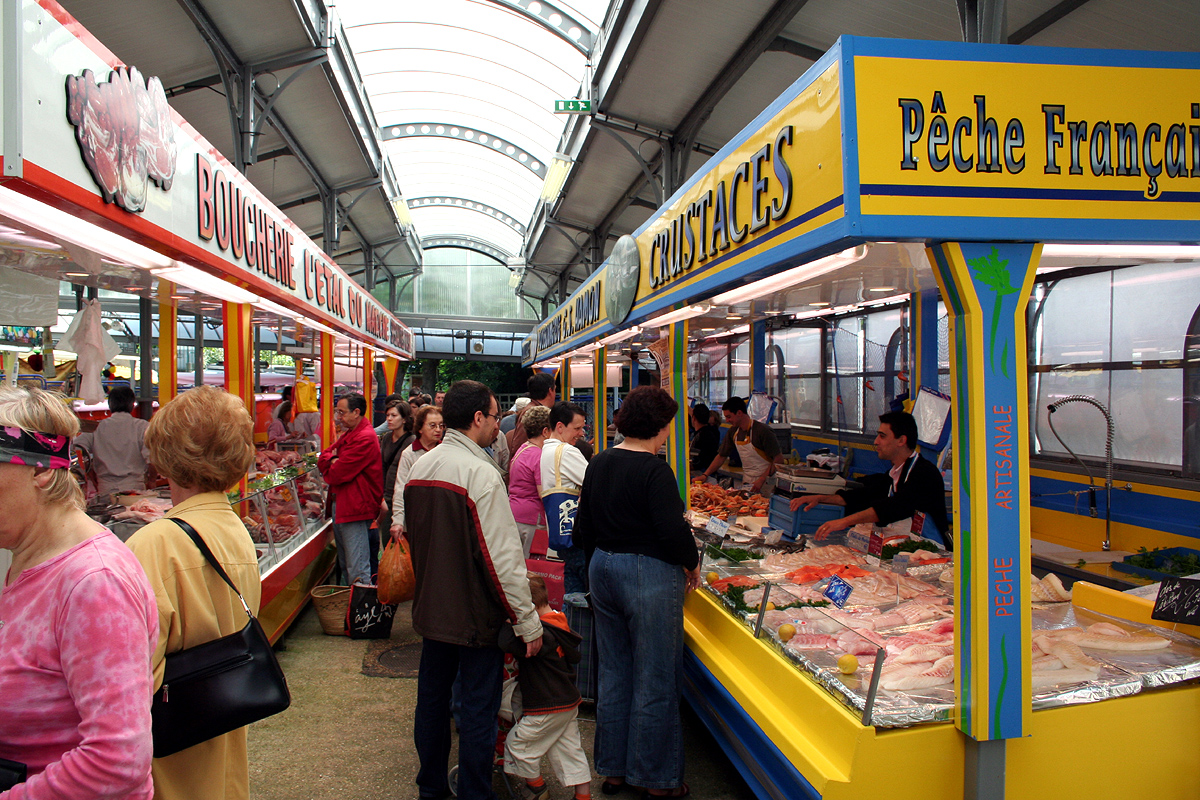
Le marché couvert.

La commune dispose d'un marché alimentaire couvert depuis 1900, édifié à l'angle du boulevard de la Gare (actuelle avenue du Général-Leclerc) et de la rue Adolphe Nourrit (actuelle avenue de la Libération). Mais peu fréquenté, il est finalement démoli en 1919. À cet emplacement se dresse depuis 1920 le monument aux morts de la commune, place du 11-Novembre. Un nouveau marché s'installe en 1921, avenue Maurice-Berteaux près la mairie ; ce sont d'abord des tentes-abris démontables qui sont mises à la disposition des commerçants, puis les abris sont couverts de tôles, et enfin en 1935, le marché "en dur" est construit tel qu'il perdure jusqu'en 2005 ; il est en régie municipale depuis 2001 et réhabilité en 2006, il est ouvert les mercredis et samedis de 8h à 12h30. Il fait large place aux producteurs et artisans des métiers de bouche locaux.

#### Commerces et services de proximité
Nombre de commerces et services de proximité et restaurants sont répartis dans l'ensemble de la ville mais, pour la plupart, ils sont regroupés en pôles dans les différents quartiers, du nord au sud :
- quartier de l'église, rue Gabriel Péri entre les croisements avec les rues de la République et Jean-Jaurès ;
- route d'Argenteuil, dans le quartier du Noyer de l'Image, mais les commerces les plus récents face à l'usine Placoplatre sont fermés faute de clientèle ;
- boulevard Joffre et boulevard Clemenceau, tout au long de la RD392 ;
- avenue Foch, entre la gare et la poste ;
- rue de Saint-Germain, entre les numéros 14 et 20, quelques commerces et services ;
- place Imbs, au milieu de la cité rose ;

Et ceux déjà mentionnés dans la zone des Bois Rochefort :
- place des Arts et rue des Frères Lumière, au milieu du nouveau quartier résidentiel des Bois Rochefort, dont un supermarché Casino remplacé en  2024 par un Intermarché et une crèche[235] ;
- entre route de Pontoise et boulevard de Bois Rochefort, le pôle commercial Les Allées de Cormeilles, comprenant 11 enseignes dont Castorama et un hard-discount ;
- entre boulevard du Parisis et allée des Coudrées, un pôle de restauration comprenant sept restaurants et des services ;
- entre boulevard du Parisis et rue Georges Méliès, des commerces dont Jardiland, Stokomani, NaturéO, LDLC, Aubade[236] et une agence Chronopost.

### Revenus de la population et fiscalité
À Cormeilles-en-Parisis, en 2019, pour 10 106 ménages fiscaux, et 26 335 personnes dans ces foyers, la médiane du revenu annuel disponible (en euros) par unité de consommation (c'est-à-dire par personne et après déduction des impôts directs et réception des prestations sociales et qui est différent du revenu fiscal médian par ménage) est de 27 370 €. Avec un premier décile à 13 660 € et un neuvième décile à 45 980 €. 76 % des ménages fiscaux sont imposés.
Par comparaison ces chiffres sont dans le Val-d'Oise de 22 220 € pour la médiane, de 10 880 € pour le premier décile et de 39 510 € pour le neuvième décile, et pour l'Île-de-France la médiane est de 24 060 €, le premier décile à 11 110 € et le neuvième décile à 49 090 €. Donc Cormeilles est un peu plus riche que la moyenne des communes du Val-d'Oise et de celles de la région de l'Île-de-France.

### Aide à l'emploi
Les Cormeillais dépendent de l'agence de France Travail de Herblay, située près de la Patte d'Oie au 93 rue de la Marne.
La Mission Locale Vallée de Montmorency a pour but de favoriser l'insertion socio-professionnelle des jeunes déscolarisés de 16 à 25 ans ; elle tient une permanence à la mairie de Cormeilles

## Culture locale et patrimoine

### Lieux et monuments

#### Monument historique
- Église Saint-Martin  Classé MH (1997)[242]

Située en haut de la rue Gabriel-Péri, elle succède à une église romane, dont ne restent que deux chapiteaux au début de la nef. 
Le principal seigneur de Cormeilles est l'abbaye Saint-Denis : c'est sous son abbé Suger que la construction de la crypte sous le chœur de l'actuelle église est lancée, vers 1145. 
Peu connue et généralement fermée au public, elle représente néanmoins l'une des deux plus anciennes cryptes gothiques connues, avec celle de la basilique Saint-Denis, et est d'une grande valeur archéologique.
Le chœur de l'église, au chevet plat, est édifié un peu plus tard, au dernier quart du XIIe siècle ; puis il est prolongé vers l'ouest pendant la première moitié du XIIIe siècle. Ce chœur a considérablement évolué depuis, car des problèmes de stabilité ont plusieurs fois donné lieu à des reconstructions. Le collatéral sud notamment est refait à neuf au XVIe siècle, dans le style flamboyant. La plupart des chapiteaux de la nef sont du même style, et datent des années 1515-1525 : six grandes arcades ont dû être reprises en sous-œuvre à cette époque. Une seule base de pilier rappelle que la nef doit initialement dater du XIIIe siècle. 
Hormis les chapiteaux, elle ne présente rien de remarquable, sauf sa physionomie générale, qui évoque la période romane. Cette forme archaïque n'a pas encore été expliquée, et la datation du clocher pose également problème, d'autant plus qu'il a été en grande partie rebâti en 1865, en même temps que la façade occidentale. Dans son ensemble, l'église Saint-Martin est un édifice hétérogène et atypique, ce qui fait en partie son intérêt.

L'église Saint-Martin de Cormeilles-en-Parisis
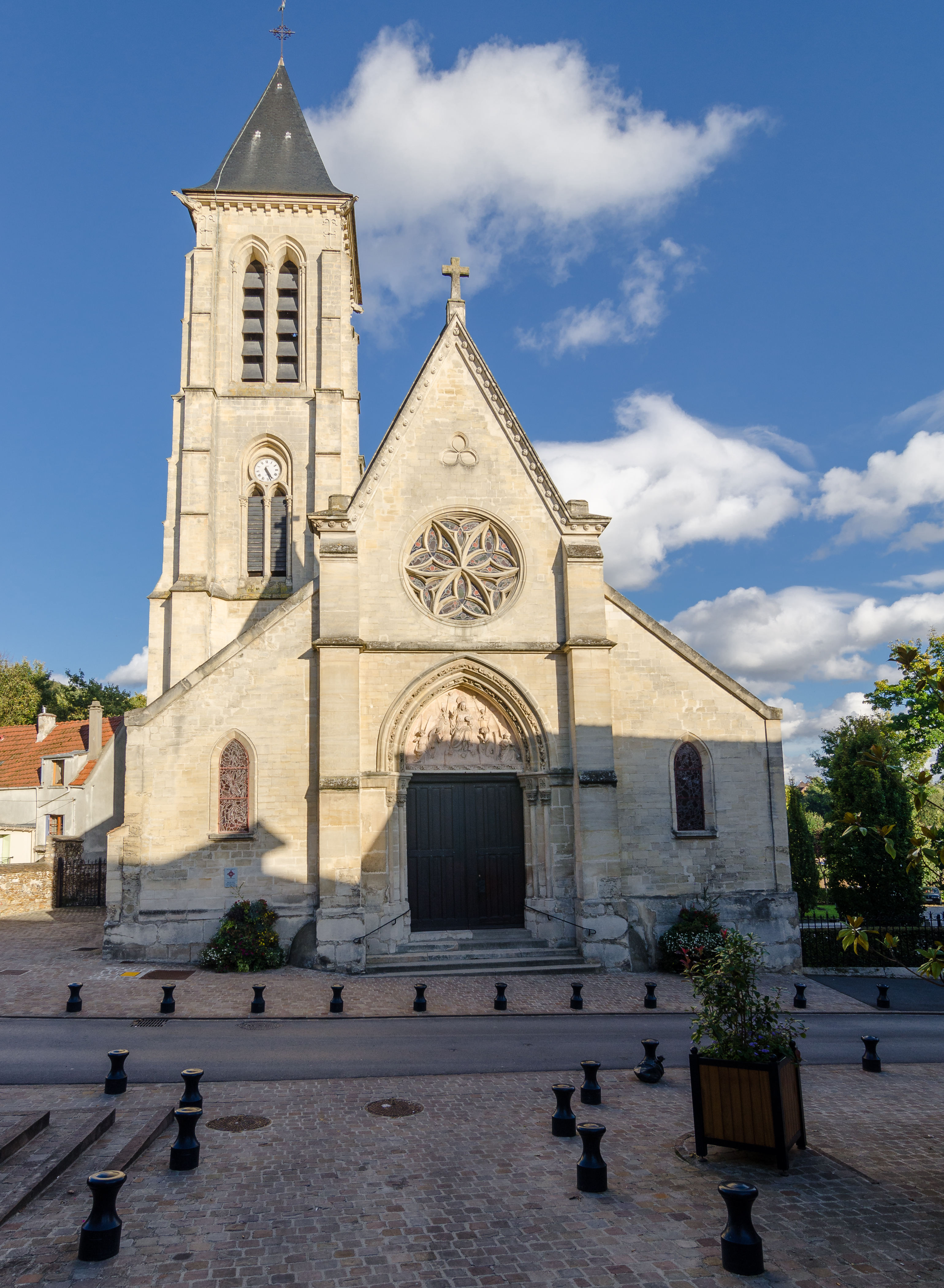
Façade ouest vue de la rue Gabriel Péri.
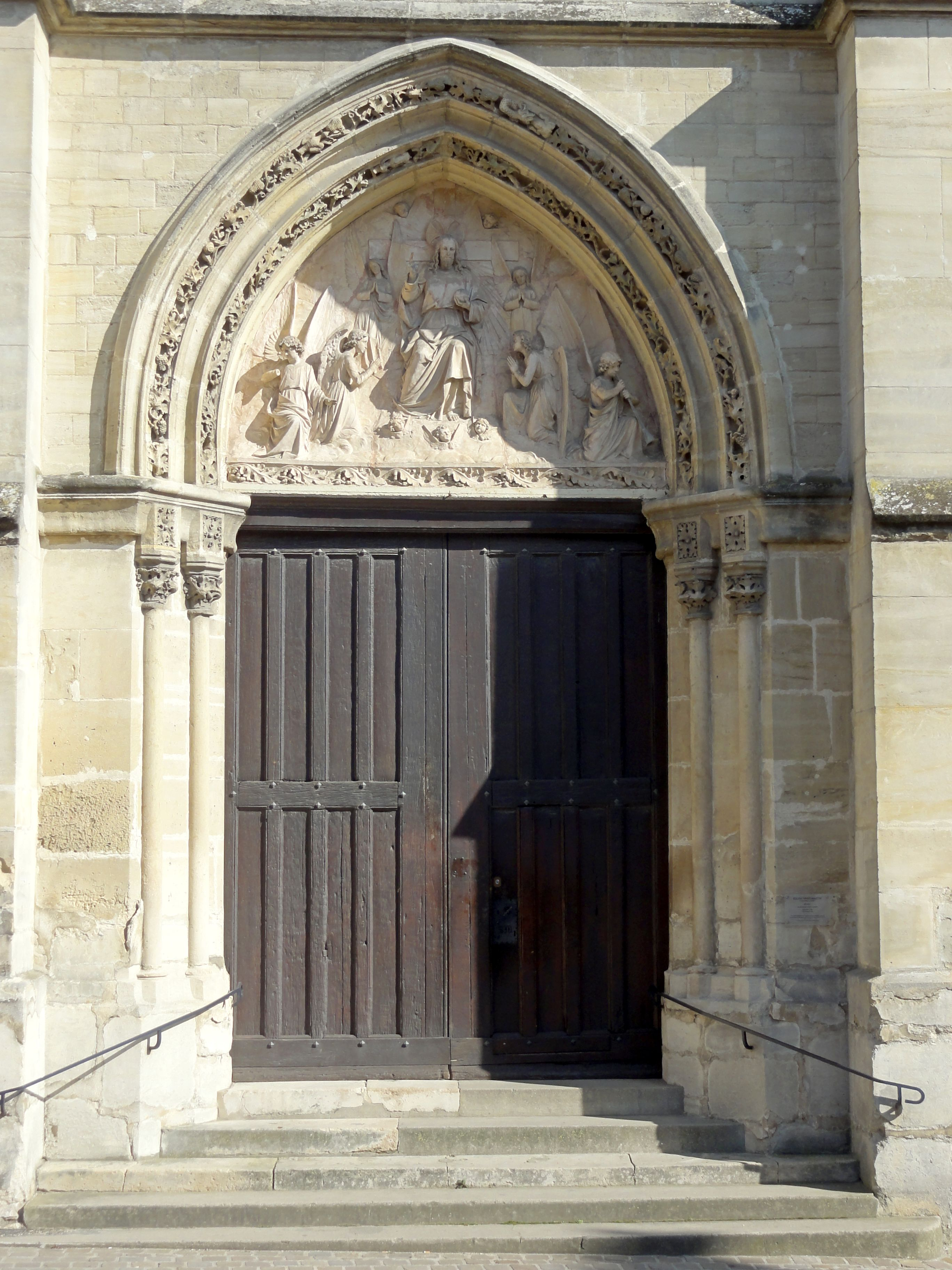
Portail occidental.
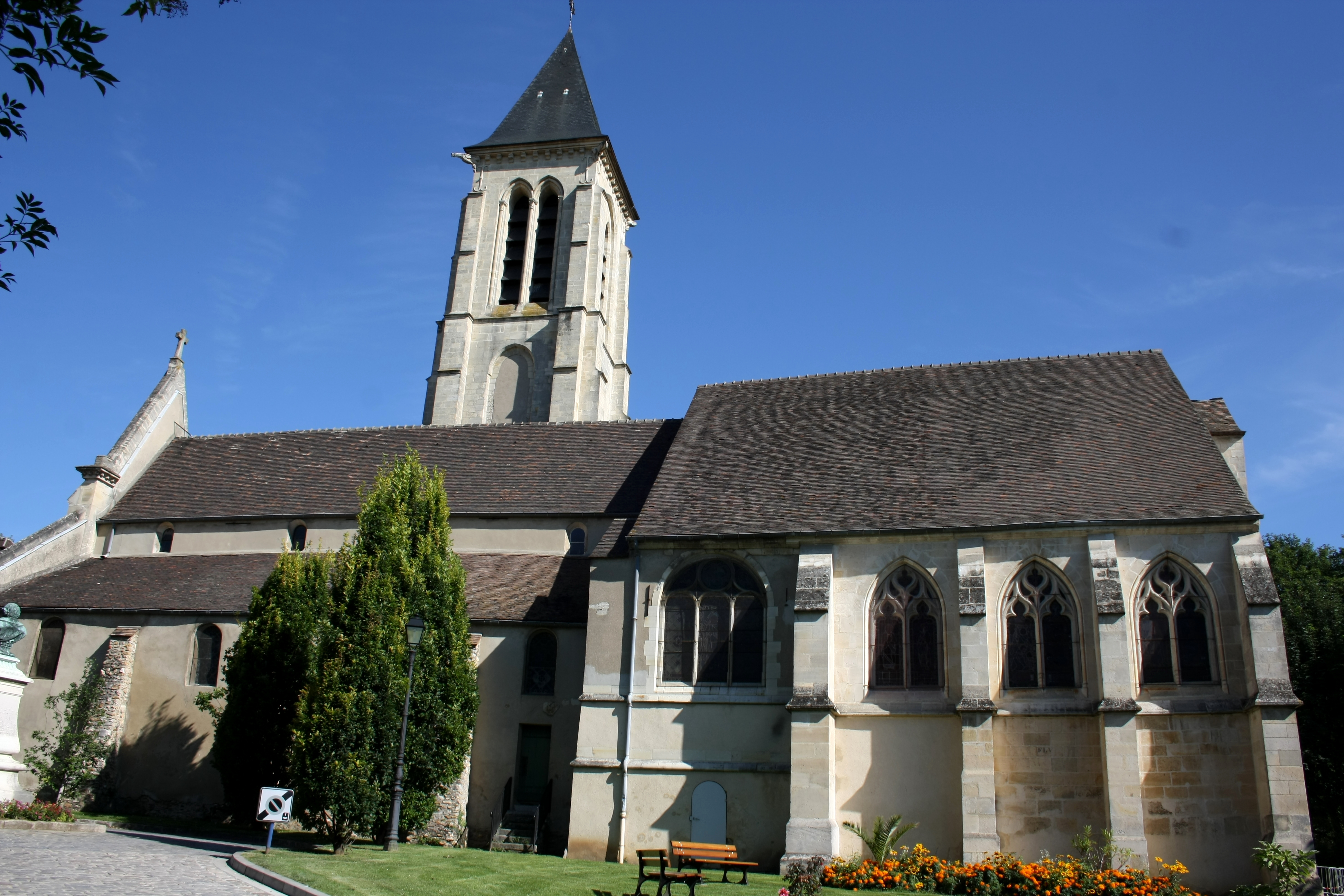
Côté sud vu du square Daguerre.
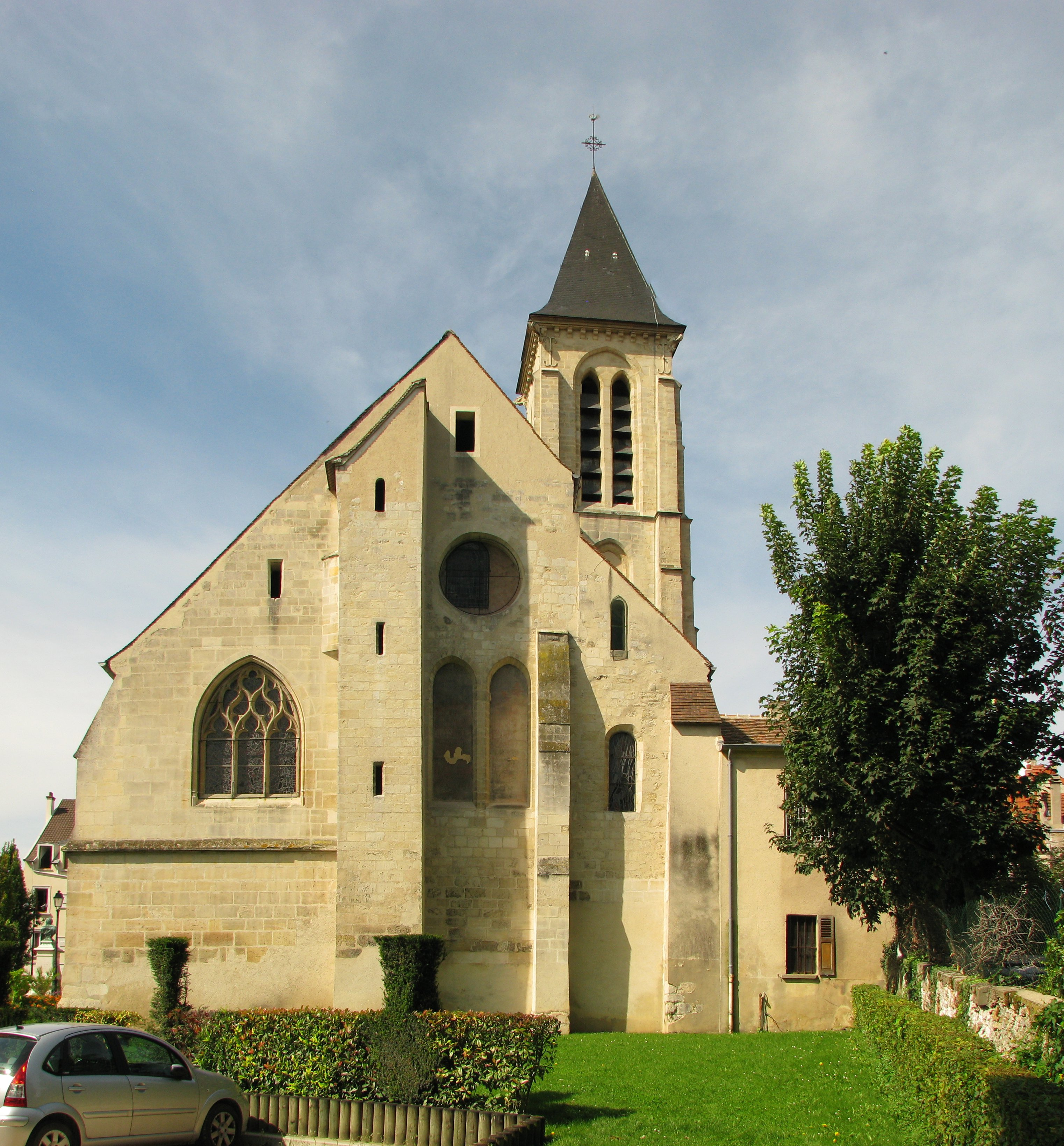
Chevet surplombant le square Daguerre.

#### Bâtiments remarquables

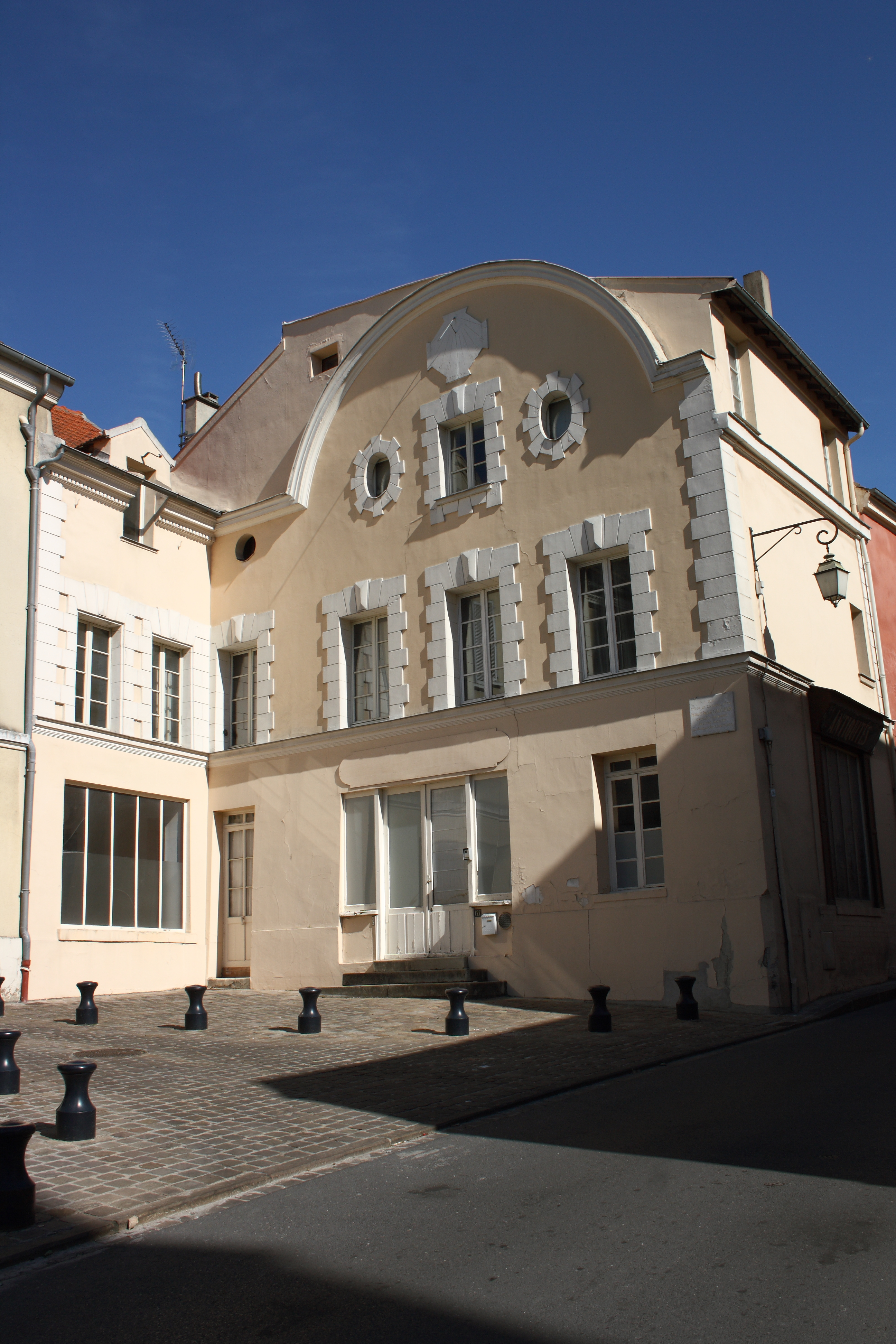
Hôtel de la Prévôté.

##### Antérieurs auXIXesiècle
- Hôtel de la Prévôté, face au 130-132 rue Gabriel-Péri

Derrière ses façades lourdement remaniées, se cache un bâtiment des XVIe et XVIIe siècles, siège du prévôt de la châtellenie de Cormeilles, puis du bailli à partir du XVIIe siècle. Ce sont les représentants de l'abbé de l'abbaye de Saint-Denis, seigneur du lieu, exerçant en son nom la justice seigneuriale. La prévôté contient l'auditoire et la prison. Avec la restriction des droits seigneuriaux sous Louis XIV, l'abbaye doit vendre une partie de ses bâtiments à Cormeilles, mais la prévôté reste un bien appartenant à l'abbaye jusqu'au 9 octobre 1791.
- Passage de la cour des Romains, 130 rue Gabriel-Péri

Ce passage sous un immeuble conserve un mur de la tour fortifiée de l'église Saint-Martin, élément des fortifications de Cormeilles rasées sur l'ordre de Charles V afin d'éviter que les Anglais s'emparent du village, dans le contexte de la guerre de Cent Ans.
- Passage voûté, 21 rue Gabriel-Péri

Le village s'est développé à partir de la place de l'Église, de sorte que les maisons se construisirent les unes derrière les autres, avec un système de développement en profondeur sur les terrains situés en arrière. Pour donner accès aux cours ainsi formées, plusieurs passages sont ouverts, dont ce passage voûté du XVIIe siècle.
- Maison du prince de Ligne, place Prosper-Montagné (ancienne place du Martray)[Note 8]

En 1742, l'abbé André fait don de cette maison de 1730, en réservant l'usufruit et la jouissance au prince Claude Lamoral II de Ligne. Bien que ce dernier ne se soit vraisemblablement jamais rendu à Cormeilles, son nom reste rattaché à cette propriété. Le compositeur François-Adrien Boieldieu (1775-1834) y aurait écrit son opéra La Dame blanche. C'est aujourd'hui une résidence privée partagée en plusieurs appartements. Le parc de la propriété a été loti pour la construction de pavillons et viabilisé par la rue des Jardins du Martray.
- Petit château, 30 rue Jean-Jaurès

Cette demeure est acquise en 1679 par Courtin de Montbrun qui la fait sans doute reconstruire en brique et pierre de taille. Ce dernier entre dans l'histoire de Cormeilles pour avoir tenté d'usurper le titre de seigneur de Cormeilles, titre réservé à l'abbé de Saint-Denis (voir ci-dessus). Ce dernier lui consent le titre de seigneur des Quatre-Fiefs, et prend le nom de Courtin de Crouÿ, celui de l'un de ses domaines. Au début du XIXe siècle, la maison appartient à Pierre Cottin (1760-1827), le plus important propriétaire de Cormeilles. La ferme attachée au domaine et contigüe au château est exploitée par la famille Lambert de 1811 à 1825. Maison de convalescence au début du XXe siècle sous le nom de Béthanie, elle devient le LEP (lycée d'enseignement professionnel devenu lycée professionnel) Le Corbusier après la Seconde Guerre mondiale.

##### XIXesiècleet premier tiers duXXesiècle
- Maison du 13 rue Thibault-Chabrand

C'est une ancienne demeure bourgeoise, celle de la famille Fortier, qui conserve ses façades authentiques du XVIIIe siècle, côtés cour et jardin, ornées de modénatures en plâtre. La ville acquiert la maison en 1934 pour y installer l'école maternelle. En 1993, l'école maternelle s'installe dans une nouvelle construction en face, au 8 rue Thibault-Chabrand, En 1996, le Musée du Plâtre (association loi de 1901) ouvre ses portes dans cette maison du 13 rue Thibault-Chabrand. Le musée est transféré en 2012 aux "Musées réunis", 31 rue Thibault-Chabrand, dont il partage les locaux avec le "Musée du Vieux Cormeilles". Néanmoins le no 13 abrite encore en 2020 les réserves du Musée du Plâtre et une partie de l'école d'arts plastiques de Cormeilles (association loi de 1901).
- Ferme Lambert ou Le Petit-Cormeilles, 74-76 boulevard Joffre.

Pierre Étienne Lambert (1784-1836) et son épouse Marie Louis Sophie Warnet (1789-1863) construisent cette maison en 1825, y implantant leur exploitation agricole et ouvrant une auberge au bord de la nouvelle route royale de Paris à Pontoise,. La ferme est agrandie à la fin du XIXe siècle. Dans les années 1900, la ferme est affectée à l'exploitation de la carrière Lambert. La société Lambert Frères & Cie la possède jusqu'aux années 1990 et y loge une partie de son personnel. La maison abrite également le café Au Bon Accueil. La partie la plus ancienne devient un magasin d'antiquités tandis que la partie plus récente est aménagée pour devenir la maison-relais des Coquelicots.
- Château Lamazière, 5 avenue Maurice-Berteaux

Un Anglais amateur de chevaux, M. Hopkins, fait construire ce petit château en 1840. Les échauguettes aux angles ne sont ajoutées qu'en 1892, sous M. Hippolyte Lamazière, horloger à Paris et nouveau propriétaire depuis 1885. 
En 1909, le jardin d'agrément doit en partie céder la place à une nouvelle avenue et au marché. Finalement, la commune rachète la propriété en 1943. Le château abrite d'abord les services techniques de la mairie et la bibliothèque municipale. Le château est un temps occupé par le musée du Vieux Cormeilles qui est transféré en 2012 aux "Musées réunis" au 31 rue Thibault-Chabrand) et des locaux associatifs. Entre 2012 et 2014, il est entièrement rénové ; seules deux des quatre façades sont conservées et restaurées (la façade est avec ses deux échauguettes et la façade sud), les deux autres façades sont construites de novo dans un style très moderne. L'intérieur est totalement reconstruit et réaménagé, le rez-de-chaussée abrite un pub-restaurant avec terrasse extérieure et le premier étage accueille une salle d'exposition.
- Mairie, place Charles-de-Gaulle

L'édifice est construit sur les deniers personnels de M. Thibault en 1870 sur une partie de sa propriété, gracieusement mise à la disposition de la commune pour qu'enfin Cormeilles ait une véritable mairie. Auparavant, la maison commune se trouve dans le vicariat, c'est-à-dire la maison où est logé le vicaire de la paroisse, qui se trouve entre l'église Saint-Martin et le presbytère (maison aujourd'hui désertée car elle menace ruine au 124 rue Gabriel-Péri). Ce vicariat est donc au niveau de l'actuelle entrée du square et parking Daguerre. Cette maison commune, qui comporte aussi l'école des garçons, est démolie à la fin du XIXe siècle. En plus des services de la mairie et de la salle du conseil municipal et des mariages qui se trouvent à l'étage, le bâtiment construit par M. Thibault accueille alors au rez-de-chaussée l'école des filles et le logement du garde-champêtre, ainsi que le bureau de poste à partir de 1880.
La mairie est considérablement agrandie en 1980 dans un style architectural très différent (briques de parement, verre, métal) sur ses flancs sud et est, l'ouverture principale de la mairie donnant alors sur l'avenue Maurice-Berteaux (au no 3). Dans la partie la plus ancienne, la salle d'honneur est toujours la salle des mariages en 2023.
- Le Fort de Cormeilles

Conçu par le général Séré de Rivières, ce fort est construit entre 1875 et 1878. Les autorités militaires le vendent au conseil régional d'Île-de-France qui le cède à l'Agence des espaces verts de la région d'Île-de-France, qui lui-même confie en 1997 à l'association "Les Amis du Fort de Cormeilles" la mission de restaurer cette fortification et de la faire visiter, afin de sauvegarder le patrimoine que laisse cet édifice,.

Le fort de Cormeilles
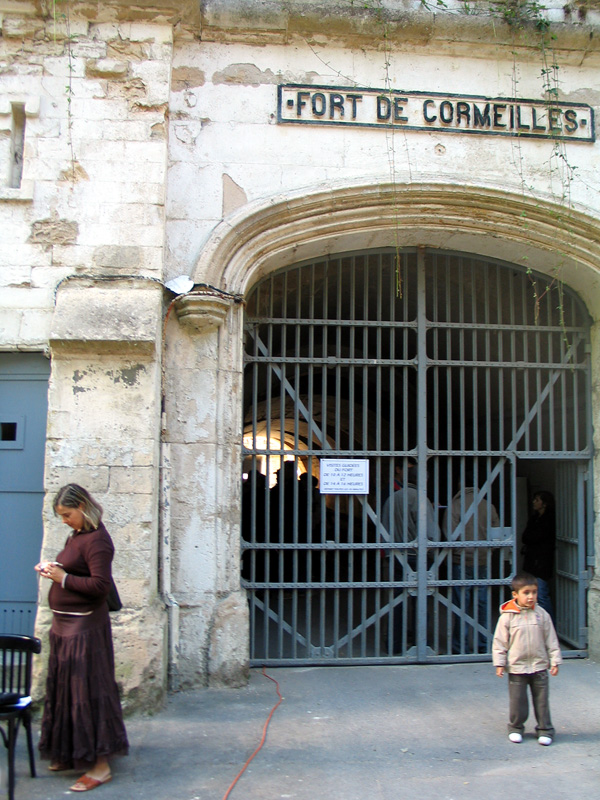
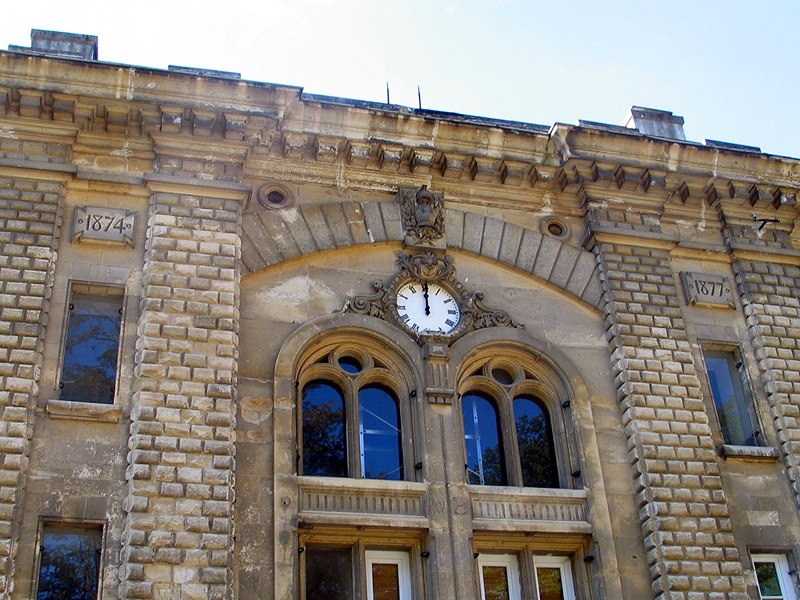
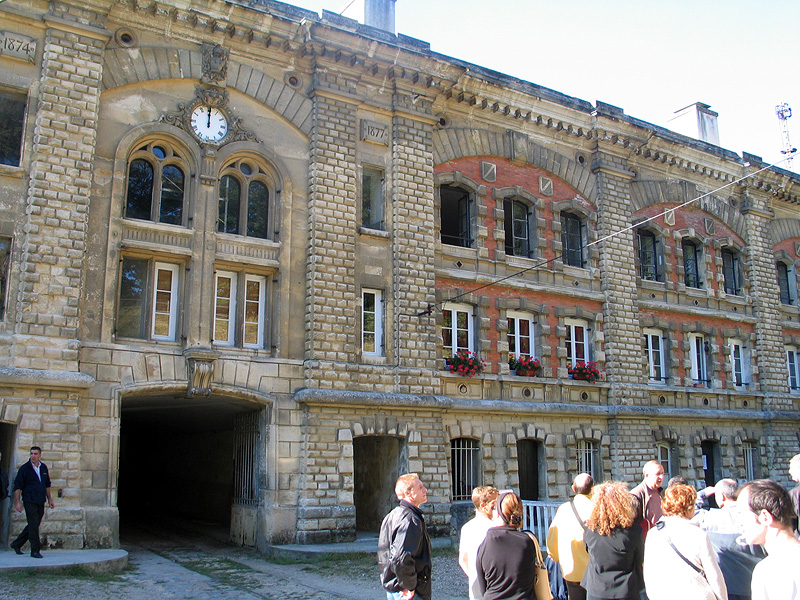
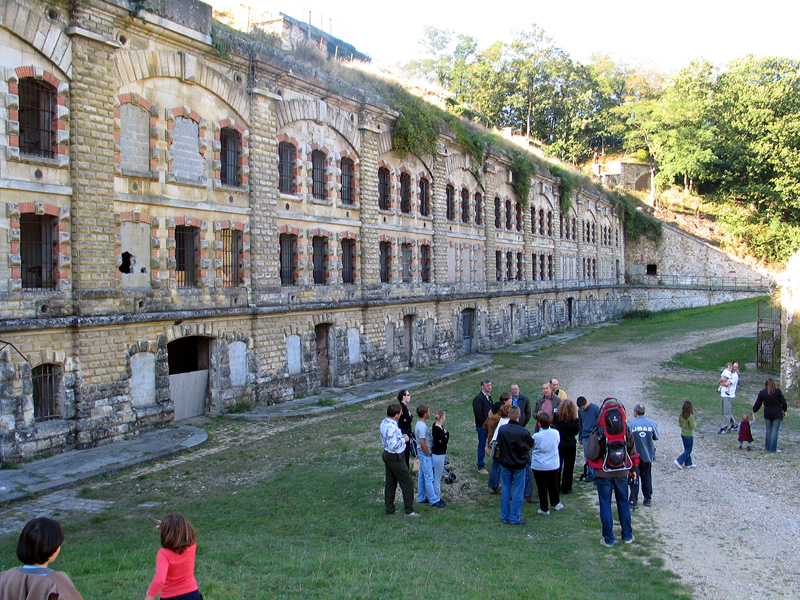

- Maison Lambert, 3 rue de Saint-Germain

Il s'agit initialement de l'une des deux grandes maisons de la famille Lambert, propriétaire des carrières et des usines de Plâtres Lambert. Une autre plus grande, de même style, située rue Carnot, a été démolie en 1975. Cette dernière sert d'habitation à Jules Hilaire Lambert (1846-1928) puis à son fils Charles Lambert (1876-1964) et sa famille ; l'autre, celle qui subsiste, rue de Saint-Germain, après avoir été la maison de Charles Lambert est le logement de fonction des directeurs d'usine. Elle est aujourd'hui le siège d'une agence de ventes et de gestion immobilières "Agence Vaslin". Le style pittoresque avec recours à la meulière, aux briques rouges et ocre, aux colombages et aux charpentes saillantes est caractéristique de la banlieue parisienne de ce début de XXe siècle et il se retrouve aussi sur l'alignement de dix maisons identiques rue Victor-Hugo, destinées aux cadres de la société Lambert Frères & Cie. Il est à noter que ces maisons sont construites près du centre-ville et à une certaine distance des cités ouvrières Lambert, au quartier de La Carrière.̈
- Villa Les Ravenelles, située 17 rue de Saint-Germain, elle est construite en 1902 par l'architecte argenteuillais Jacques Defresne (1848-1936) pour son propriétaire monsieur Levaire, alors que la ligne de chemin de fer mise en service en 1892 met Cormeilles à 25 minutes de la gare Saint-Lazare. Les travaux sont réalisés par l'entreprise de maçonnerie cormeillaise Renaud, qui existe jusqu'en 2017[249],[250].
- Villa Suzanne, 4 rue de Saint-Germain, presque en face des Ravenelles, est l'un des rares témoignages de l'Art nouveau dans le Val-d'Oise. Construite en 1904-1905, elle est d'abord la propriété de Théodule Caillat, boulanger à Paris et époux de Marie-Annette Ricard, qui l'appellent du prénom de leur fille née en 1899, Suzanne. Monsieur Caillat meurt en 1916 et la maison est vendue en 1917. Il y a derrière la maison, de l'autre côté du chemin de Sartrouville, nommé aujourd'hui Vieux-Chemin de Sartrouville, un immense verger qui est vendu après la Seconde Guerre mondiale et loti[251]. Une célèbre carte postale ancienne la représente au début du XXe siècle[249].
- Le Clos Fleuri au 50 rue Carnot.

Ce pavillon en meulière et brique jaune clair est l'œuvre de l'architecte Henri Valette (1874-1936) (marque portée sur le pilier gauche du portail).
- Trois maisons au moins à Cormeilles sont les œuvres de l'architecte local Henri Lecœur (1867-1951) :
  - 9 rue Aristide-Briand. L'architecte évite la platitude en jouant sur deux travées. Celle de droite en léger retrait est mise en valeur par la porte surmontée d'une grande marquise. Celle de gauche par une grande fenêtre en toiture surmontée d'un fronton particulièrement élégant.
  - 25 rue Boïeldieu. Début XXe siècle, elle est de style normand. Sur l'arrière les belles rambardes sont de style Art nouveau.
  - 15 rue du Martray. De nombreux Cormeillais naissent dans cette maison qui est le cabinet de la sage-femme Mme Frot.
- Villa style 1900 au 26 rue Vignon.

##### XXesiècleà partir de 1930
- Villa mauresque, dans l'angle des rues Charcot et de la Mardelle
- Nouvelle mairie (voir plus haut)
- Et tous les bâtiments publics signalés au niveau de l'équipement de la ville

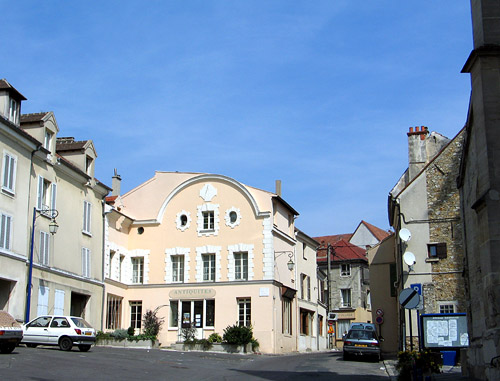
La rue Gabriel-Péri, au niveau du numéro 123, face à l'église St Martin. Dans le fond, l'ancien hôtel de la Prévôté.
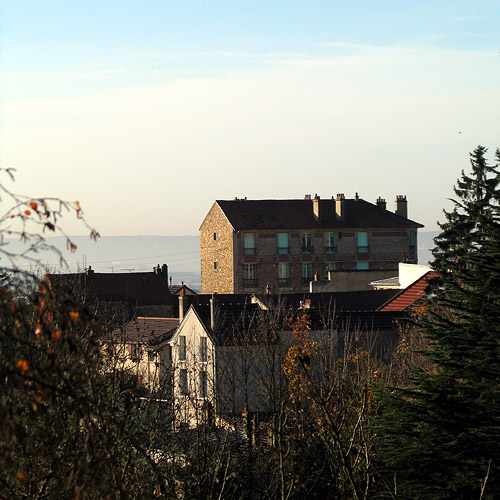
Maisons du vieux village dans le haut de la rue Montalant, près de la rue Gabriel-Péri.
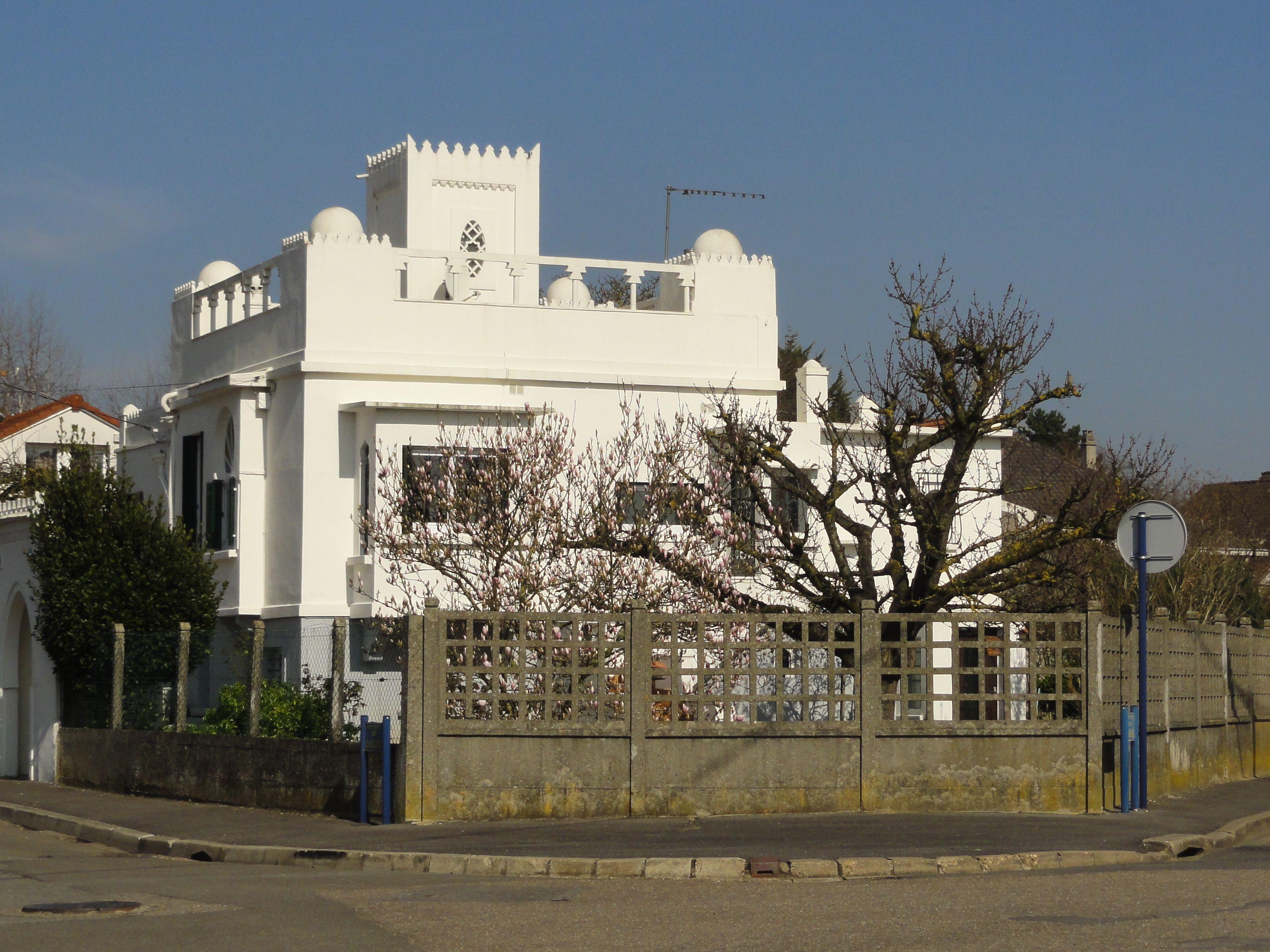
Villa Mauresque au coin de la rue Jean-Charcot et de la rue de la Mardelle.
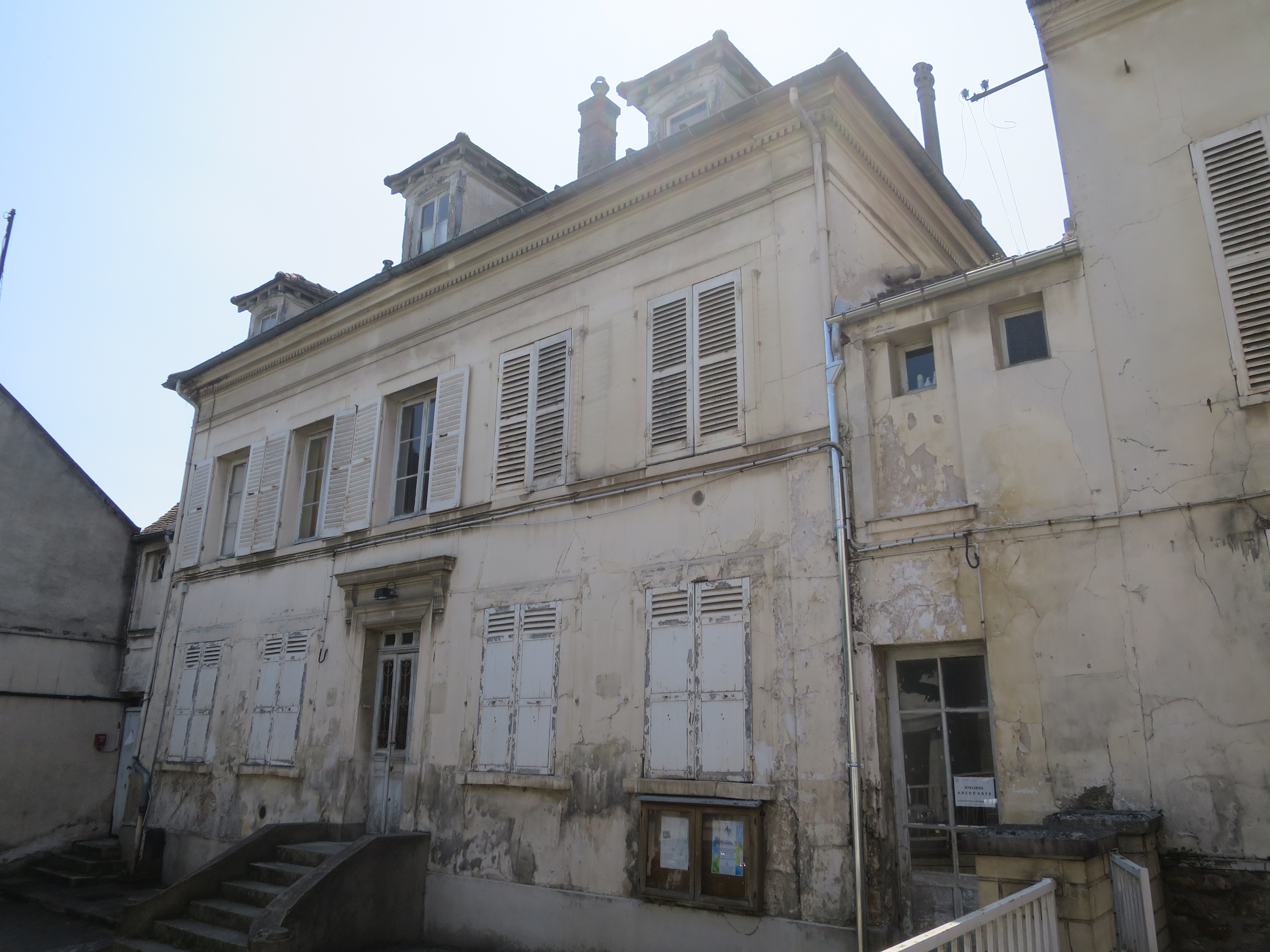
Ancienne école maternelle Thibault-Chabrand au no 13 de la rue.
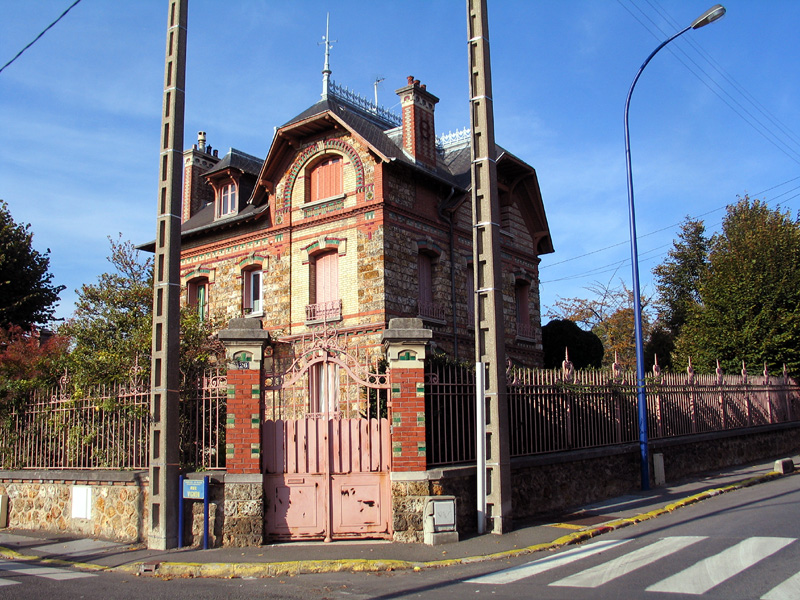
Villa de style 1900 au 26 rue Vignon.

##### XXIesiècle
- Église du Christ-Roi, 40 rue de Saint-Germain. Après une histoire remontant aux années 1930[Note 9] où une chapelle « provisoire » est construite en 1937 sur un terrain acheté par un prêtre, ce « provisoire » durant 63 ans, la chapelle trop délabrée est démolie en 2000 et une église ultra-moderne de 450 places est construite à partir de 2006, orientée à l'ouest, compte tenu de la disposition du terrain et de la voirie publique et son premier culte célébré en 2007 en présence de l'évêque de Pontoise[252]. C'est la sculptrice cormeillaise Françoise Baron[253] qui est l'auteure du chemin de croix[254] en bronze coulé par la fonderie d'art Chapon à Bobigny[255] et installé en 2017 lors de solennités religieuses. Le clocher, dont l'architecte est Bruno Gelis, entièrement financé grâce à une souscription auprès des fidèles, est inauguré le dimanche 26 novembre 2023. Ce symbole fort pour la communauté paroissiale, démontre ainsi son engagement à devenir plus missionnaire. Il est prévu pour contenir trois cloches : la cloche principale est appelée Jehanne, elle provient de l'ancienne chapelle édifiée au même endroit en 1937, mais elle date en réalité de 1762. La paroisse l’a achetée en 1945 au hameau de Rhus dans le Val d’Oise pour la chapelle provisoire ; elle est restaurée en 2023 pour cette nouvelle installation. Une seconde cloche est bénie le 11 juin 2023, baptisée Marie-Elisabeth en hommage à une religieuse fondatrice d'une communauté bénédictine à Cormeilles. Un emplacement est prévu pour l'installation ultérieure d'une troisième cloche[256].

#### Fontaines
- Fontaine Saint-Martin et lavoir du Martray, sentier de la Fontaine-Saint-Martin Est

La fontaine, mentionnée dès 1518, semble être encore plus ancienne, et elle a vraisemblablement motivé l'implantation du premier village. Le lavoir remonte au moins au XVIIIe siècle, puisqu'une réparation est documentée pour l'année 1802. On y accède  par le sentier de la Fontaine Saint-Martin Est, qui descend en impasse à droite du numéro 5 de la rue de Montigny.
- Fontaine et lavoir du Chênet, place Cauchoix (qui donne sur la rue Louis-Gonse, entre les numéros 3 bis et 9)

Dès le début de l'époque moderne, la source est un bien communal. Elle donne naissance au ru de Messeigneurs, ancien affluent de la Seine. René de Longueil (1596-1677), magistrat de l'époque, fait détourner une partie du débit de la source pour alimenter le château de Maisons-Laffitte qu'il fait édifier. En contrepartie, il construit en 1647 un lavoir et un abreuvoir au lieu-dit « le Chesnet ». Celui-ci est détruit lors de l'aménagement de la place Cauchoix, en 1973. Il est projeté la rénovation du site, sa remise en eau et la réhabilitation de la place Cauchoix depuis au moins 2017, mais elles ne sont pas encore réalisées en 2023,. Le projet doit être concrétisé en 2025.

#### Places
- Esplanade Émy-les-Prés[Note 10]

Sur le côté du gymnase, entre le 30 et le 40 de la rue Émy-les-Prés, cette esplanade non bitumée ni empierrée, en partie enherbée, située au pied du front de taille de la carrière (naturellement revégétalisé) abandonné depuis les années 1930, peut accueillir cirques et fêtes foraines de passage et est le lieu du traditionnel feu d'artifice du 14 juillet.
- Esplanade Ferrier

Un ancien maire a donné son nom à cette grande esplanade (116 × 65 mètres), construite en 2014, œuvre de l'architecte-urbaniste Benjamin Fleury et qui est au centre de plusieurs équipements publics : théâtre, piscine, terrain multisports, école de musique et de danse, complexe sportif. Elle est située rue de Saint-Germain face aux Studios240, entre le théâtre du Cormier et le complexe sportif Léo-Tavarez. Deux espaces sont conçus pour accueillir des événements tels que la fête de la musique ou la retransmission d'événements sportifs. Son éclairage, mats et lumières, anime l'espace.

#### Sculptures
- Buste de Louis Daguerre : visible à l'entrée du square Daguerre, situé au flanc sud de l'église Saint-Martin. C'est une sculpture en bronze due au sculpteur Charles-Romain Capellaro (1826-1899) érigée sur un piédestal en pierre de M. Alfred Leclerc, architecte en chef du château de Versailles. Inauguré le 26 août 1883 grâce à une souscription internationale, le buste est retiré en 1942 sous l'occupation allemande pour être fondu. Il est remis en place en 1957 à l'occasion des 170 ans de la naissance de Daguerre. Pour les 230 ans, le buste est restauré à l'initiative des Musées Réunis et inauguré le 23 septembre 2017 par Yannick Boëdec, maire, au cours d'une reconstitution en costumes d'époque de la première inauguration (1883)[262],[263].
- Monument aux morts, place du Onze-Novembre : sculpture en bronze dite "La Gloire" par Albert Bartholomé (1848-1928) et inaugurée en 1921. L'artiste s'est servi d'une de ses précédentes œuvres dont le plâtre original (1912) est conservé au Musée d'Orsay, modèle d'une des sculptures du groupe élevé en 1912 au Panthéon pour le monument à Jean-Jacques Rousseau[264],[265].
- La plaque du monument aux morts de Damiette[266], ville d'Algérie autrefois jumelée à Cormeilles (voir plus haut), installée à cette époque-là dans la mairie de Damiette, est rapatriée à Cormeilles après l'indépendance de l'Algérie. Cette plaque se trouve dans le hall de l'ancienne mairie de Cormeilles, depuis le 30 juin 1963. Le bas-relief en marbre est l'œuvre en 1920 du sculpteur Joseph Riolo d'Alger. Il rend hommage aux combattants français et algériens morts pour la France pendant les deux guerres mondiales et résidant à Damiette[267]
- Buste du général de Gaulle situé sur la petite place Charles-de-Gaulle, à gauche de la façade de l'ancienne mairie, dos au mur ouest du château Lamazière, face au 24 bis rue Thibault-Chabrand.
- Jeunesse, sculpture de Raymond Réal Pedretti (1905-1968) qui se trouve devant la salle des fêtes, entre le 30 et le 40 de la rue Émy-les-Prés, offerte par le sculpteur à la ville.
- Les lutteurs, sculpture en bronze de Gérard Ramon (1935-2021), située devant le gymnase Léo-Tavarez, au 129 rue de Saint-Germain[268],[269].

Sculptures présentes à Cormeilles-en-Parisis
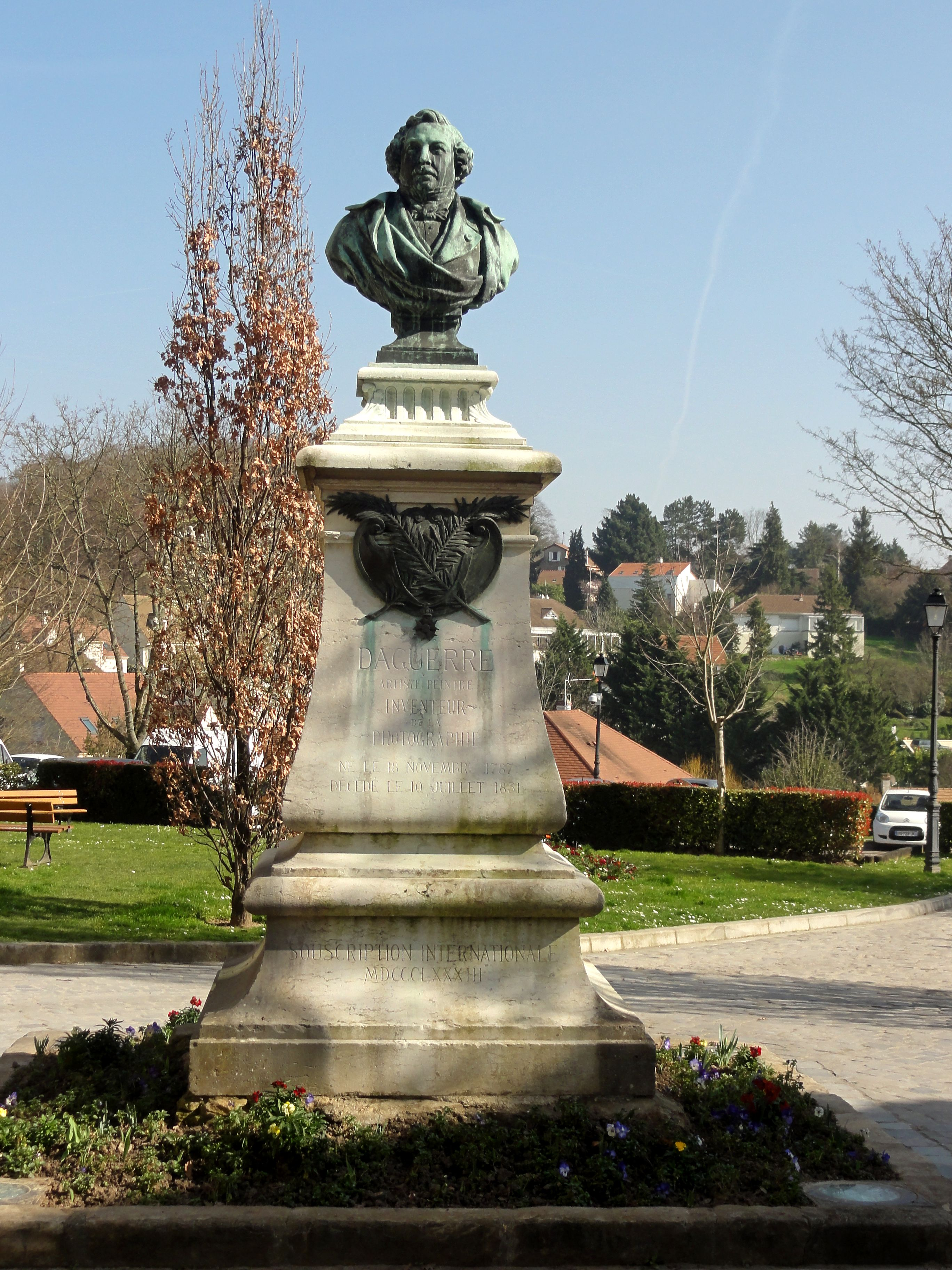
C.-R. Capellaro Daguerre, buste en bronze sur piédestal en pierre.
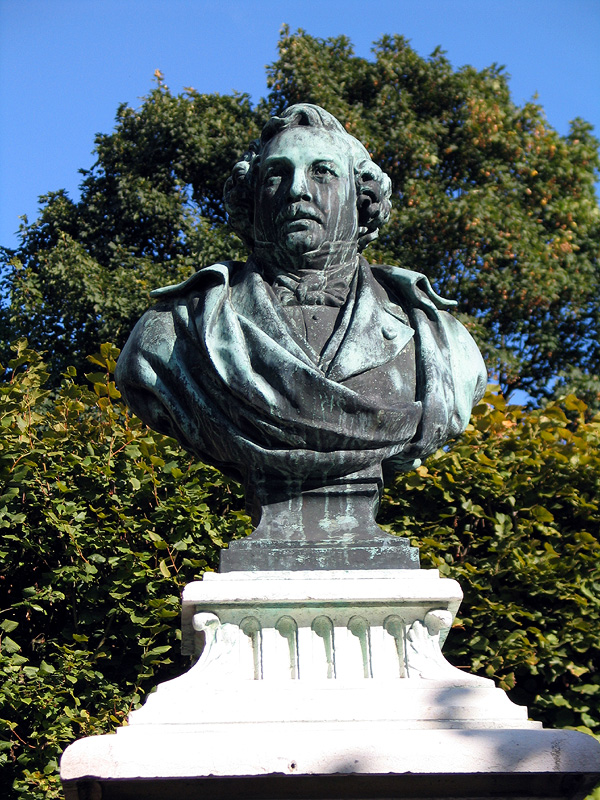
Le même buste en gros plan.
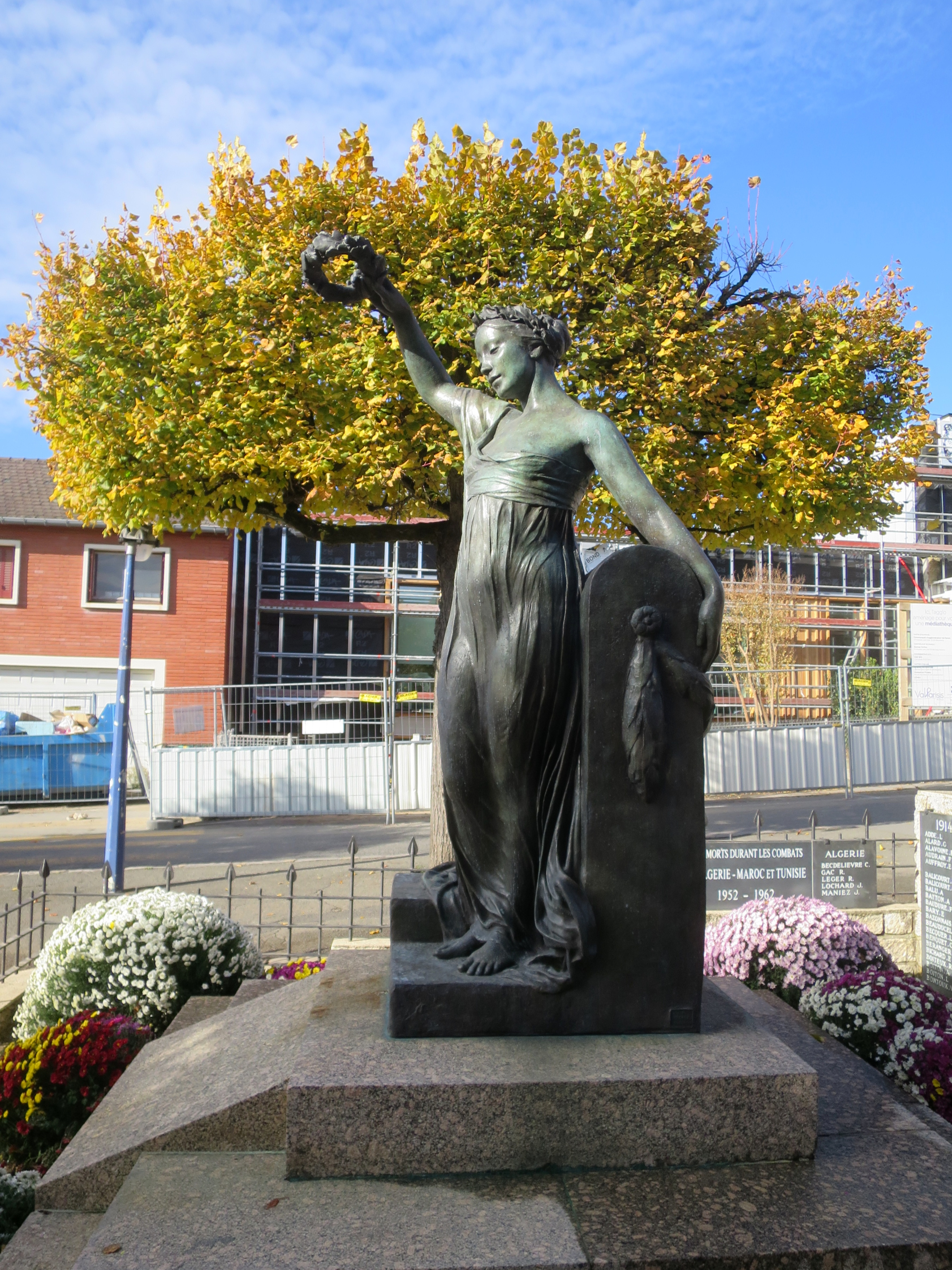
Albert Bartholomé La Gloire, monument aux morts.
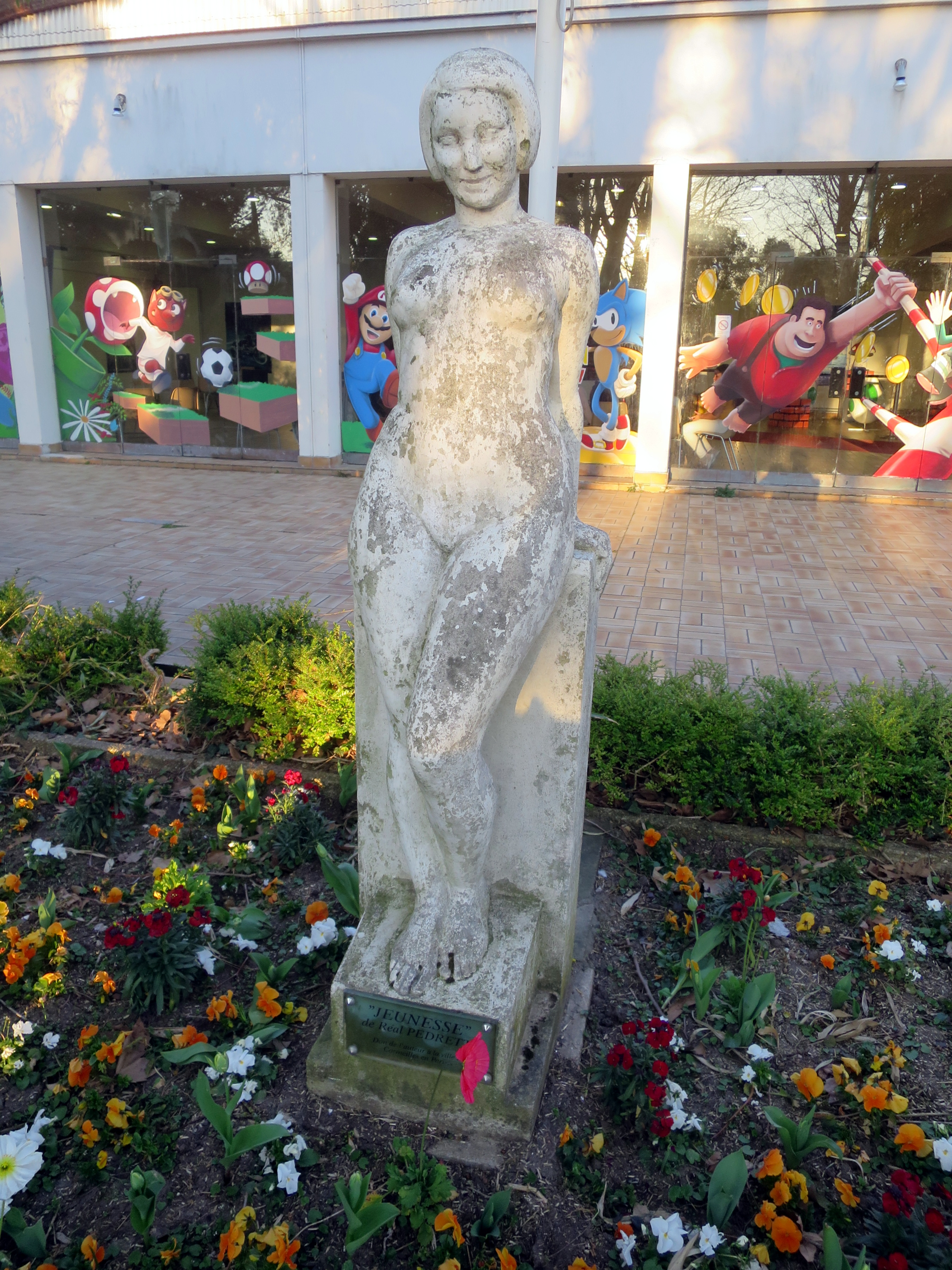
Raymond Réal Pedretti Jeunesse, sculpture de pierre.

#### Stèles commémoratives
- Stèle commémorative de l'exécution le 25 août 1944 de Pierre Riera et Henri Christy par les Nazis, sur le lieu des faits, au 81 rue de Saint-Germain[270].
- Stèle commémorative du Commandant Kieffer dans l'angle est du carrefour entre les rues de Franconville, Louis Gonse, Mauberger et du commandant Kieffer, rue où il habite au numéro 30 de 1951 à son décès en 1962. Cette stèle rappelle son rôle à la Libération. Elle est inaugurée le 31 mai 1986 puis rénovée et déplacée 30 ans plus tard, au tout début de cette rue lors d'une cérémonie publique le 19 novembre 2016 en présence de Léon Gautier ancien des Commandos Kieffer qui a alors 94 ans[271],[272],[273]. À l'occasion du 60e anniversaire de sa disparition, en novembre 2022, une plaque est apposée au cours d'une cérémonie publique sur le mur de sa maison : « Ici vécut Philippe Kieffer de 1951 à 1962, Compagnon de la libération, 1899-1962 Créateur des commandos Marine » (avec en dessous, horizontalement, le dessin d'un poignard des commandos tel que représenté sur l'insigne des bérets verts) ; puis des gerbes de fleurs sont déposées au pied de la stèle en son honneur au début de la rue et une conférence est donnée l'après-midi aux Studios 240 par Benjamin Massieu de l'Université de Caen, spécialiste de l'histoire militaire de la France libre et de la Libération, et qui a publié des ouvrages remarqués sur Philippe Kieffer, l'un en 2013[274] et l'autre en 2020[275]. Cette cérémonie vient couronner les manifestations de ce 60e anniversaire, commencées début novembre avec l'exposition sur le Commandant Kieffer et son commando à la galerie Lamazière[276].
- Stèle commémorative de Claude Weber, au sud-est de la place qui porte son nom, à l'angle des rues de Reims et du Général Sarrail[277]. Tout au long de sa vie très dévoué à sa commune, cette stèle lui rend hommage. Elle est située à deux pas de la maison du Parti communiste de Cormeilles située au 3 rue de Nancy et à la construction de laquelle il a contribué de ses mains[278].

### Personnalités liées à la commune
Elles y sont liées soit parce qu'elles y sont nées, ou qu'elles y sont décédées soit qu'elles y ont vécu une partie de leur vie, en y habitant ou en y séjournant.

L'ordre dans lequel elles sont citées est l'ordre chronologique de leur année de naissance.

#### Personnalités scientifiques
- Guy Patin (1601-1672), célèbre médecin de son époque, y avait une maison de campagne qu'il tenait de ses beaux-parents, au 2 rue de la Vallée aux Vaches[d 7], au coin de la rue qui porte son nom maintenant au nord de Cormeilles, qu'il appréciait beaucoup et dont il a abondamment parlé dans sa correspondance[279]. Son mérite tient moins à ses qualités médicales, car sa vision de la médecine du XVIIe siècle est très traditionnelle, qu'à son rôle d'épistolier dont la très volumineuse correspondance donne de précieux renseignements sur son époque dans toutes sortes de domaines[a 5]. Son fils Robert Patin[280], lui aussi médecin célèbre en son temps, est mort à Cormeilles le 1er juin 1670 et inhumé dans l'église de Cormeilles comme son autre fils François[d 8].
- Robert-Aglaé Cauchoix (1776-1845), opticien. Une petite place, où se trouvent la fontaine et le lavoir du Chenêt, entre le 3 bis et le 9 de la rue Louis-Gonse porte son nom.
- Nathalie A. Desjatova-Shostenko (Nathalie Roussine) (de), (1889-1968), botaniste, est décédée à Cormeilles-en-Parisis. Elle apporte d'importantes contributions à la description de nouvelles espèces botaniques. Elle est chargée de recherches au laboratoire de botanique de la faculté des sciences de Montpellier, sous la direction de Louis Emberger[281] et, à partir de 1946, avec Josias Braun-Blanquet[282]. Sa grande discrétion rend difficile, même aux chercheurs, l'accès à sa biographie et à son oeuvre[283],[284].

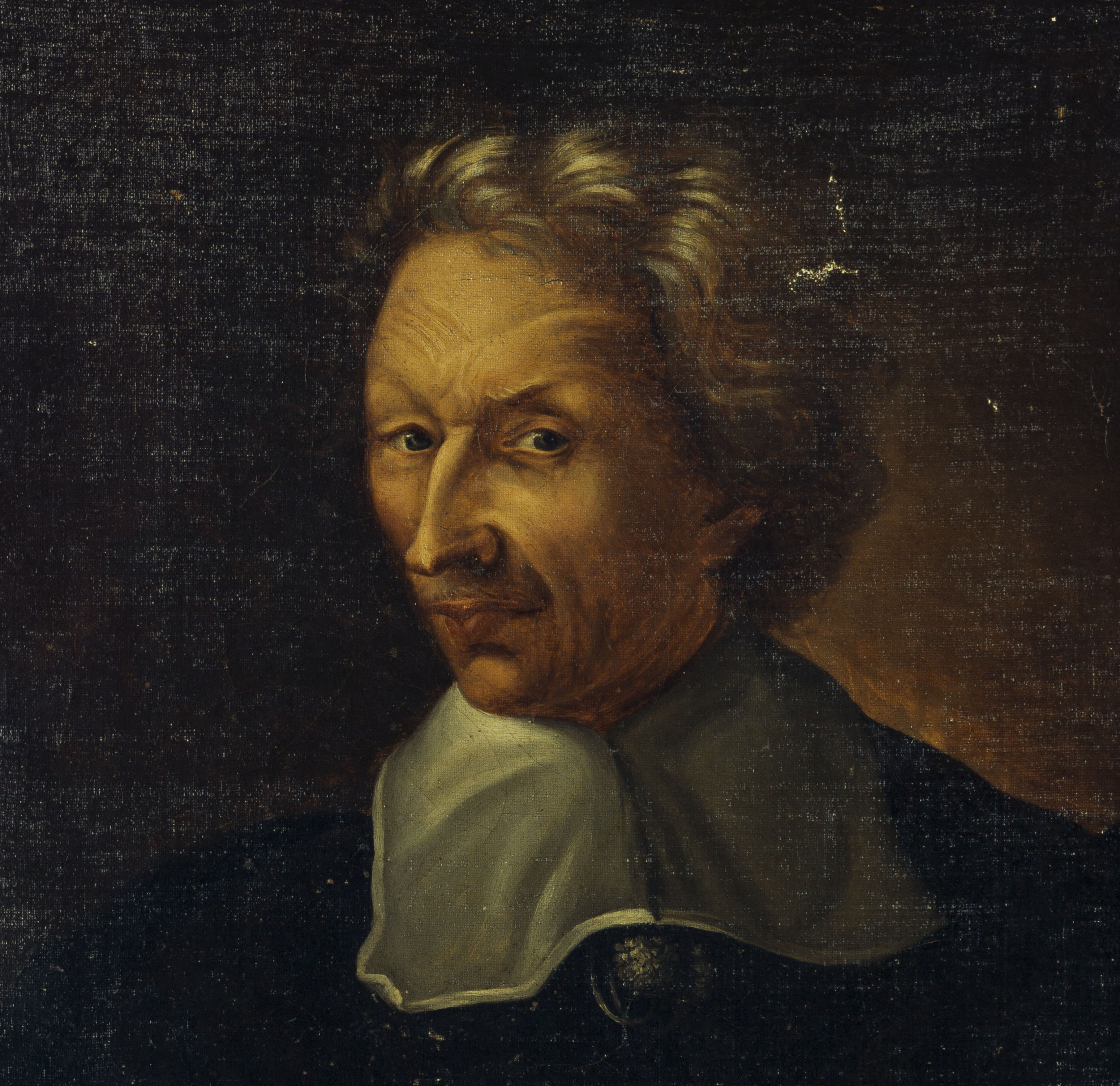
Guy Patin Portrait après 1722

#### Personnalités du monde des arts et de la littérature
- l'abbé Claude-Louis Fourmont (1703-1780), orientaliste, y est né.
- François-Adrien Boïeldieu (1775-1834), compositeur, compose La Dame blanche en 1825 à Cormeilles. Une rue porte son nom à Cormeilles.
- Jacques Daguerre, né le 18 novembre 1787 à Cormeilles-en-Parisis (Grande-Rue, actuelle rue Gabriel-Péri au no 105, une plaque le rappelle[285]) et décédé le 10 juillet 1851 à l'âge de 63 ans à Bry-sur-Marne. Artiste peintre, décorateur de théâtre et d'opéra, créateur du Diorama, il est le co-inventeur avec Nicéphore Niépce en 1827 d'un premier procédé photographique que Daguerre perfectionne après la mort de Niépce. Il invente le daguerréotype qu'il rend public en 1839. Une rue ainsi que le premier collège public de la ville, ouvert en 1972, portent son nom.
- Adolphe Nourrit (1802-1839), ténor français, librettiste, de très grande renommée dans toute l'Europe à son époque, habite Cormeilles avec son épouse et ses sept enfants à partir d'environ 1825 jusqu'en 1838, rue de Sannois, aujourd'hui rue du Commandant Kieffer. Il participe activement à la vie communale : tous les ans il fait célébrer la fête patronale[Note 11] « par une messe à grand orchestre […], une grande partie des chanteurs et musiciens de l'académie royale de musique s'empressent annuellement à concourir à la pompe de cette cérémonie qui se termine toujours par une quête abondante en faveur des pauvres de Cormeilles-en-Parisis. »[286]. Cormeilles honore sa mémoire en donnant son nom à l'une de ses rues, mais rue qu'elle débaptise en 1945 pour désormais l'avenue de la Libération, mais on retrouve écrit ce nom d'Aldolphe Nourrit dans quantité de cartes postales anciennes de Cormeilles[287].
- Henri Cazalis (1840-1909), médecin et poète parnassien connu sous le nom de Jean Lahor, y est né, Grande-Rue, actuelle rue Gabriel-Péri. Un espace communal situé au 11 rue du Fort destiné au service des personnes âgées porte son nom.
- Louis Gonse (1846-1921), rédacteur en chef de la Gazette des beaux-arts, collectionneur d'art, spécialiste de l'art japonais, maire de Cormeilles durant 27 ans entre 1892 et 1919 (avec une interruption d'une année en 1899-1900) habite Cormeilles, rue de Franconville et y est enterré. Une rue de Cormeilles porte son nom dans le haut du village. Son frère le général Charles-Arthur Gonse, tristement célèbre pour son inaction coupable[Note 12] lors de l'Affaire Dreyfus, est lui aussi mort à Cormeilles.
- Georges Daressy (1864-1938), égyptologue et conservateur de musée, habite Cormeilles avec son épouse, après son retour d'Égypte à partir de 1923 et jusqu'à sa mort. C'est dans sa maison de la rue du Martray qu'il écrit son Atlas archéologique de l'Égypte[162],[288]. Une rue porte son nom dans le nouveau quartier des Bois Rochefort.
- Louis Hayet (1864-1940), peintre néo-impressionniste, est décédé à Cormeilles. Le deuxième collège de la ville, construit en 2003, porte son nom.
- Paul Guadet (1873-1931), architecte, habite la Villa Suzanne en 1912, cette imposante maison Art nouveau du 4 rue de Saint-Germain.
- Pierre Monteux (1875-1964), chef d'orchestre, y a habité, rue Neuve, actuelle rue Jean-Jaurès.
- Yvonne Duttile (1883-1979), sculptrice élève de Rodin, y a habité. En 1977, elle a fait don à la Ville de Cormeilles de Baigneuse ou Jeune Fille au miroir exposée aux Musées Réunis de Cormeilles-en-Parisis jusqu'à leur fermeture en 2022[289]. L'association du musée du Plâtre, qui n'a plus de locaux à Cormeilles depuis fin 2022, conserve trois autres sculptures : Fille des Bois, Jeune Homme yougoslave et Buste de femme, ainsi que des pastels de l'artiste.
- Marina Scriabine (1911-1998), musicologue, musicienne et fille d'Alexandre Scriabine y habite et y décède.
- Eddie Constantine (1917-1993), acteur et chanteur, y habite vers 1952, villa Chante Bise, route Stratégique, dans une maison située en face de la rue Paul-Bloch. Cette maison est détruite en 1999.
- Jean Raymond (1919-2011), humoriste et chansonnier, y habite, rue de Montigny.
- Georges Cziffra (1921-1994), pianiste virtuose, y habite, 8 rue de Montigny dans la villa Le Paradou.
- Madeleine Foisil (1925-2016), historienne française, spécialiste de l'époque moderne, y est morte. Elle consacre l'essentiel de ses travaux aux révoltes populaires du XVIIe siècle et aux écrits du for privé, principalement en Normandie.
- Bernard Musson (1925-2010), acteur français ayant plus de 250 films à son actif, y est né.
- Jürg Kreienbühl (1932-2007), peintre, y a habité, avec son épouse Suzanne Lopata et leur fils Stéphane Belzère, rue Gabriel-Péri et y est décédé.
- Henri Suhamy (1932-), universitaire français, professeur émérite à Paris X-Nanterre et dont les recherches et publications portent essentiellement sur William Shakespeare et Walter Scott, y habite.
- Adam Nidzgorski (1933-2025), peintre français d'origine polonaise y est né.
- Michel Delpech (1946-2016), chanteur et compositeur, y passe son adolescence, ses parents habitant rue de la Paix dans le quartier du Val d'Or.
- Stéphane Belzère (1963-), artiste peintre franco-suisse, y passe son enfance, dans l'atelier de ses parents les peintres Jürg Kreienbühl et Suzanne Lopata[290]. Il est l'auteur du Diorama de Cormeilles exposé aux Musées Réunis de Cormeilles-en-Parisis en 2017.
- Emmanuel Marre (1980-), réalisateur français[291], est né à Cormeilles-en-Parisis.

Personnalités des arts et des lettres liées à Cormeilles-en-Parisis
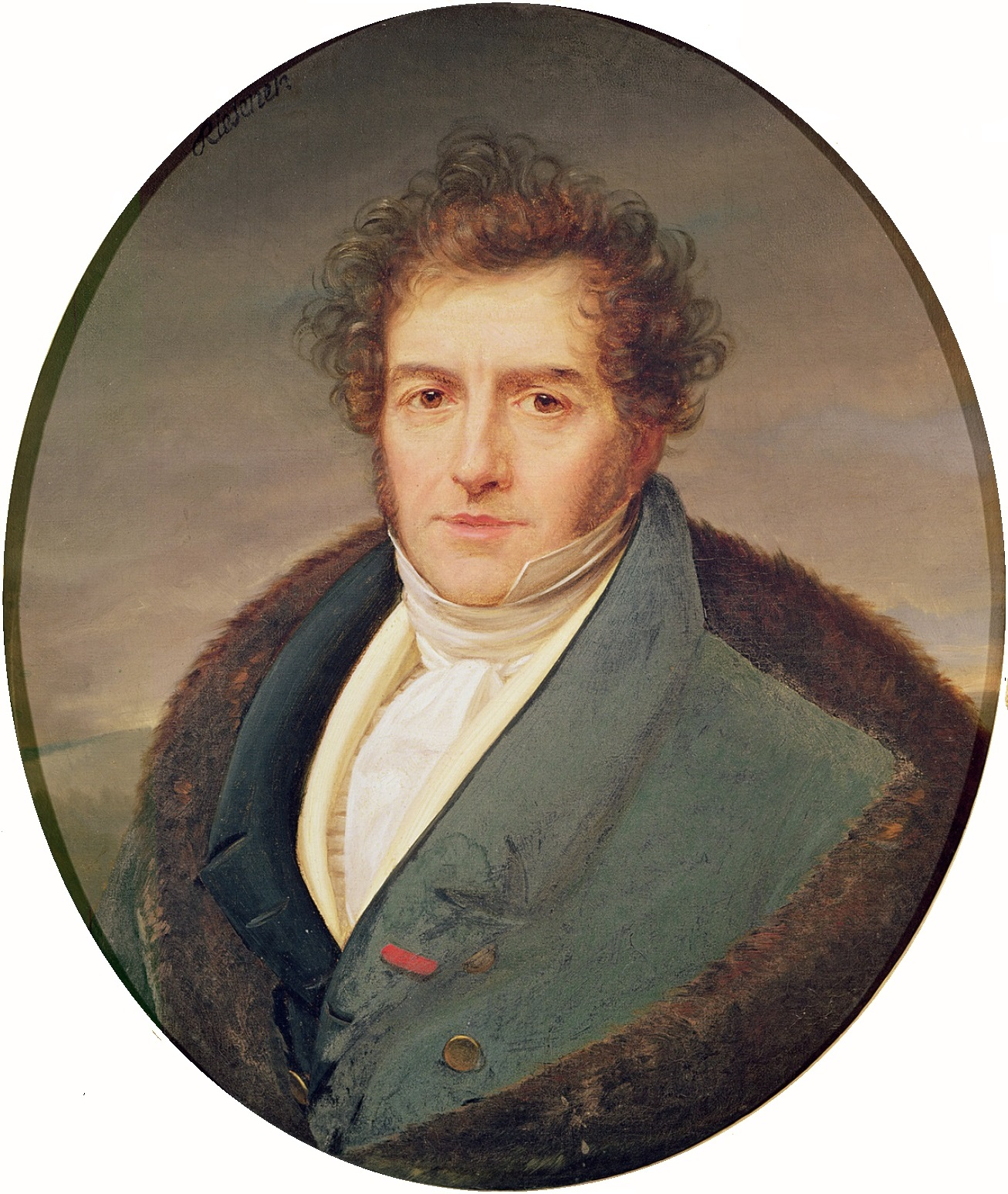
F.-A. Boieldieu Portrait s.d. XIXe siècle
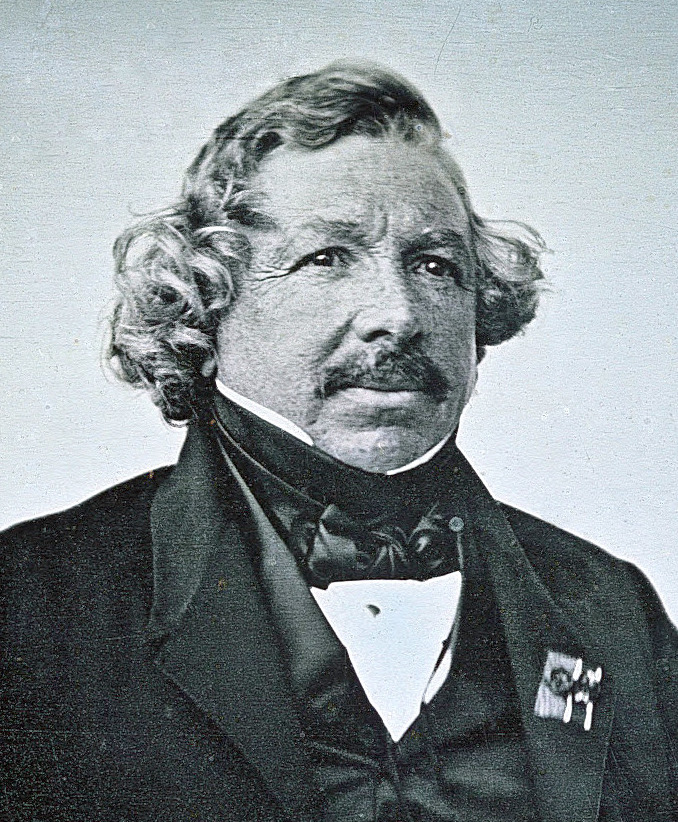
Louis Daguerre Daguerréotype de 1844
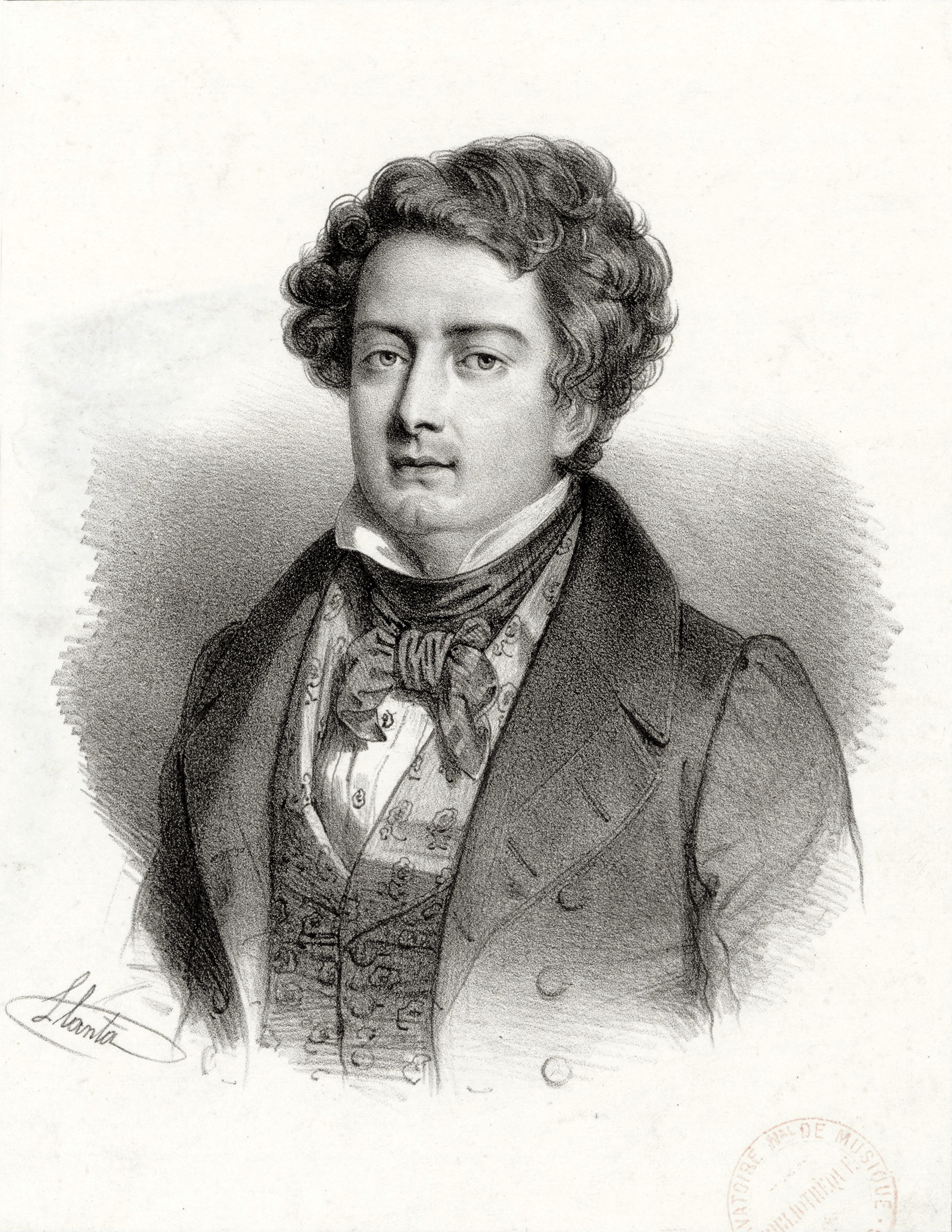
Adolphe Nourrit Lithographie de 1830
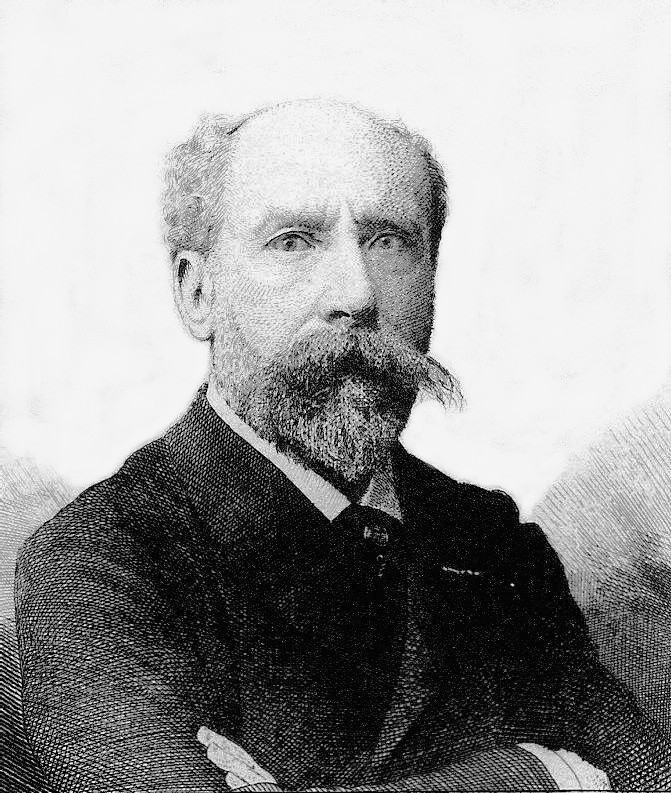
Henri Cazalis Gravure de 1906 (?)
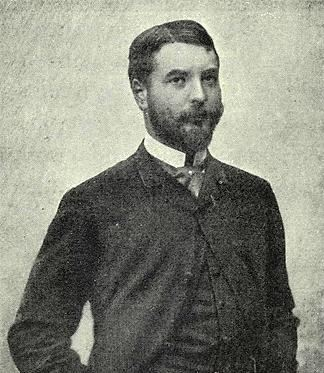
Louis Gonse avant 1900
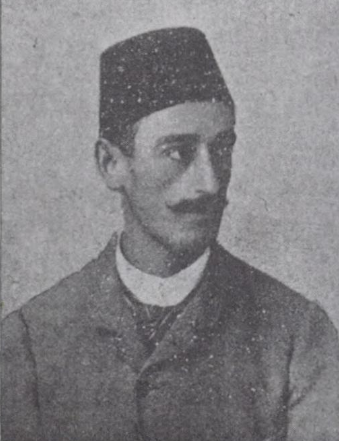
Georges Daressy avant 1902
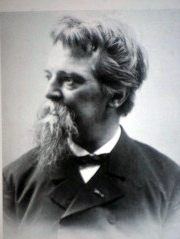
Louis Hayet avant 1910
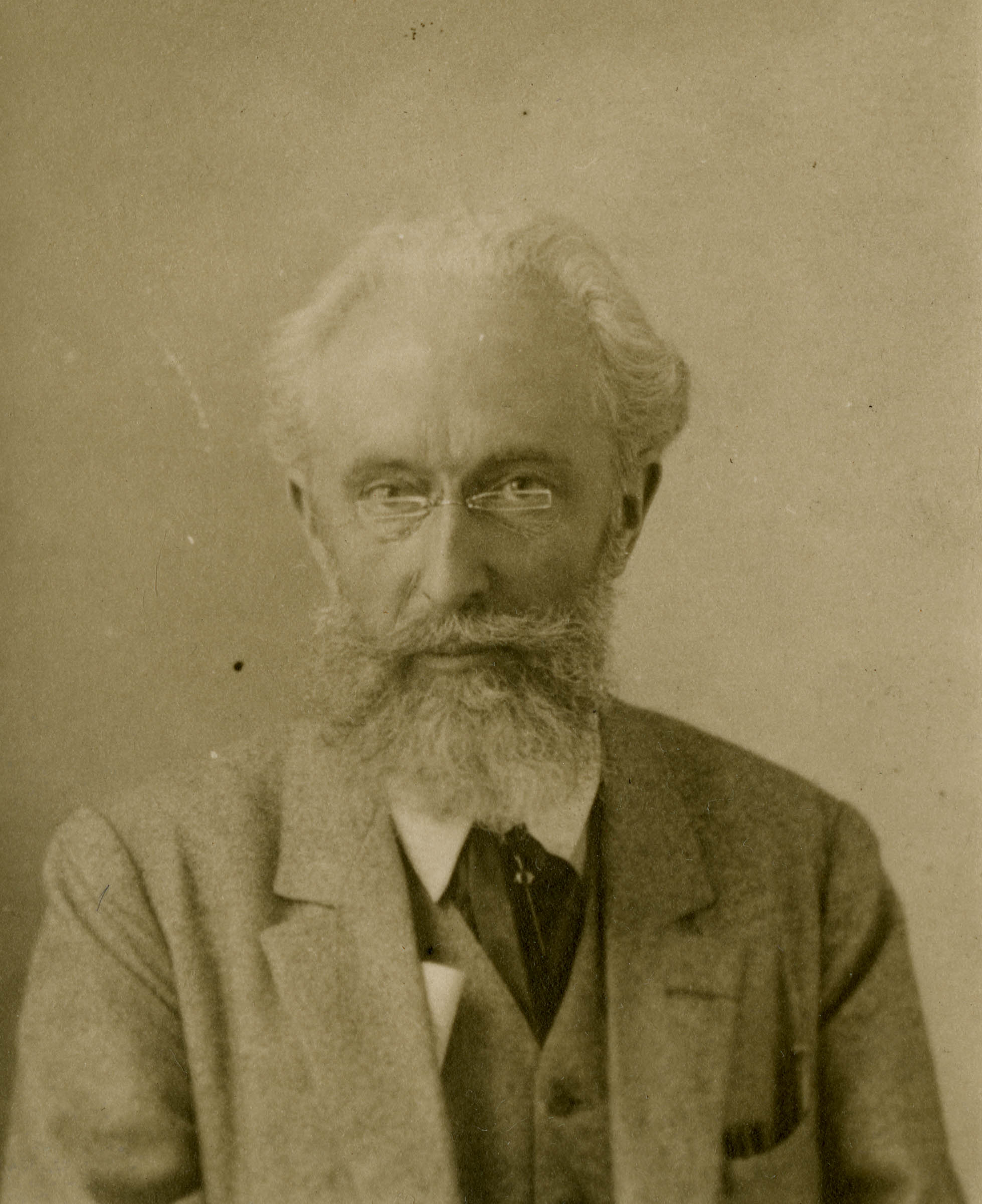
Paul Guadet avant 1909

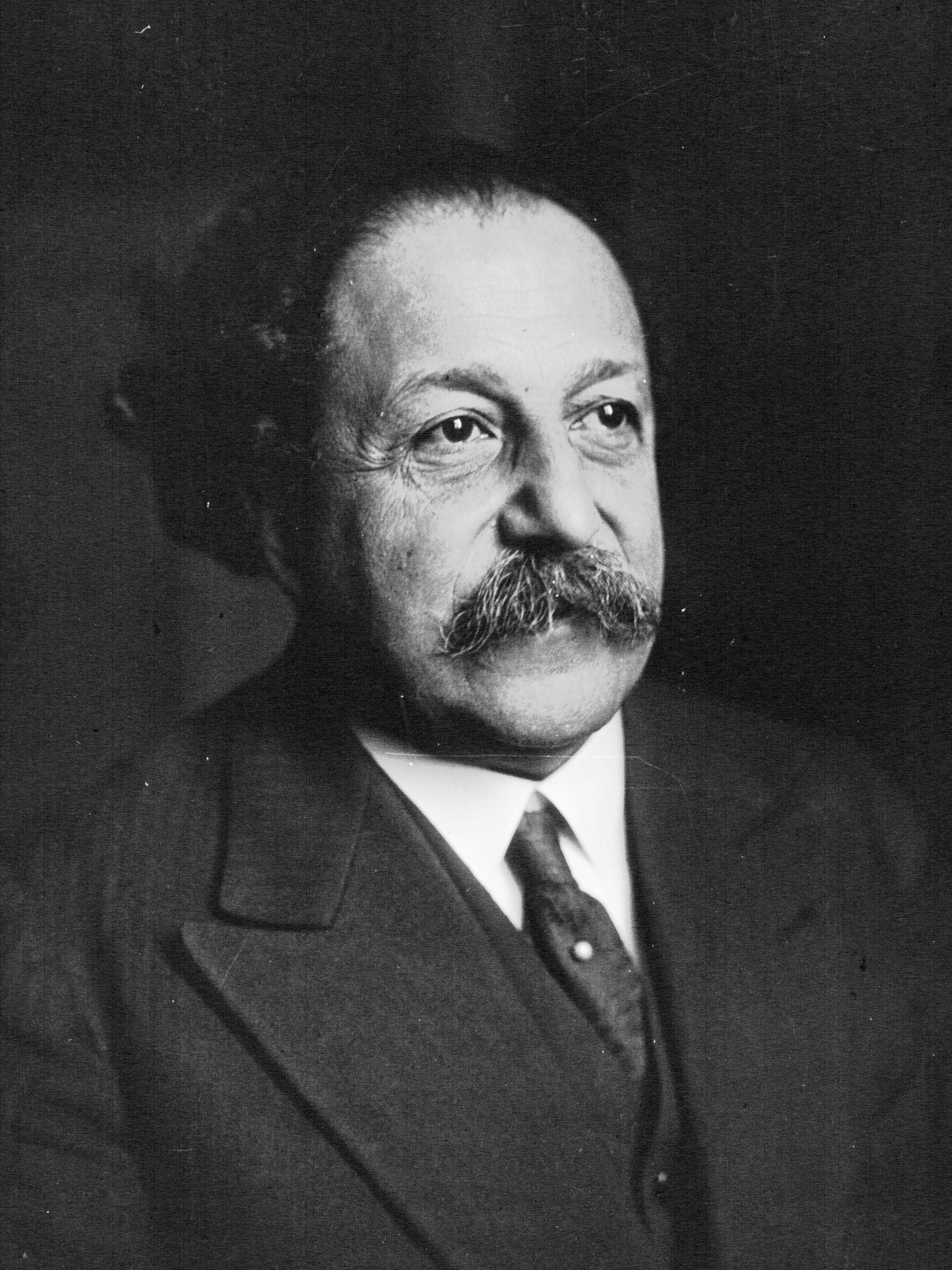
Pierre Monteux en 1933
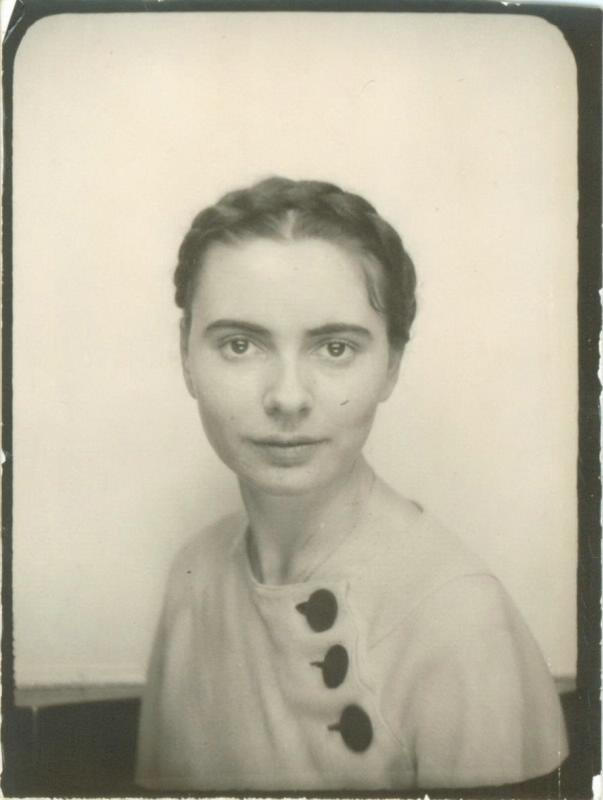
Marina Scriabine vers 1930
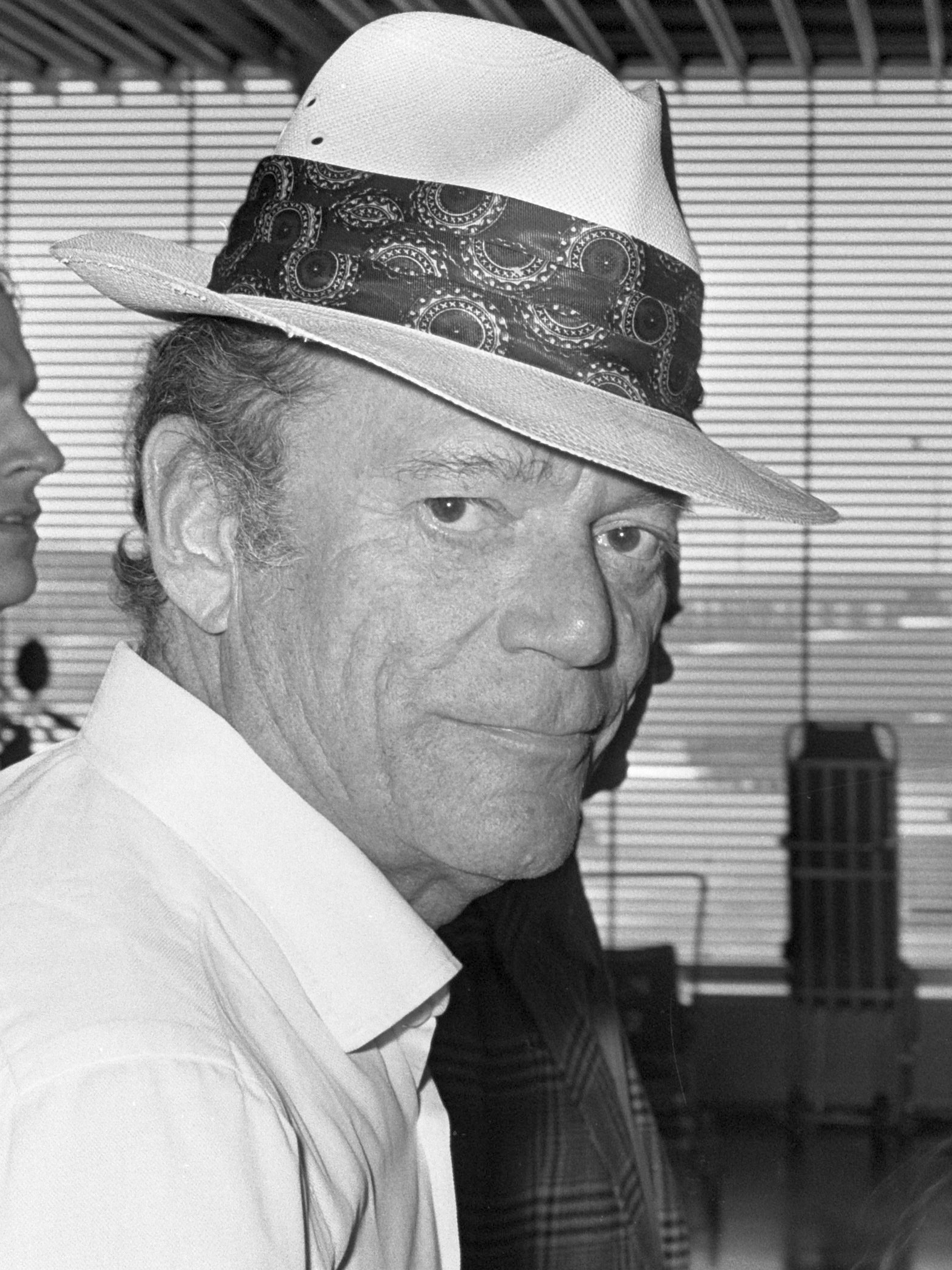
Eddie Constantine en 1972
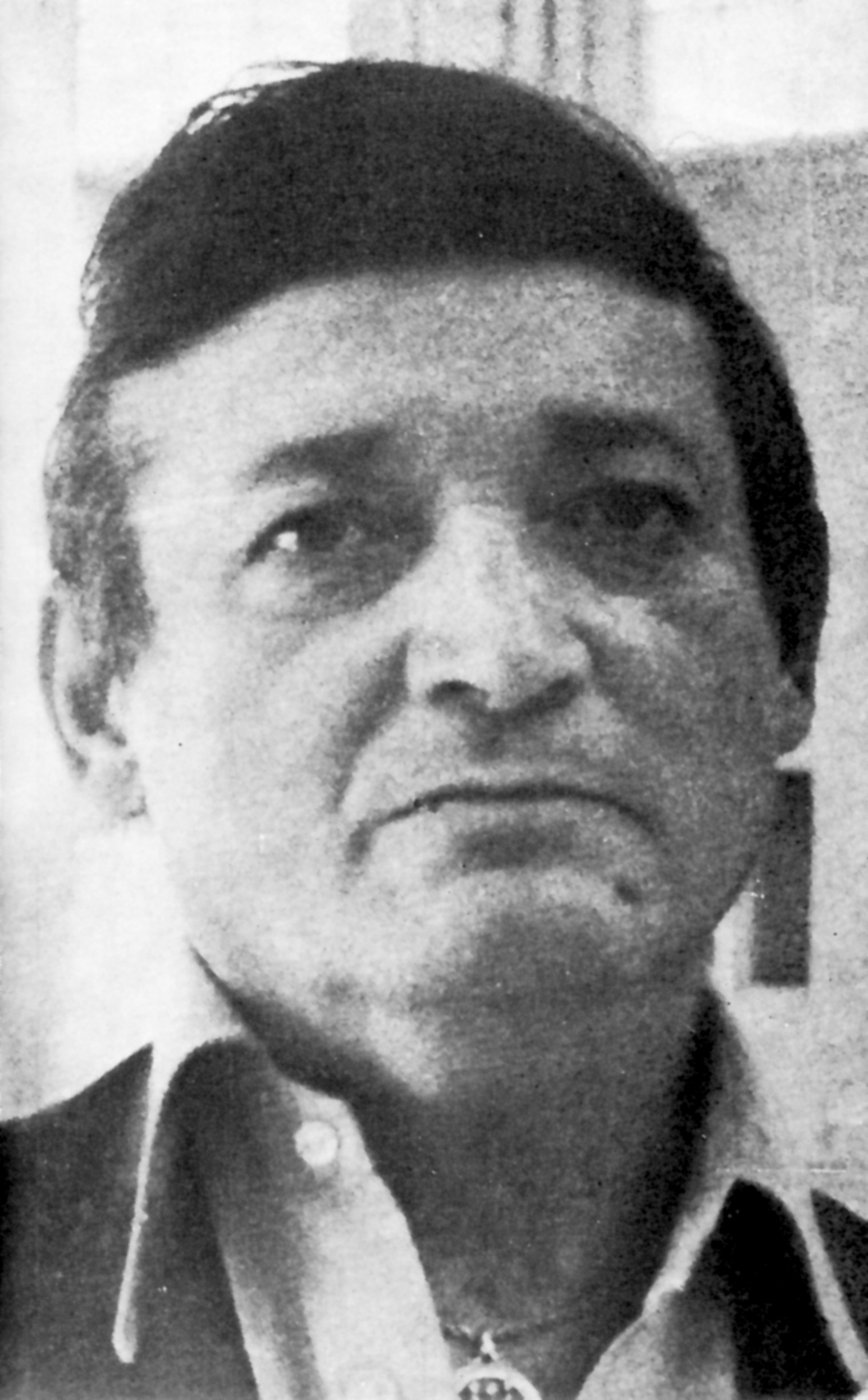
Georges Cziffra avant 1977
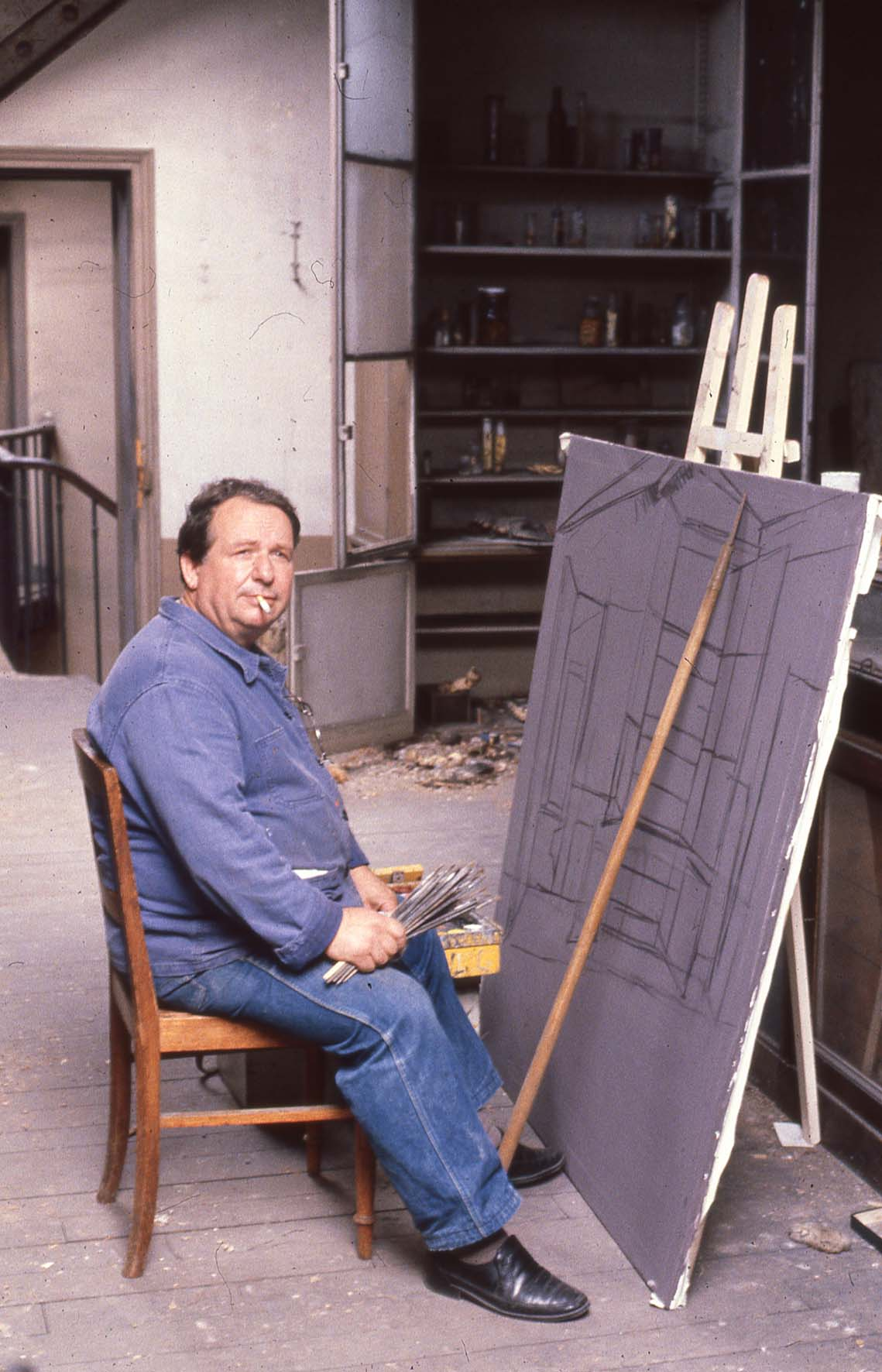
Jürg Kreienbühl en 1983
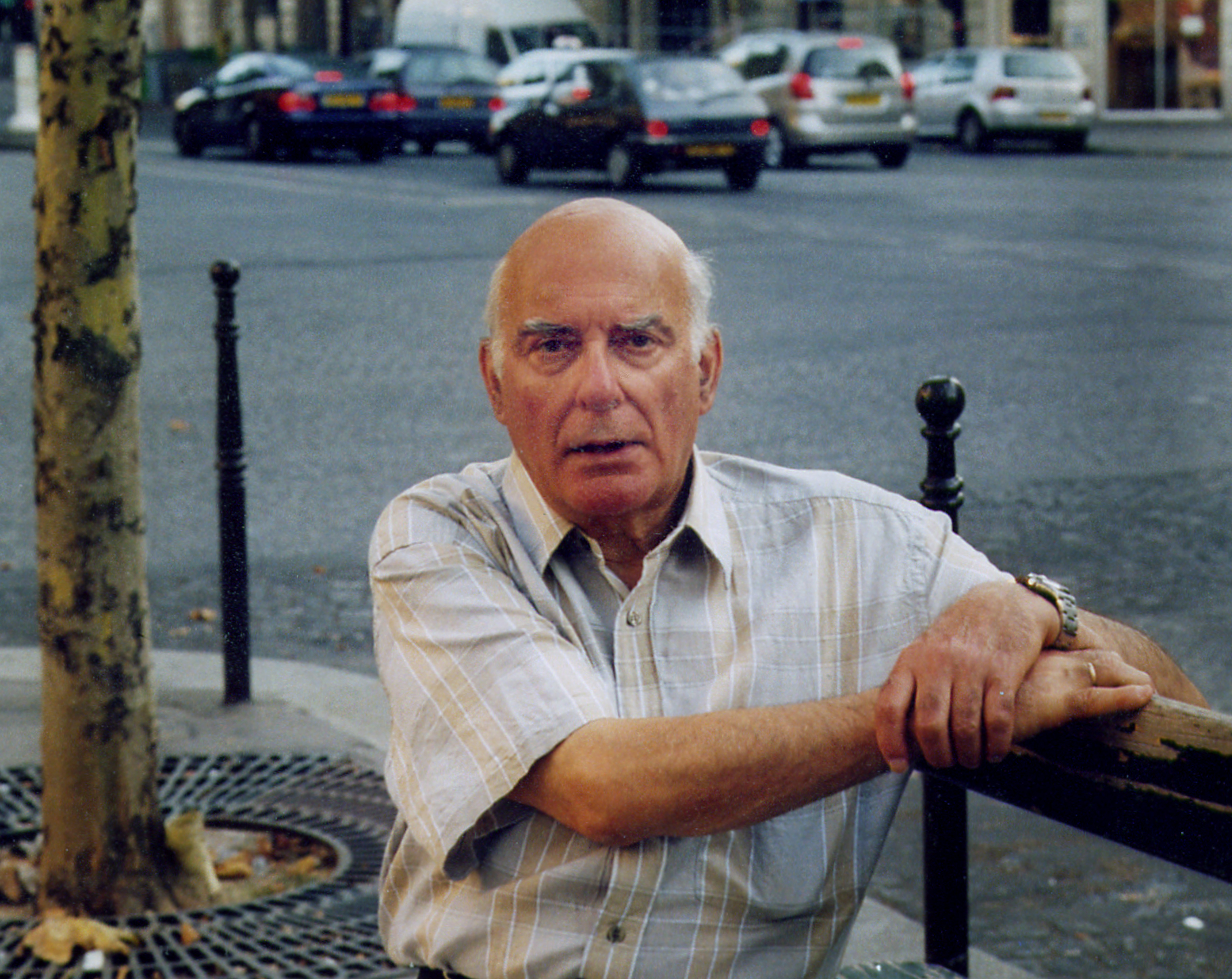
Henri Suhamy en 2009
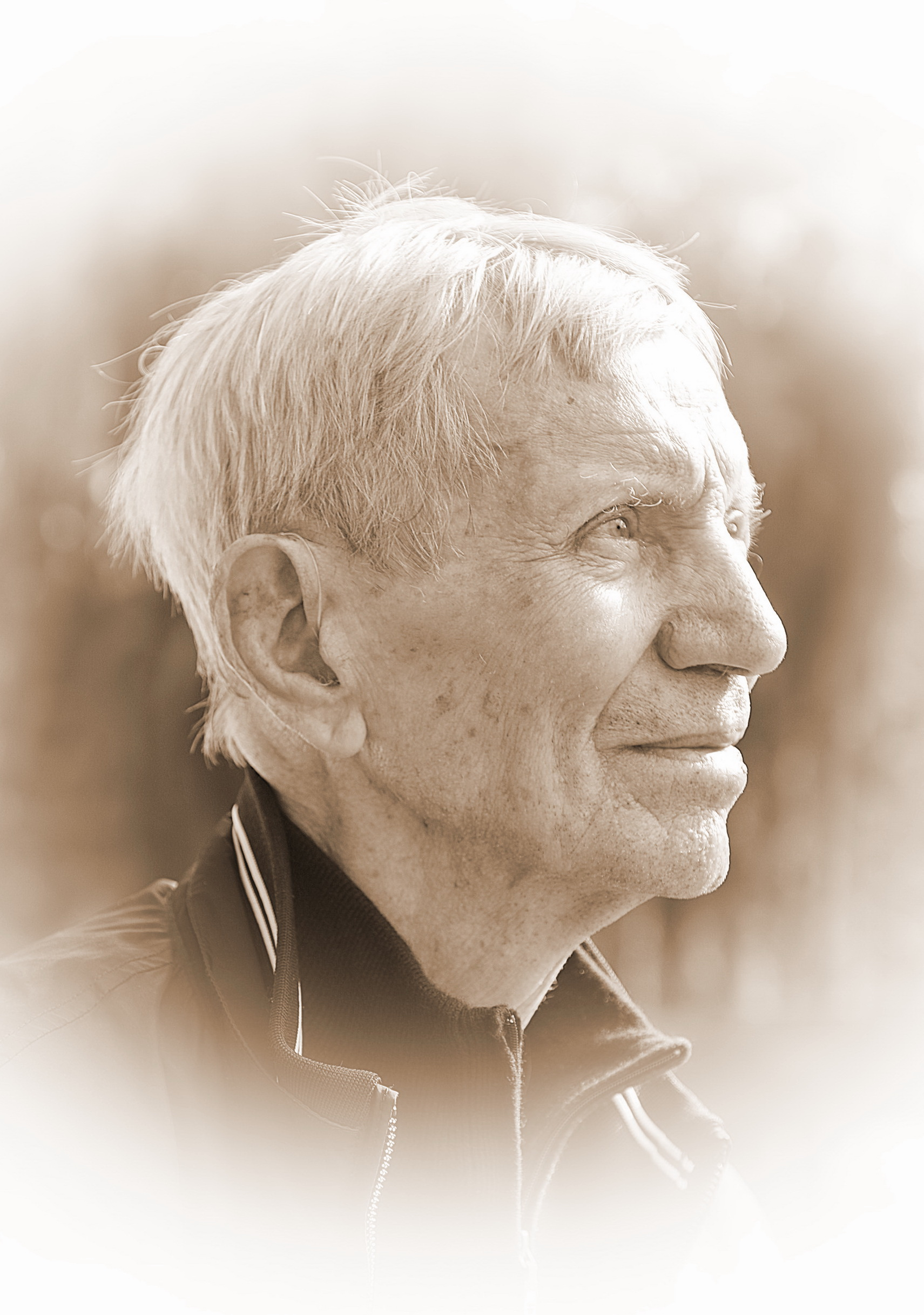
Adam Nidzgorski Photo s.d.
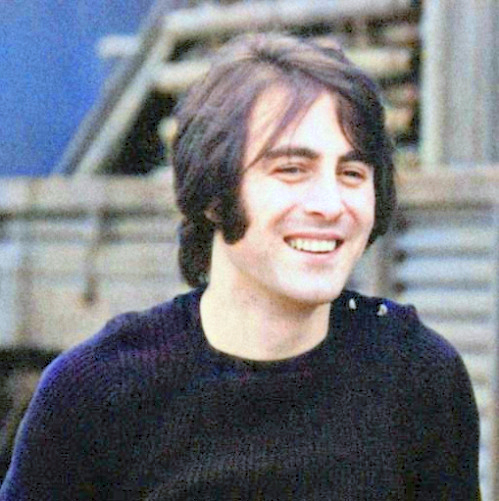
Michel Delpech en 1970

#### Personnalités du monde sportif
- Leonard Tavarez (1938-1991), champion du monde de boxe catégorie des poids légers (17 novembre 1969) y crée le club de boxe anglaise en 1976[292]. Le complexe sportif du sud de Cormeilles, 129 rue de Saint-Germain inauguré en 2001 porte son nom.
- Daniel Dubail (1943-2005), catcheur professionnel surnommé le Petit Prince, a résidé 10 ans à Cormeilles-en-Parisis.
- Stéphane Diagana (1968-), champion du monde du 400 m haies, vit à Cormeilles où il commence l'athlétisme et y fait une partie de sa carrière (1979 à 1986).
- Grégory Proment (1978-), footballeur, y est né.
- Boris Diaw (1982-), basketteur, y est né. Il joue en NBA de 2003 à 2017.
- Jean Calvé (1984-), footballeur, y est né.
- Mathieu Lorée (1987-), joueur international algérien de rugby à XV qui évolue au poste de demi de mêlée au sein de l'effectif du Stade niçois rugby, y est né.
- Olivier Klemenczak, (1996 -), joueur français de rugby à XV qui évolue au poste de centre, y est né.
- Julien Pereira (1997-) et Antoine Adjaoud sont médaillés de bronze aux championnats de France seniors en 2015 de ju-jitsu duo système, vice-champions du monde juniors de ju-jitsu en duo show en 2016 et vice-champions de France seniors en 2014, 2016 et 2017. Ils s'entraînent au "Judo Ju-Jitsu Club de Cormeilles"[293].
- Sabrina Ouihaddadene (1998-), karaté championne de France de sa catégorie (-55 kg) 2018 y habite[294].
- Cléo Hamon (2001-), patineuse artistique, championne de France en couple avec Denys Strekalin en 2020 et 2021 y est née[295].

Personnalités du monde sportif liées à Cormeilles-en-Parisis
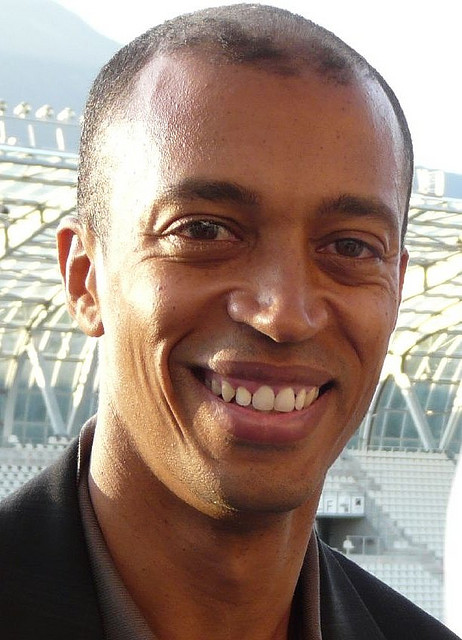
Stéphane Diagana en 2008.
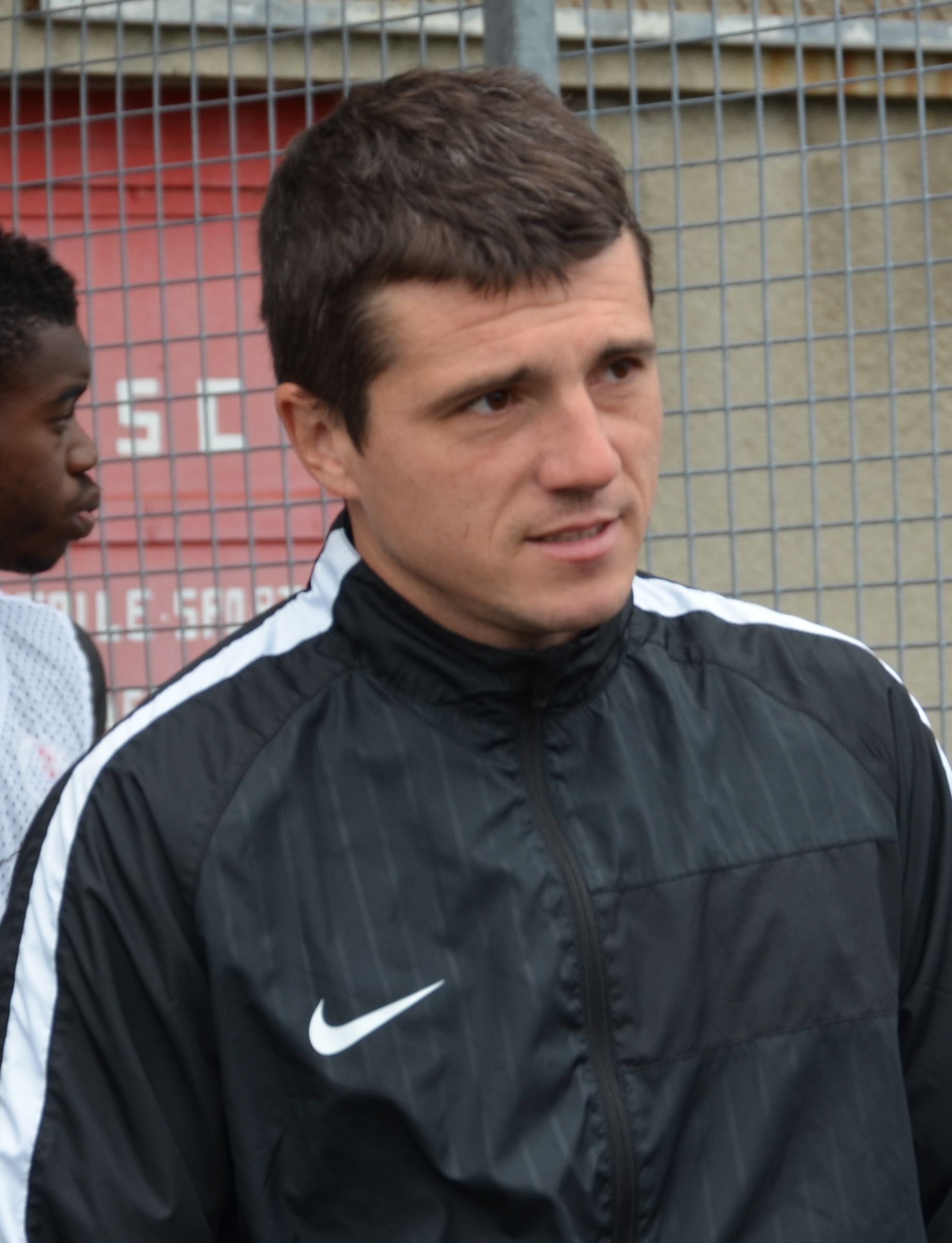
Grégory Proment en 2015.
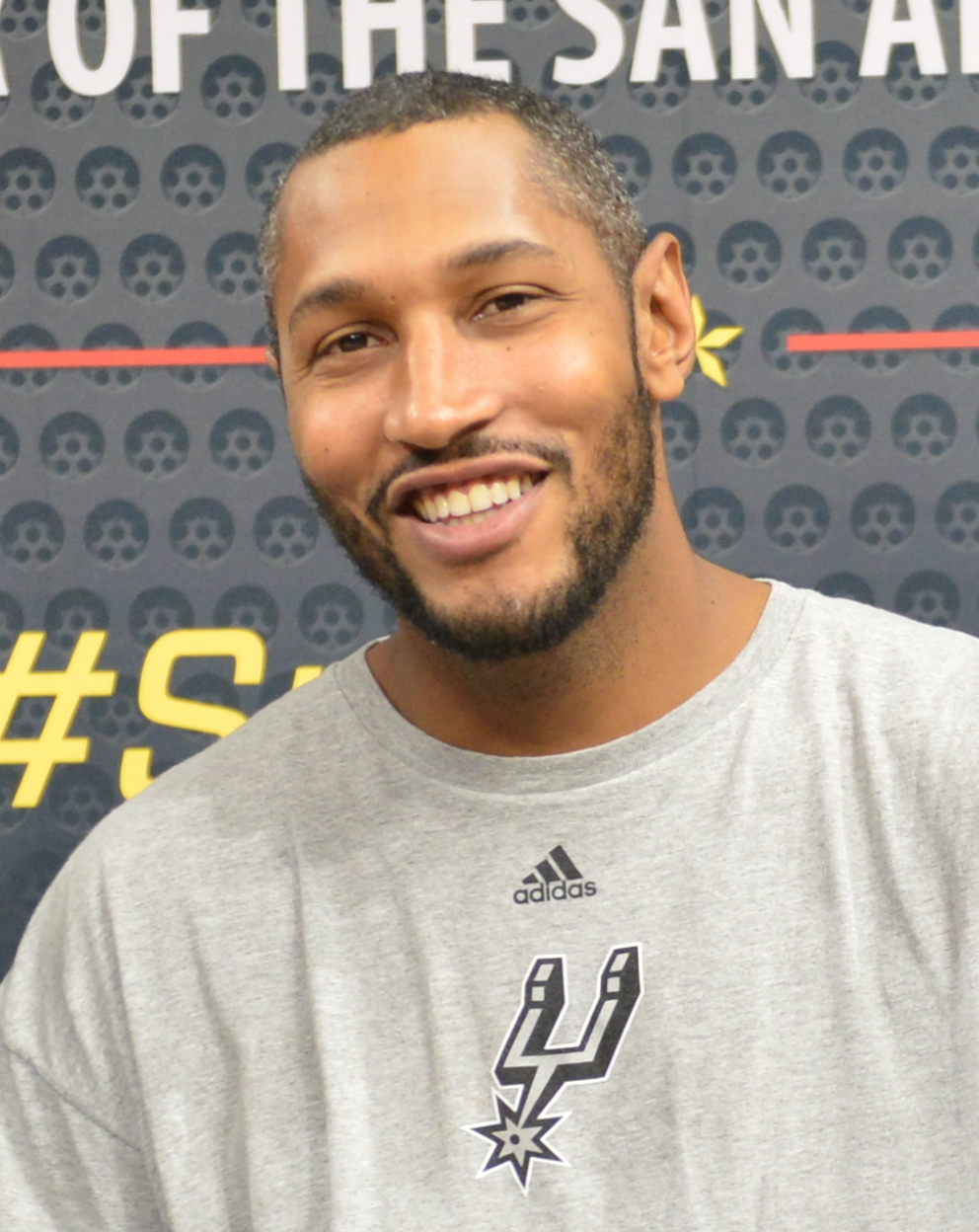
Boris Diaw en 2016.
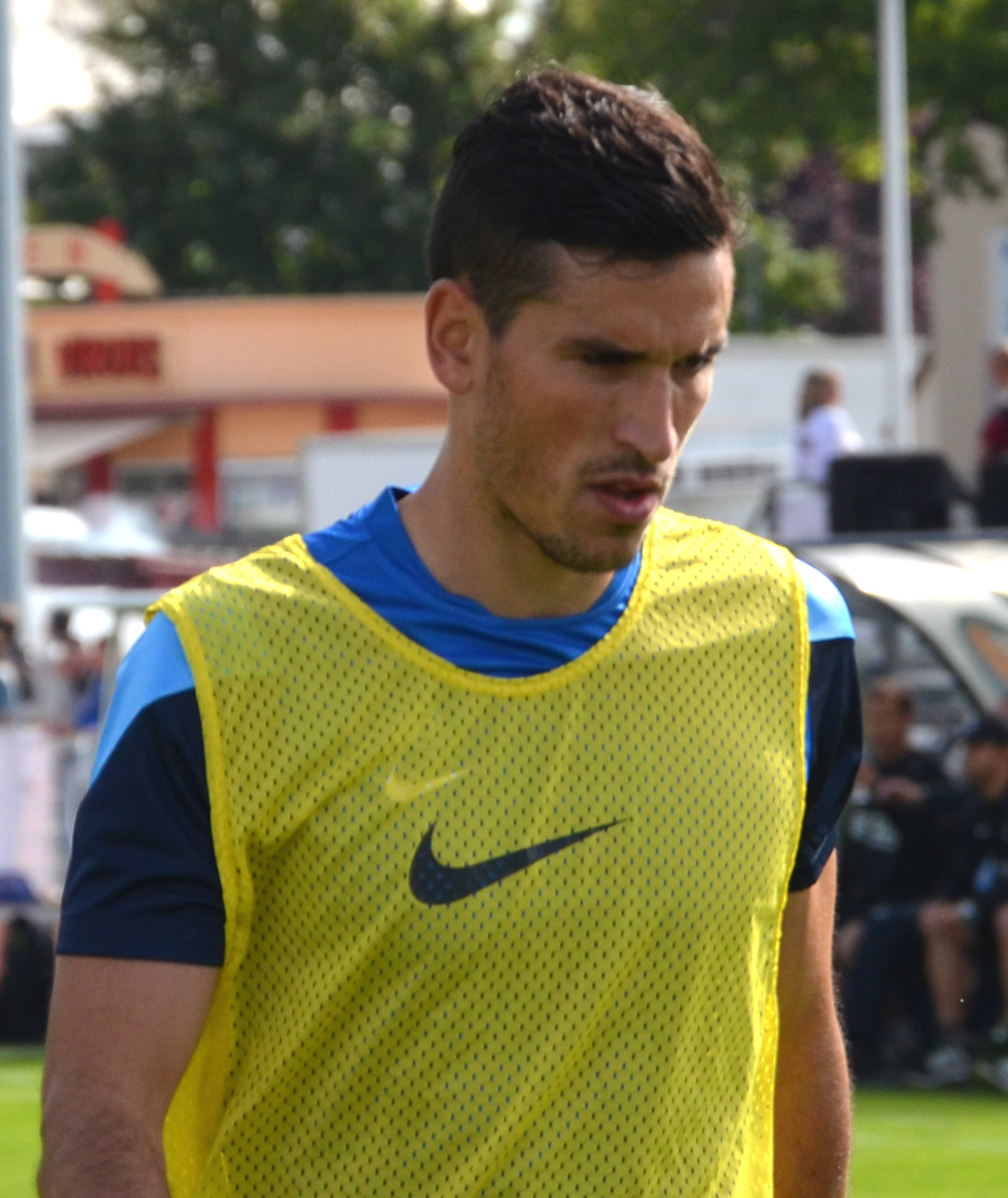
Jean Calvé en 2014.
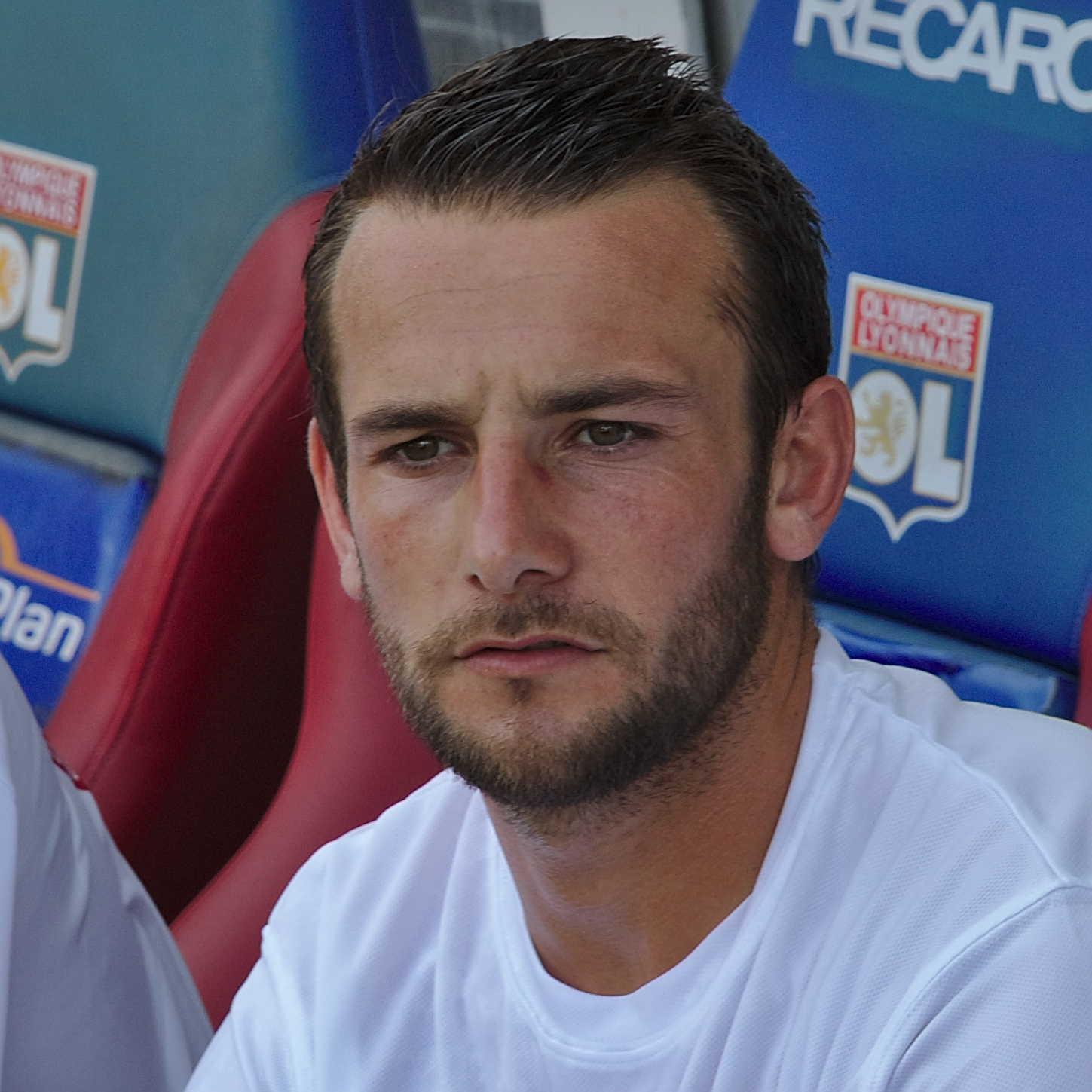
Mathieu Lorée en 2015.
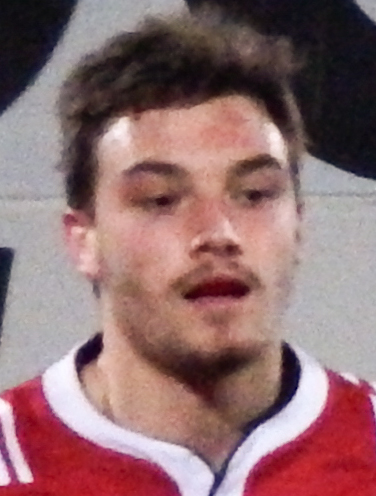
Olivier Klemenczak en 2016.
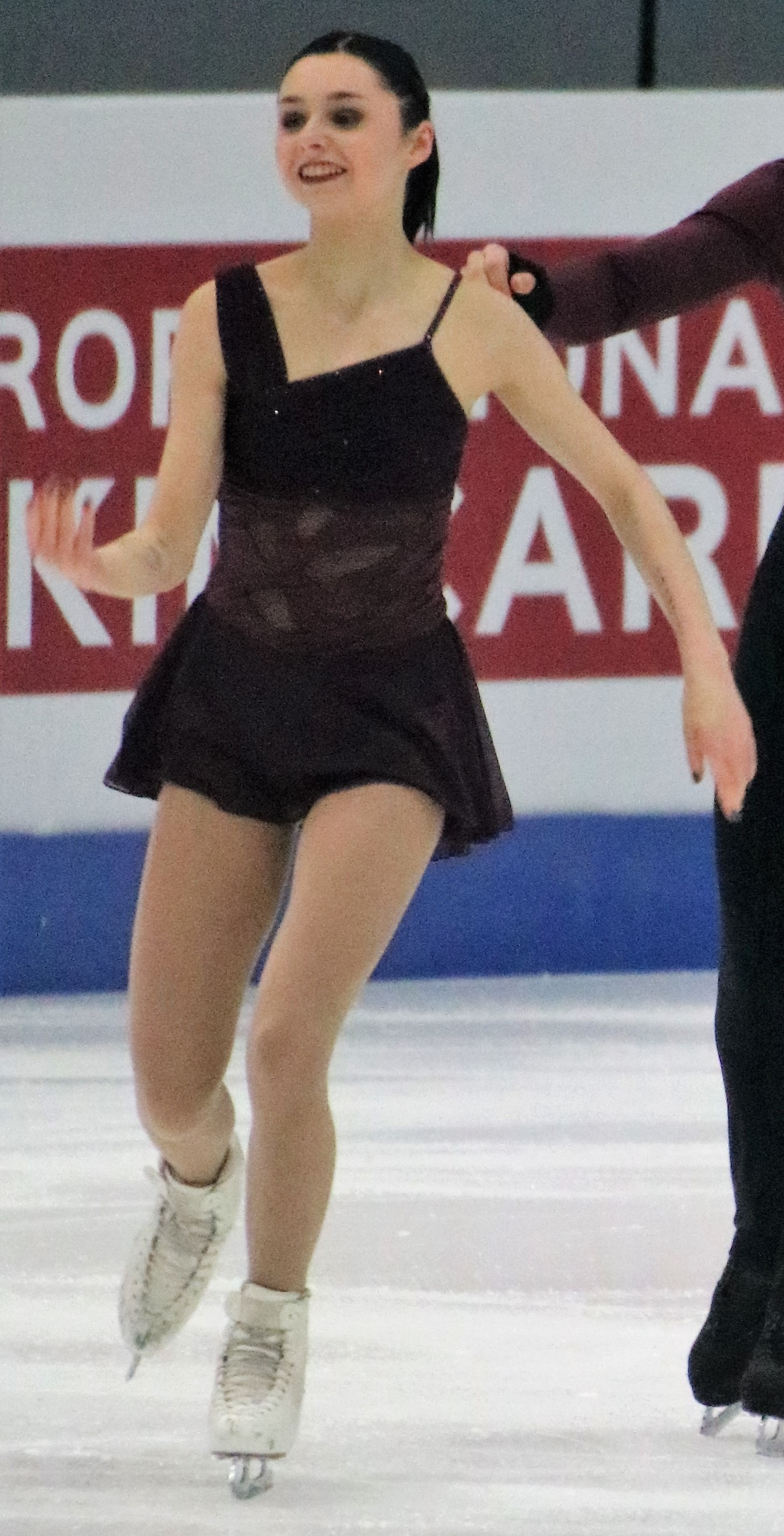
Cléo Hamon en 2020.

#### Autres personnalités
- Ignace de Loyola (1491-1556), passe à pied par Cormeilles pour aller à Rouen en juillet 1529, il y vit une extase mystique qui le marque si profondément qu'il en fait mention dans son autobiographie intitulée Récit du Pélerin[296],[297].
- Pierre Samuel du Pont de Nemours (1739-1817) est caché à Cormeilles dans la maison de campagne de l'astronome Harmand, jeune élève de Lalande[298], pendant la Terreur[299].
- Léo Poldès (1891-1970), auteur, journaliste, chroniqueur politique, fondateur et animateur principal du Club du Faubourg (1918-1940), précurseur des chroniqueurs à la radio[300], y habite, 16 rue Pierre-Dupont le "Château des Alouettes", avant la Seconde Guerre mondiale. C'est sur sa proposition faite au conseil municipal en 1928, que le nom de Pierre Dupont est donné à la rue où son épouse a acheté cette propriété[301]. En 1937, il prend une part active aux célébrations des 150 ans de la naissance de Louis Daguerre. Pendant la Seconde Guerre mondiale, sa propriété est occupée et pillée par les Nazis tandis que les époux (Léo est juif) trouvent refuge au Brésil. De retour à Cormeilles après la fin du conflit, Léo Poldès est fait citoyen d'honneur de la ville en 1957[301].
- Louise Weiss, (1893-1983), journaliste, femme de lettres, féministe et femme politique française, doyenne des députés au Parlement européen (1979-1983) est la petite nièce de Louis Gonse (maire de Cormeilles de 1892 à 1919 ) et est venue lui rendre visite dans sa maison de Cormeilles aujourd'hui disparue, rue de Franconville. Un collège de la ville porte son nom[302].
- Edouard André Vicario (1894-1918), sous-lieutenant, pilote d'avion durant la Première Guerre mondiale meurt en mission en 1918. À l'époque sa famille possède une résidence secondaire à Cormeilles (actuelle rue Pierre-Brossolette). Après la guerre, la dépouille d'Edouard André Vicario, est ramenée à Cormeilles et enterrée dans la sépulture de famille, dans le cimetière de la côte Saint-Avoie situé dans la rue Paul-Bloch, le plus ancien cimetière de Cormeilles[303]. Une rue de Cormeilles porte son nom, au sud de la gare, entre les rues de Nancy et du Général Sarrail.
- Philippe Kieffer (1899-1962), héros français du Jour J le 6 juin 1944 à la tête du commando des Bérets Verts, est fait compagnon de la Libération. Après guerre, il s'installe d'abord en Normandie où il devient conseiller municipal de Grandcamp-Maisy (Calvados) et conseiller général du Calvados. Puis en 1951, il vient habiter avec sa famille à Cormeilles, au 30 rue de Sannois, dans une maison appelée "La Sarcelle"[304], où il meurt en 1962 des suites d'un accident vasculaire cérébral. La messe de funérailles a lieu dans l'église de Cormeilles, puis il est inhumé en Normandie, à Grandcamp-Maisy (Calvados) où sa famille possède une résidence. La rue de sa demeure de Cormeilles, rue de Sannois, est renommée en 1963 rue du Commandant-Kieffer pour honorer sa mémoire. Les Musées réunis de Cormeilles, jusqu'à leur fermeture en 2022, lui consacrent un espace. Une stèle est érigée à l'entrée de la rue qui porte son nom[305] et une plaque murale apposée sur sa maison pour lui rendre hommage[305]. Son nom est donné en 2023 au nouveau lycée général de Cormeilles[306].
- Charles Brunier (1901-2007) est un aventurier et soldat français, né à Paris et mort le 26 janvier 2007 à Cormeilles à l'âge de 105 ans.
- Henri Christy (1914-1944) et Pierre Riera (1925-1944) : ce sont deux civils qui sont exécutés par des soldats nazis le 25 août 1944. Pierre Riera a 19 ans et est alors chimiste dans l'entreprise Lambert de Cormeilles et Henri Christy (30 ans) est locataire de la famille Riera qui habite la maison du 50 rue de Saint Germain[307]. La mère de Pierre Riera, Aveline Riera, a ainsi rapporté le drame : « Le 25 août 1944, vers 9 h 15, lors du repli des troupes allemandes, nous étions mon mari, mon fils Pierre et moi, à la maison en compagnie de M. Christy, mon locataire. Des coups de feu ayant été tirés dans les environs immédiats de mon domicile par les FFI, nous avons entendu tout à coup appeler dans le jardin. Par la fenêtre entr’ouverte, nous avons aperçu deux soldats allemands qui nous mettaient en joue. Ils nous ont donné l’ordre de sortir de la maison et nous ont mis le long du grillage dans le jardin, sous la menace de leurs armes. Un soldat allemand a fouillé la maison croyant qu’il y avait quelqu’un de caché, mais il n’a rien trouvé. L’un des soldats m’a fait comprendre qu’il prenait des otages et ils ont emmené mon fils et M. Christy sur la route de Saint-Germain et les ont fusillés à 500 mètres de mon domicile, à proximité de la Cité des Combattants. » Selon le témoignage de Roger Bernard, employé à la SNCF, qui a rapporté dans sa brouette les deux corps jusqu'à la maison des Riera, les deux hommes ont été tués à bout portant d'une balle dans la tête. Une stèle en pierre commémorative de ce crime de guerre est apposée au 81 rue de Saint-Germain, devant l'ancienne gendarmerie devenue la "Maison de l'entraide" à environ 500 m du début de la rue Riera-et-Christy[308].
- Irina Ioussoupova (1915-1983), aristocrate russe, y est morte.
- Claude Weber (1919-1995), arrive à Cormeilles comme instituteur à l'école Maurice-Berteaux, puis il devient professeur du collège du même nom (avant la construction du collège Daguerre), il est élu conseiller municipal à Cormeilles en 1959 et en 1965, conseiller général du canton de Cormeilles de 1964 à 1982, puis député communiste de la 2e circonscription du Val-d'Oise (celle d'avant 1986 dite Cormeilles-Taverny) entre 1973 et 1978. Une stèle rend hommage à son dévouement pour la commune, à l'angle des rues de Reims et du Général-Sarrail[309].
- Bernard Tapie (1943-2021), homme d'affaires et homme politique français, réside quelques années à Cormeilles, 8 rue de Montigny dans la villa Le Paradou.
- Robert Hue (1946-), homme politique français, maire de la commune voisine de Montigny-lès-Cormeilles (1977-2009), secrétaire national du Parti communiste (1994-2002), député (1997 à 2002) de la 5e circonscription du Val-d'Oise, député européen un an en 1999-2000, président du Parti communiste français d'octobre 2001 à avril 2003, sénateur de 2004 à 2017, fondateur en 2009 du Mouvement Progressiste (MuP) qu'il préside jusqu'en 2017, est né à Cormeilles-en-Parisis et y est scolarisé.
- Jean-François Abgrall (1959-), gendarme ayant permis l'arrestation de Francis Heaulme est né à Cormeilles-en-Parisis.
- Antoine Savignat, (1975-) avocat et homme politique français, y est né.

Autres personnalités liées à Cormeilles-en-Parisis
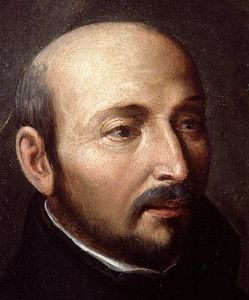
Ignace de Loyola Tableau anonyme copie des Miracles de saint Ignace de Rubens
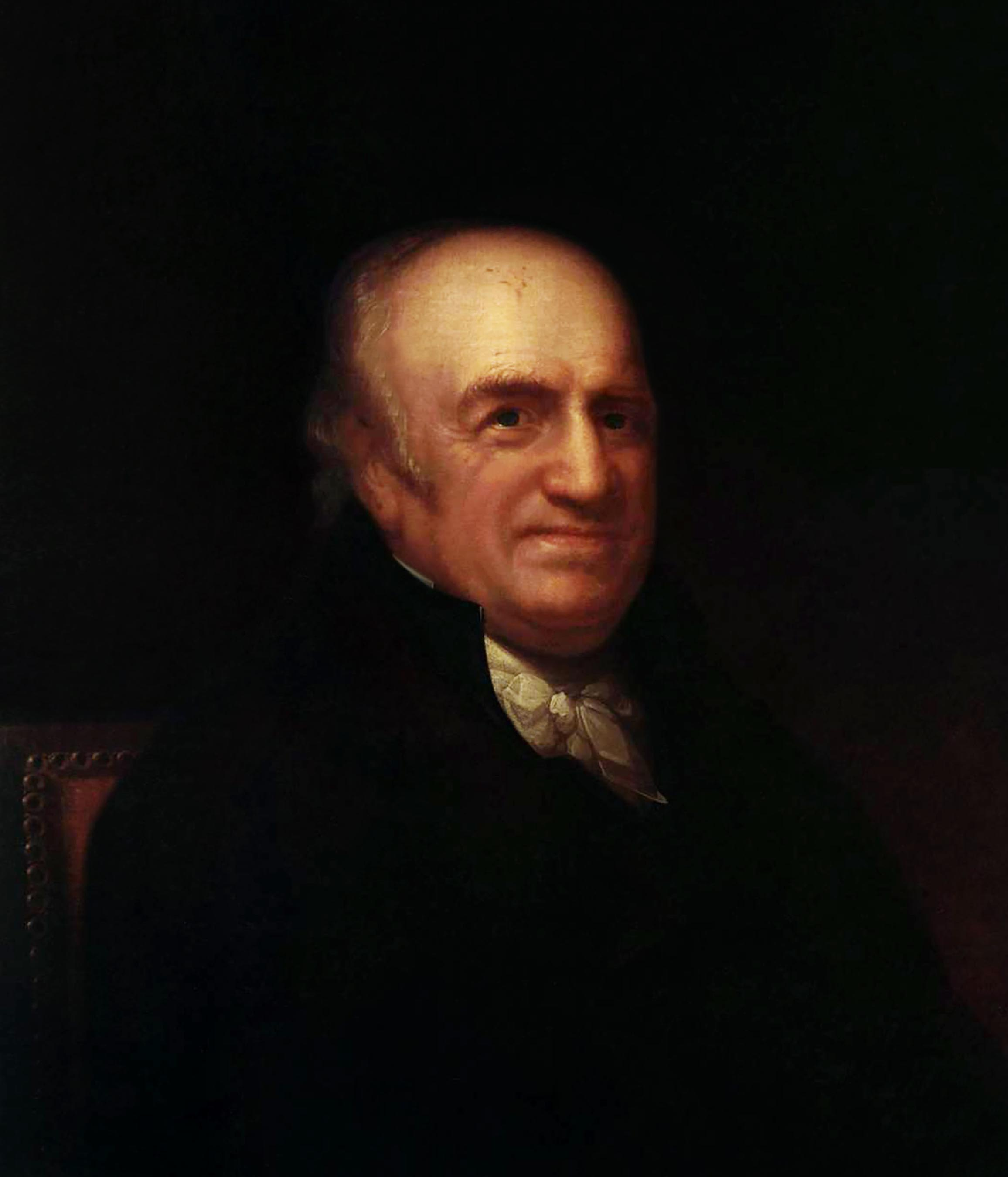
Pierre Samuel du Pont de Nemours vers 1800
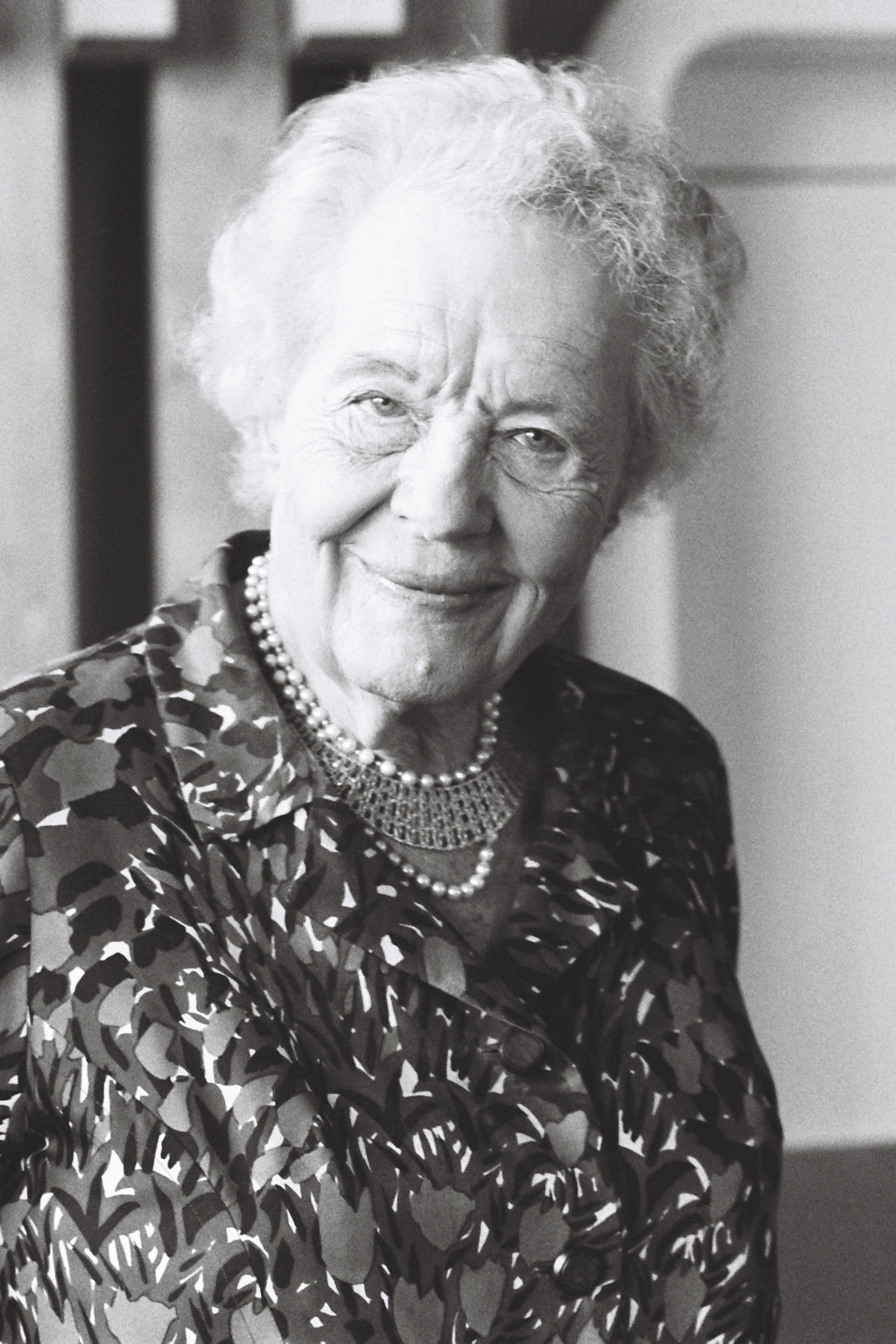
Louise Weiss en 1980
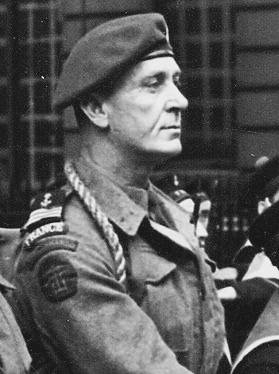
Philippe Kieffer vers 1943
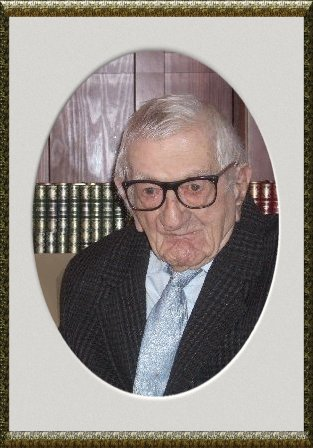
Charles Brunier vers fin 2006
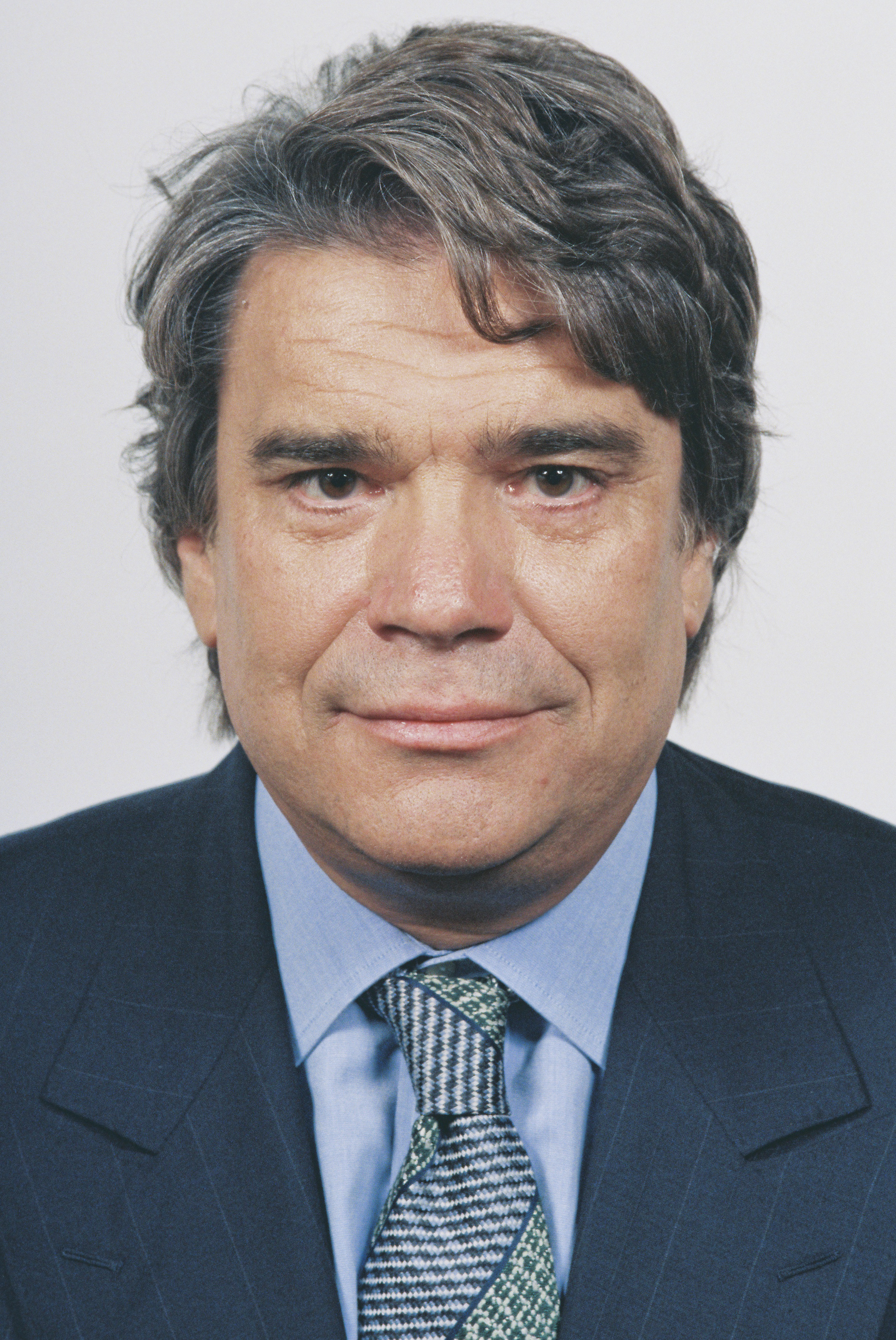
Bernard Tapie en 1994
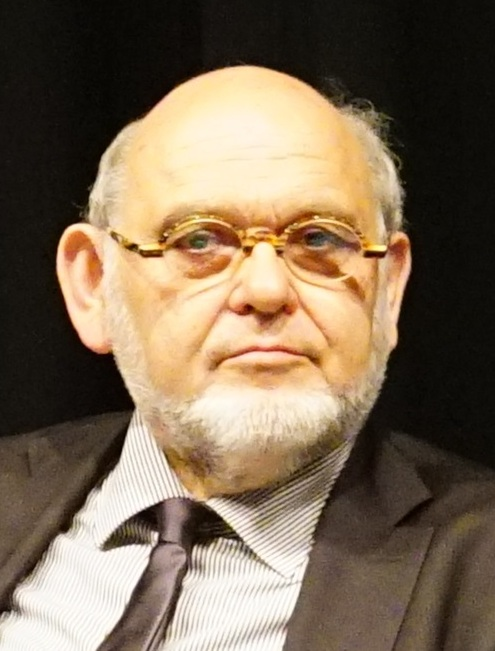
Robert Hue en 2015
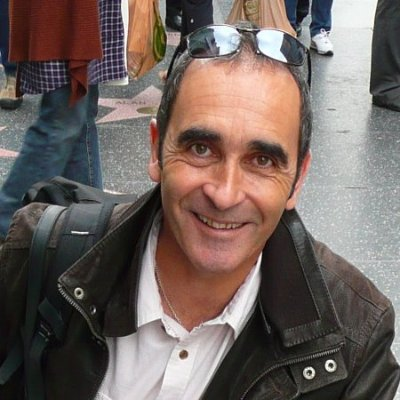
Jean-François Abgrall en 2016

### Héraldique
| Blason de Cormeilles-en-Parisis | Blason  | Parti : au 1er d'azur à la gerbe d'or, au 2e d'or au pampre tigé, feuillé et fruité au naturel. |
| Blason de Cormeilles-en-Parisis | Détails |                                                                                                 |

### Cormeilles-en-Parisis au cinéma et à la télévision
Le fort de Cormeilles a servi de décor à plusieurs films dont La Nuit des généraux (1967) d'Anatole Litvak, avec Peter O'Toole et Omar Sharif, ainsi que Chocolat de Roschdy Zem avec Omar Sy.

#### Livres
Par ordre chronologique de parution :
- Manuscrit de : Auguste Eckert, « 1 T 136 - Cormeilles-en-Parisis : Monographies d'instituteurs », sur Archives départementales du Val d'Oise, Éducation nationale - Inspection académique de Versailles, 1899 (consulté le 15 avril 2024)
- E.Delorme, Histoire de Cormeilles-en-Parisis, Paris, Imprimerie Paul Dupont, 1907, 272 p. Réédition E. Delorme, Histoire de Cormeilles-en-Parisis, Paris, Le livre d'histoire-Lorisse, coll. « Monographies des villes et villages de France », 2005, 272 p. (ISBN 2-84373-764-8)
- Charles Dufour, Monographie de Cormeilles-en-Parisis : Dédiée à la population scolaire de la Commune, Cormeilles-en-Parisis, Imp. Duranton, 1929
- R. Berthieu, G. Ducoeur et O. Herbet, Cormeilles en Parisis, Paris, Agence régionale d'édition pour les municipalités, 1992, 271 p. (ISBN 2-86296-007-1)
- Vincent Farion, Daniel Renard et Jacques Rigault, Le patrimoine des communes du Val d'Oise, Paris, Flohic, 1999, 1054 p. (ISBN 2-84234-056-6), Seules les p. 149-169 du tome 1 concernent Cormeilles-en-Parisis
- Jacques Hantraye, L'Ascension de la famille Lambert de Cormeilles-en-Parisis : XVIIe – XIXe siècle, vol. Aux origines de la pluriactivité (vers 1650-1836), Cormeilles-en-Parisis, Musée du Plâtre, 2007, 44 p. (ISBN 978-2-9530327-0-3) et 2008  (ISBN 978-2-9530327-1-0)
- Vincent Farion, Si la Carrière m'était contée : La plâtrière et les usines Lambert, le quartier et ses habitants à Cormeilles-en-Parisis (1832-2008), Cormeilles-en-Parisis, Musée du Plâtre, 2008, 56 p. (ISBN 978-2-9530327-7-2)
- Collectif sous dir. Général Gérard Viallet, Des Cormeillais dans les Guerres - de 1914 à nos jours : Récits et témoignages, Cergy-Pontoise, In Libro Veritas, 2009, 288 p. (ISBN 978-2-35922-007-0)
- Collectif sous dir. Jacques Rigault, Portraits de Cormeillais à travers l'histoire, Cergy-Pontoise, In Libro Veritas / Association Le Vieux Cormeilles, 2010, 199 p. (ISBN 978-2-35922-032-2)
- Jacques Hantraye, Les ports au plâtre : Le commerce du plâtre sur la Seine et l'Oise au XIXe siècle, Cormeilles-en-Parisis, Musée du Plâtre, 2020, 212 p. (ISBN 978-2-9530327-2-7)

#### Articles / Périodiques
- Service de communication de la Mairie de Cormeilles, Cormeilles.mag, 10 numéros par an. En avril 2024 on en est au no 278. Consultable et téléchargeable en ligne[310].
- Denis Jean-Pierre, Henri Lecœur, l'architecte du Parisis des années 1900, Vivre en Val-d'Oise no 118, novembre-décembre 2009, pages 28–33,  (ISSN 1146-2191)
- Association Le Vieux Cormeilles, Si Cormeilles m'était conté ; Les Portes du Parisis, 1983-2020
- Musée du Plâtre, Fer de Lance ; La Lettre Blanche ; Les Articles du Musée du Plâtre, 1982-2020  (ISSN 2107-4291)